# Personaggi di Kenichi

## Dojo Ryōzanpaku
Il dojo Ryōzanpaku è la casa dove vivono combattenti di abilità immensa specializzati in diversi stili di lotta. I maestri del dojo sono i maestri più forti del Katsujin-ken, cosa che rende il Ryōzanpaku l'emblema del Katsujin-ken e sono tutti contrari alla trasformazione in sport delle antiche discipline e si allenano per migliorare e tramandare le proprie arti marziali. Questo luogo è così famoso da attrarre molte sfide da altri dojo che cercano di rubargli l'insegna, le sfide sono così numerose che è stato necessario creare una lista d'attesa degli sfidanti. Questa diventa indirettamente una fonte di reddito in quanto gli sfidanti sconfitti vengono curati dai maestri Akisame e Kensei.
Anche con questa strategia però il dojo è sempre in passivo e per poter andare avanti fa affidamento sulla creatività dei residenti che per le vacanze ad esempio sfruttano una nave e un cottage costruiti direttamente da loro oltre a dirigersi verso un'isola non segnalata dalle mappe e conosciuta solo da loro.
Per ovviare alle spese arrivano addirittura a fare da babysitters ad alcuni bambini per coprire le spese. Una fonte di reddito è anche Kenichi che viene spesso ingannato dal maestro Kensei facendogli acquistare delle finte foto di Miu.
I maestri del dojo, anche se immensamente potenti, mancano di raziocinio e spendono soldi in cose del tutto inutili. Anche l'Anziano Saggio non è al di fuori di questa consuetudine infatti è visto spesso con degli enormi lecca lecca e con uno strano orologio. I maestri hanno anche grossi problemi ad avere rapporti con le persone normali rilasciando inavvertitamente grosse quantità di ki. Solo Akisame e Kensei hanno dei redditi fissi con le loro cliniche di fisioterapia ed agopuntura.
La vita al dojo è cambiata radicalmente dopo l'arrivo di Kenichi, i combattimenti tra maestri si sono ridotti significativamente e tutti si sono aperti l'uno con l'altro riuscendo ad interagire meglio.

### Kenichi Shirahama
Ken'ichi Shirahama (白浜 兼一?) Seiyu: Tomokazu Seki
- Prima apparizione: Battaglia 1
- Tipo di combattente: Sei
- Principio di combattimento: Katsujin Ken
- Arti marziali: Karate, Jujitsu, Arti marziali cinesi, Muay Thai ed esperto d'armi (anche se non le ha mai utilizzate in battaglia)

Kenichi Shirahama è un ragazzo di 16 anni che frequenta il suo secondo anno di scuola superiore. All'età di 6 anni, in compagnia del suo vecchio amico Ryūto, andò in un negozio dove scambiò la sua spilla a forma di gatto con quella con il simbolo dello ying yang di una ragazzina di nome Miu, anch'essa di 6 anni. I due ragazzi videro questa ragazzina sconfiggere un gruppo di criminali e Kenichi la salvò, fischiando con una moneta, da un loro attacco a sorpresa ma il merito di questo gesto andò invece a Ryūto. In quel giorno i due amici si fecero la promosse di diventare più forti ma mentre Ryūto la segui fino in fondo diventando il capo del Ragnarok e membro dello YOMI, Kenichi invece se ne dimenticò subendo numerose angherie.
Un giorno mentre si stava recando a scuola incontra di nuovo Miu ma anche non riconoscendola immediatamente i due diventano molto amici. Kenichi è membro del club di karate ma viene sottoposto ad ogni angheria per fargli decidere di smettere, così si allena da solo per diventare più forte. Miu dopo aver sentito i problemi dell'amico decide di insegnargli una prima mossa che gli permette di battere agevolmente Daimonji, colui che si prendeva gioco di lui e che lo aveva sfidato in un incontro in cui il perdente avrebbe dovuto lasciare il club. Anche dopo la vittoria decide di abbandonare il club per il bene di Daimonji che ne sarebbe uscito distrutto. Dopo aver sentito cosa è stato in grado di fare il capitano della squadra di karate si interessa a lui, una prima volta viene sconfitto per poi riuscire a batterlo al secondo incontro dopo l'allenamento al Ryōzanpaku. I problemi per Kenichi però sono appena iniziati in quanto è diventato molto famoso fra i delinquenti di un gruppo chiamato Ragnarok. Gli allenamenti al dojo sono sempre più disumani ma riesce a superarli con la forza di volontà e l'amore che prova per Miu. Tutti questi sforzi lo fanno crescere sempre di più e non ha problemi a sconfiggere il gruppo di Takeda. Vista l'impossibilità di convincere Kenichi ad unirsi al Ragnarok gli Otto Pugni lo vogliono sconfiggere e così mandano all'assalto anche Shinnosuke Tsuji, Loki, Thor e Sigfrido che vengono anch'essi inesorabilmente annientati. Kenichi però ha un principio che vuole rispettare ad ogni costo, lui non vuole colpire le donne, questo comportamento lo mette in pericolo contro Kisara che però capisce cosa ci sia davvero dietro alle mosse del ragazzo e si ritira dopo alcuni colpi. Durante queste vicende nasce un nuovo gruppo di nome Alleanza Shinpaku, creato da Niijima, di cui Kenichi è involontariamente uno dei comandanti ma a cui si uniscono molti dei combattenti sconfitti dal ragazzo che vedono in lui una persona corretta su cui poter fare affidamento e nell'Alleanza un gruppo di amici fidati cosa che nel ragnarok non avveniva.
Durante il viaggio a Chinatown conosce Ma Renka, la figlia di Ma Kensei, che dopo un primo impatto molto violento si infatua di lui arrivando anche a seguirlo al Ryōzanpaku e a volerlo riportare in Cina con lei. Miu è gelosa di Kenichi ma non capisce questo nuovo sentimento nato in lei e per questo a fare le spese delle litigate tra Miu e Renka finisce sempre per essere il povero Kenichi.
In uno scontro epico riesce a battere anche l'Eremita ma viene a scoprire che il leader dei Ragnarok è il suo migliore amico di quand'era piccolo: Ryūto. Nel loro primo incontro Kenichi viene battuto dal Seikuken e gli viene sottratta la spilla regalatagli da Miu. Segnato da questo evento non riesce ad allenarsi adeguatamente e l'Anziano Saggio decide che è ora di condurlo nella Valle dell'oscurità per fargli apprendere questa tecnica. Durante l'allenamento però perde la strada e viene salvato da Isshinsai Ogata che si scoprirà essere il primo discepolo del Ryōzanpaku caduto sulla via dell'Asura lasciandosi consumare dall'ira e uccidendo un uomo. Ogata gli propone di diventare suo discepolo ma Kenichi rifiuta scegliendo di voler continuare ad usare le arti marziali solo per proteggere chi gli sta a cuore, questa sua calma e voglia di proteggere gli altri lo fanno diventare un combattente Sei. Di ritorno dal viaggio affronta di nuovo Ryūto e grazie all'utilizzo combinato dei vari ritmi dei maestri del Ryōzanpaku lo sconfigge riuscendo così a recuperare la spilla, ma non l'amico, che viene portato via da Ogata.
Dopo aver sconfitto il Ragnarok un nuovo nemico vuole affrontare Kenichi, lo Yami, che vuole per uno dei suoi discepoli il titolo di più forte del mondo. La prima ad affrontare Kenichi è Li Raichi che gli provoca diversi grattacapi non volendo colpire una donna ma grazie al suo cuore riesce a fare breccia nella dura scorza dell'avversaria che finisce anch'essa per prendersi una cotta per lui.
Il primo componente dello YOMI ad affrontare Kenichi è Boris Ivanov, che si ritira a metà scontro per ordine di Kanou Shou, seguito da Radin Tidat Jihan in un combattimento all'ultimo sangue in montagna. Solo la necessità di proteggere Miu dà la forza al giovane di battere l'avversario che viene seppellito dal suo maestro con una valanga.
Il Ryōzanpaku viene invitato al torneo D of D e qui Kenichi affronta un nuovo avversario,  Shō Kanō, che ha messo gli occhi proprio su Miu. Kanō ferisce gravemente tutti i più forti componenti dell'Alleanza Shinpaku e Miu, rinvenendo dopo essere stata rapita, va su tutte le furie perdendosi nella rabbia e rischiando di cadere sulla via dell'Asura cercando di uccidere il proprio avversario. Kanō vuole che questo accada così da poter tenere la ragazza accanto a sé ma Kenichi, che non capisce questo mondo, lo vuole fermare. Avvicinatosi a Miu la ragazza fuori di sé non lo riconosce e lo attacca ferendolo ripetutamente, solo una mossa estrema, insegnatagli dal maestro Ma Kensei, riesce a fare tornare in sé Miu. Per Shō Kanō questa è una dichiarazione di guerra e vuole affrontare Kenichi al torneo per sistemare le cose. Intanto Kenichi e Miu dimostrano un affiatamento fuori dal comune e sconfiggono il team Drago a tre teste oltre a riuscire a colpire l'Anziano Saggio travestito da Garyuu X. La sfida finale è proprio con Kanō che dapprima dimostra una netta superiorità ma Kenichi grazie al suo vero Seikuuken ribalta la situazione. Kenichi combatte per proteggere Miu e questo gli dà una forza che altrimenti non avrebbe mai raggiunto. Kanō decide di farla finita utilizzando tutte le mosse sei maestri dello Yami in aggiunta all'utilizzo simultaneo di Sei e Dou ma Kenichi con uno dei suoi colpi più potenti, il Mubyoshi, riesca a sconfiggerlo. Shō Kanō si sacrifica per proteggere Miu che a sua volta aveva fatto scudo a Kenichi da dei proiettili sparati da molto vicino.
Nei suoi successivi scontri riesce a sconfiggere anche Boris Ivanov e Ethan Stanley oltre a salvare la sorella di quest'ultimo, Rachel. Il suo animo gentile ha fatto inoltre breccia in Chikage Kushinada, uno dei suoi possibili rivali, che salta il loro incontro preferendo una festa di compleanno.
Anche se viene spesso ricordata la totale mancanza di talento di Kenichi per le arti marziali, gli viene altresì riconosciuto un talento fuori del comune per quanto riguarda l'impegno. Questo in breve tempo lo ha portato a diventare da uno degli studenti più deboli della scuola ad uno dei discepoli più forti del continente, in grado di sconfiggere avversari con molti anni più di lui d'allenamento.
Kenichi è un ragazzo gentile, compassionevole, volenteroso e con dei principi che vuole rispettare a costo della vita. Odia la violenza fine a se stessa e uno dei suoi principi gli impedisce di colpire le donne. A dispetto di ciò è anche un pervertito e assieme al maestro Ma Kensei non perde l'occasione di spiare Miu e Shigure mentre fanno il bagno oltre ad acquistare foto di Miu che il più delle volte si rivelano dei falsi. Ha iniziato ad utilizzare anche lo stile di combattimento del maestro Ma Kensei (ecchi mode) che lo porta a diventare molto più preciso nell'afferrare le donne oltre a riuscire a toccare per la prima volta Miu durante l'allenamento. Come risultato di questa sua gentilezza riesce a guadagnarsi l'affetto di molte persone oltre al cuore di Ma Renka e di Li Raichi.
Kenichi non utilizza un unico stile di combattimento e sceglie tra tutte quelle apprese quella migliore per l'occasione. Non ha mai utilizzato armi ma Shigure gli ha insegnato come difendersi da esse e non averne paura. La prima mossa che ha imparato è il "kouho haiho", una mossa di difesa di Miu. Istintivamente il ragazzo ha combinato le cose che ha appreso creando delle tecniche finali molto potenti chiamate "saikyo" (le più forti) combo. Fa anche un utilizzo frequente del Seikuuken, mossa adatta solo a combattenti Sei (Miu ad esenmpio non la può apprendere), che gli è stata insegnata direttamente da Hayato, sempre l'Anziano Saggio gli ha fatto capire come passare al secondo stadio di questa potentissima tecnica chiamato "Ryuusui" (let: acqua che scorre) che riduce il Seikuuken ad uno strato sottilissimo lungo la pelle permettendogli di capire meglio le mosse dell'avversario seguendo la loro corrente. L'attacco più forte di Kenichi è il "Mubyoshi" (let: senza ritmo) che ha inventato da solo. Questa mossa combina karate, muay thai, jujitsu e arti marziali cinesi in un singolo colpo talmente potente da sconfiggere chiunque immediatamente. Il suo nome deriva dal fatto che essendo un attacco combinato di diverse arti marziali ha un ritmo quasi impossibile da decifrare. Il suo unico punto debole è la necessità di avvicinarsi molto all'avversario lasciando Kenichi scoperto da un eventuale contrattacco. Comunque attualmente le uniche due persone ad essere in grado di fermare questo colpo sono state Ryūto (a malapena) ed Hayato.
Nel capitolo 348 Kenichi rivela di aver appreso un'altra tecnica nell'allenamento fatto con l'Anziano Saggio, il "Korui Nuki". Questa mossa consiste in un calcio dato sfruttando il proprio centro di gravità e le aperture nella difesa dell'avversario incanalando tutta la forza di Kenichi in un singolo punto d'impatto. È talmente potente da distruggere la guardia di Polluce e colpirlo direttamente mettendo fine allo scontro tra di loro.

#### Mosse
- Pa Bo: passi del Baguazhang usati per colpire al collo e al ventre con le mani dopo aver superato la guardia avversaria. Prima tecnica appresa da Kenichi
- Yamatsuki: doppio colpo simultaneo, uno al viso per distrarre l'avversario e fargli aprire la guardia per far penetrare il colpo allo stomaco.
- Ugyuu Haitou: consiste nel portare con un rapido movimento la testa sul torace dell'avversario, bloccandogli la gamba e tirandogli una testata.
- Kuchikidaoshi: afferrando un ginocchio dell'avversario e portandolo in alto si rovescia l'obiettivo facendolo cadere con probabilità di battere la nuca
- Spazzata: calcio basso da posizione abbassata alle caviglie
- Tan Gard Muay: posizione di guardia del Muay Thai, con i pugni davanti al volto, le spalle tese e un ginocchio sollevato ad altezza ventre
- Tei Sook: gomitata.
- Tei Kaukoon: ginocchiata rotante
- Kao Loi: ginocchiata volante sferrata con l'aiuto della trazione delle braccia dopo aver afferrato la nuca dell'avversario. Forse la mossa tra le tecniche del Muay Thai più utilizzata da Kenichi
- Tei Raan: calcio basso
- Tei Kao Loi: ginocchiata rotante
- Dtee Sawki: colpo col gomito
- Colpo del collo della gru: colpo al mento con la parte superiore del polso piegato
- Dee Sock Toron: gomitata rotante
- Posizione a mani appuntite: posa di guardia dell'Hakkejyou, permette passaggio da attacco a difesa simultaneo
- Soutenshu: tecnica consistente in rapidi movimenti delle mani e passi avanti per aprire la guardia avversaria.
- Sanchin: Kamae del Karate che stringe le cosce e contrae i muscoli con le braccia alzate e i pugni al volto per incassare i colpi e preparare attacchi da corta distanza
- Idori: posizione seduta in cui puoi difenderti da attacchi provenienti da ogni direzione e contrattaccare. È particolarmente usata dai giapponesi perché unici con un'etichetta formale sul modo di sedersi (Seiza)
- Ibuki: metodo di respirazione del Karate suddividibile in tre fasi: 1, respirazione silenziosa lenta e profonda fino al diaframma 2, forzare con l'addome una forte espirazione dalla bocca 3, forzare l'ultimo respiro con la lingua tra i denti quando sembra che l'aria si sia esaurita
- Shutou Yokogan Men Uchi: fendente orizzontale al volto con la mano a lama
- Tamba: colpo coi palmi aperti sovrapposti sui tessuti molli del fegato
- Saoi Nage: lancio che parte da dietro schiena e sbatte a terra il nemico
- Haigeki: carica con spallata, molto usata dal ragazzo contro avversari di basso livello
- Shimewasa: tecnica di strangolamento
- Zensoutai: spazzata frontale
- Tabien Fan To: presa al bacino e lancio a terra
- Kao Kone: calcio dietro la nuca dopo presa alle braccia
- Kougeki: dopo essersi appoggiati al nemico con un impeto gli si dà una spallata. Evoluzione dell'Haigeki
- Kuuchuu Tomoenage: afferrando le spalle dell'avversario si salta e puntandogli i piedi sul bacino lo si può proiettare all'indietro girando su se stessi mentre si è a mezz'aria
- Sansen: tecnica del Karate di comprimere immediatamente tutti i muscoli del corpo in modo da poter respingere l'attacco da ogni punto possibile e proteggere in questo modo anche le giunture, tipico punto debole del Karate, potendo anche sferrare un pugno per allontanare nel mentre un avversario
- Rasetsukei Stile Ma: doppio affondo che inizia con movimenti ampi che via via si restringono per rendere i nemici meno favoriti a difendersi o schivare; in questo modo si riesce a far apparire i colpi con la stessa direzione, tuttavia hanno direzioni totalmente diverse
- Chint Suikei: parata di un calcio con un altro calcio che culmina in una schiacciata della gamba avversaria sul terreno tramite la gamba come nel sumo
- Risveglio Drastico Stile Ma: palpata sul seno dell'avversaria per farle riprendere conoscenza da uno stato di trance, semincoscienza o furore
- Calcio Chai: calcio di tale potenza da polverizzare la roccia
- A Punch: pugno di tale velocità e forza da spostare un'auto
- Ukemi: caduta nelle arti marziali, in particolare Judo, Karate o Jujitsu in cui si ammortizza l'impatto con la rotazione del corpo e con un colpo del braccio sul terreno. Kenichi è specializzato in essa
- Shaki Juujin: tecnica per cui si segue il corso di energia del colpo avversario per un contrattacco che reindirizza la forza sul nemico
- Taiho Shouha: portando una gamba indietro tesa che fa da blocco e il braccio opposto teso in avanti con la mano aperta si può bloccare la carica del nemico come se si fosse lanciato su una trave
- Meotode: posa del Karate in cui i pugni di tengono all'altezza del volto uno vicino ma dietro all'altro. È un metodo di muovere i pugni assieme senza separarli, usando la mano della morte (la mano davanti solitamente usata per la difesa) per attaccare e difendere e al contempo usare l'altra mano, tenuta vicina, in modo da poter superare ogni difesa e bloccare ogni attacco, in quanto l'avversario tiene conto della prima mano e non riesce a bloccare la seconda e in difesa la seconda blocca ciò che non riesce la prima. Tecnica del Karate molto usata da Kenichi
- Shiraha Nagashi: attacco contro i nemici armati che porta il pugno capovolto vicino alla lama e la neutralizza con un'energica rotazione del polso, concentrando poi il movimento per colpire l'avversario. Permette di neutralizzare ogni colpo di arma da taglio e colpire i nemici armati con un solo braccio, permettendo di unificare attacco e difesa in un solo arto per evitare altri movimenti che sprecano tempo. Molto usata da Kenichi per parare e contrattaccare
- Seikūken: campo d'aria sferico in cui un combattente Sei, calmando il suo spirito, può controllare completamente lo spazio da cui attaccare e difendere. Una delle tecniche più usate da Kenichi
- Ryusuui Seikūken: Kenichi, forma completa del Seikūken, ha tre livelli: riducendo la tecnica a un sottile strato attorno al corpo e concentrandosi sulla respirazione del nemico, è possibile leggere il flusso dell'avversario analizzandone i movimenti e immedesimandosi in lui, schivando gli attacchi col minimo movimento e massimo guadagno di tempo (liv 1); fonderlo col proprio adattandosi ad esso (liv 2) e distruggerlo anticipandone le mosse (liv 3). È paragonabile a un sesto senso attivabile con il massimo uso degli altri. Può essere ingannato dall'uso dei Gamaku, se non ancora del tutto sviluppato e necessita di un contatto visivo costante tra occhi dell'utilizzatore e quelli dell'avversario. Una delle 108 tecniche speciali di Furinji Hayato, è la tecnica finale del Sei
- Korui Nuki: durante un isolamento dal subconscio dovuto al cambio tra attacco e difesa durante lo scontro, si possono individuare i punti vulnerabili nella guardia dell'avversario e sceltone uno lo si colpisce con un calcio in spaccata in cui si concentra la forza di gambe e fianchi. Tramite il controllo del centro di gravità si può sprigionare tutta la potenza in un unico punto, spezzando ogni guardia. In questo modo è possibile usare un colpo contenente tutta la propria potenza. Necessita di grande forza nella parte inferiore del corpo ed è sensibile a un contrattacco come il Taiho. È una delle mosse finali di Kenichi, inventata da Hayato Fūrinji, del quale è una tra le 108 tecniche speciali.
- Combo finale 1: successione di Yamatsuki, Kao Loi, Ugyuu Haitou e Kuchikidaoshi, prima combo di Kenichi
- Combo finale 2: successione di Shutou Yokogan Men Uchi, Tei Kao Loi, Tamba e Seoi Nage, seconda combo di Kenichi
- Shinken Shirahama Dori: presa con entrambe le mani per fermare una penetrazione con la mano dritta. Presa di blocco inventata da Kenichi
- Serietà di Shirahama: bloccando una lama tra i Tekko e la cotta di maglia si può tenere ferma una spada
- Mubyoshi: mossa che unisce le mani a carrucola del Karate, lo spostamento energico del Kempo, il movimento del baricentro del Jujitsu e il colpo mirato oltre l'avversario del Muay Thai. Questo attacco non ha ritmo perché unione di stili diversi e ha la sua base nei muscoli della parte inferiore del corpo. Tecnica peculiare di Kenichi e sua prima mossa finale, molto usata contro molti combattenti
- Shutou Muzan: concentrando il ki in un colpo di taglio portato dall'alto si colpisce l'avversario che carica sfruttandone la spinta per potenziare il colpo
- Katsujin-ken Destroy: la tecnica di livello maestro del ragazzo, permette di assorbire il ki dagli attacchi e emanarlo in un'altra direzione per annullarli
- Ryusuui Mubyoshi: combinando il terzo livello del Ryusuui Seikūken, il Ki no Shouka e la Mubyoshi si può utilizzare il ki del colpo nemico per potenziare il proprio colpo con lo Shouka, distruggere il flusso avversario col Ryusuui Seikūken e nel mentre sferrare la Mubyoshi, rendendo il colpo potentissimo e infallibile. È a livello maestro

### Miu Fūrinji
Miu Fūrinji (風林寺 美羽?) Seiyu: Tomoko Kawakami
- Prima apparizione: Battaglia 1
- Tipo di combattente: Dou
- Principio di combattimento: Katsujin Ken
- Arti marziali: Taisabaki Stile Furinji, con tracce di Kuremisago, predilige l'uso di calci e di prese al corpo

Miu Furinji è una ragazza di 16 anni che frequenta la stessa scuola di Kenichi ed è al secondo anno. È la nipote di Hayato Fūrinji e la figlia di Saiga Fūrinji, attuale capo dello Yami. Non si sa di preciso quando il nonno la prese in custodia ma è con lui dall'età di 6 anni. Nei 10 anni trascorsi sotto le sue cure ha continuato a praticare le arti marziali diventando un'abile lottatrice. Sua madre Shizuha Fūrinji è morta per mano di suo padre mentre la stava proteggendo. Nel destino di Miu infatti si cela la necessità di superare l'oscurità che si nasconde in lei cosa che ha fatto prima con l'aiuto di Hayato e ora con quello di Kenichi.
Prima di trasferirsi alla scuola Kouryou frequentava una scuola all'apparenza molto famosa ma in cui non si trovava bene perché tutte le ragazze erano gelose di lei per il suo aspetto. Proprio per questo motivo ha deciso di indossare degli occhiali e vestirsi in modo meno appariscente ma grazie alla vicinanza di Kenichi in questa sua nuova scuola è riuscita a farsi moltissimi amici e per dimostrare a Chikage Kushinada che non vuole più fingere decide di recarsi a scuola vestita come nel quotidiano.
Anche se bellissima, dolce e sensibile non aveva nessun amico prima di incontrare Kenichi e a causa dei suoi numerosi impegni al Ryōzanpaku nessuna vita sociale. Miu inoltre adora i gatti ed è molto dispiaciuta di non poterne tenere uno al dojo, sia Kisara che Ma Renka gli ricordano questi felini e si mette per questo, inconsciamente, a giocare con loro.
Miu dimostra di essere una combattente fortissima durante tutti gli scontri ed ha dei riflessi fuori dal comune per esempio è in grado di lanciare in aria chiunque si trovi dietro di lei. Il suo stile di combattimento è fatto di grandi salti e calci potentissimi oltre a diverse prese al corpo. La sua mossa più potente è il "Fūrinji Kohuouyoko" che consiste in un calcio dall'alto verso il basso da una discreta altezza.
Kenichi è stato in grado di colpirla una solo volta in tutti i loro allenamenti tramite la mossa del maestro Ma Kensei, lo stile di combattimento dei due ragazzi è molto diverso ma hanno dimostrato di conoscersi profondamente e di fidarsi ciecamente l'uno dell'altra al torneo D of D dove hanno lottato sempre insieme.
Miu durante la storia passa da vedere Kenichi come semplice amico a qualcosa di più, probabilmente infatuandosene. Infatti è gelosa di tutte le ragazze che come Ma Renka o Li Raichi gli si avvicinano e non vuole che il ragazzo veda Rachel mezza nuda durante il torneo D of D. Kenichi è infatti la prima persona che ha detto di volerla proteggere e ciò è avvenuto sia durante lo scontro con Radin Tidat Jihan, in montagna quando lei aveva la febbre, sia quando ha perso la ragione contro Shō Kanō. Decide di non seguire Shō Kanō da suo padre grazie alla presenza di Kenichi. È altresì molto preoccupata per Kenichi durante i suoi combattimenti e si stupisce di quanto sia migliorato in così breve tempo. Prega perché ritorni salvo sia dalla Valle dell'oscurità sia dal viaggio con Shigure per poi scoprire che i due hanno fatto un bagno insieme diventando ancora più gelosa. La fiducia di Miu e Hayato arriva al punto che decidono di donare gli Ikada appartenuti al padre della ragazza a Kenichi.

#### Mosse
- Pa Bo: passi del Baguazhang usati per colpire al collo e al ventre con le mani dopo aver superato la guardia avversaria
- Baguazhang Tashin Kaei: dopo una giravolta su se stessi simile al dietrofront si colpisce l'avversario con un colpo di taglio
- Furinji Awase Tsubuse: doppio pugno quasi contemporaneo al basso costato
- Furinji Dankuu Yokudangeri: calcio alto
- Nanba Nashiri: antica tecnica di corsa che prevede il movimento contemporaneo di braccia e gambe senza perdere l'ondulazione del corpo. Aumenta moltissimo la velocità
- Furinji Sakasa Hitoudori: metodo di usare il Nanba Nashiri su un muro per scenderlo senza smettere di corrervi sulla parete
- Rasetsukei Stile Ma: doppio affondo che inizia con movimenti ampi che via via si restringono per rendere i nemici meno favoriti a difendersi o schivare; in questo modo si riesce a far apparire i colpi con la stessa direzione, tuttavia hanno direzioni totalmente diverse
- Hyoui Kazarikibane: combo aerea di calci e pugni
- Furinji Chigiri Tsubame: rapida combo di attacchi aerei in accelerazione durante la quale si riduce la forza dei colpi per aumentare la velocità
- Colpo Bianco: pugno caricato con il sangue il ki del Dou per renderlo pesante e difficile da deviare
- Topan Kait: combo di calci e pugni compiuti a mezz'aria durante una giravolta. Utilizzata da Miu nella fase Indah Bulu, quando era ipnotizzata da Jenazard
- Ritsutoku no Kan: portando all'estremo i cinque sensi se ne attiva un sesto, l'intuizione, simile all'occhio interiore, che usa per percepire i movimenti che non riesce a seguire con gli occhi e ridurre a un decimo i propri tempi di reazione. Molto usata dai maestri
- Furinji Kouhouyoku: dopo un salto avvitato verticale si piomba sul nemico disteso con un calcio avvitato a una gamba mentre l'altra è tesa sopra la testa. Mossa finale di Miu

### Hayato Fūrinji
Hayato Fūrinji (風林寺 隼人?) Seiyu: Hiroshi Arikawa
- Prima apparizione: Battaglia 6
- Tipo di combattente: Sei
- Principio di combattimento: Katsujin Ken
- Arti marziali: Tutte, è in grado inoltre di copiare qualunque stile utilizzi il proprio avversario
- Soprannome: Invincibile Super Uomo

Furinji Hayato, detto l'Anziano è il principale esponente del Clan Furinji. È dotato di grande forza e il suo stile particolare, lo stile Furinji, è considerato uno stile di combattimento tra i più rinomati. Da giovane ha fatto squadra con Kushinada Mikumo, la futura Youken no Urukiboshi, durante la seconda guerra mondiale. Una volta ha sconfitto 500 maestri Shaolin fin quasi a ridurli in fin di vita. Secondo lui data la sua grande forza ha il dovere di aiutare i più deboli e per questo viaggia molto per il mondo per portare la pace (dicono in molti che Kenichi, per la sua bontà d'animo e la sua purezza, ricorda molto l'Anziano). Tuttavia nel passato ha seguito la via dell'Eremita, andando a combattere per il piacere di farlo, ma dopo aver visto il vuoto della sua vita è cambiato. Ha avuto da Furinji Shizuko un figlio, Furinji Saiga, che, innamoratosi ricambiato di Kuremisago Shizuha, scatenò un conflitto interno nel clan della ragazza. Infatti i Kuremisago erano un antico clan ninja e portavano avanti un'accurata selezione genetica, incrociando tramite matrimonio gli individui più forti per generare prole superiore e Shizuha era una discendente del ramo principale del clan, molto dotata nel combattimento oltre che bella, il fiore proibito; per questo motivo lasciar avvicinare a tal punto al cuore del gruppo uno straniero risultava inaccettabile a molti Kuremisago. Altri, invece, stanchi della vita da uccelli chiusi in gabbia, come Kuremisago Senzui, appoggiavano la decisione si Saiga e Shizuha di sposarsi. Nacque così una guerra interna che mieté molte vittime. A un certo punto Saiga e Senzui entrarono a far parte di Un'Ombra nove Pugni. Senzui, capendo che la guerra senza sacrificio non si sarebbe fermata, decise di uccidere Shizuha sotto sembianze di Saiga, in modo da riportare la pace nei Kuremisago. Tuttavia non poté uccidere la figlia di questa, la neonata Miu, per l'affetto che portava a sua madre. A questo punto Hayato, raggiunto da un messaggio di Shizuha, si precipitò da lei, ma la trovò morta da poco e sotto il suo cadavere trovò la nipotina Miu. Da allora promise di non lasciarla mai più sola e la portò con sé nei suoi viaggi, addestrandola personalmente sin dalla più tenera età. A un certo punto della sua vita fondò il Ryōzanpaku. Un giorno, sgominando dei mercanti di schiavi bambini in Thailandia, fece conoscenza con Apachai, che si affezionò a lui e alla piccola Miu al punto da seguirli fino in Giappone.
Quando Miu inizia la prima superiore e conosce Kenichi, l'Anziano è il primo che gli si rivolge al suo arrivo al Ryōzanpaku, nonostante poi sia Kensei a convincerlo a fermarsi lì per essere allenato. Per la maggior parte della storia l'Anziano si limita a osservare gli allenamenti di Kenichi, a dargli consigli e a fermarlo in caso di fuga, tuttavia quando il ragazzo viene sconfitto da Odino, primo Pugno di Ragnarok, lo porta con sé nella Valle Nera per insegnargli il Seikūken. Durante l'allenamento Kenichi conosce Isshinsai Ogata, che sta lì in eremitaggio per scontare l'involontaria uccisione del figlio di Tanaka, con cui stringe un rapporto abbastanza buono e decide per la prima volta di seguire la via del Katsujin-ken. In seguito impara la prima parte del Seikūken, ma è costretto a interrompere l'allenamento per aiutare i suoi amici, attaccati da Odino, Loki e Berserker. Durante lo scontro con Ryuto, quando Kenichi imita i maestri alla perfezione, si scusa con lui per averlo traumatizzato con gli allenamenti al punto da imprimergli per sempre nella memoria lo stile dei maestri. In seguito lo esorta a combattere contro Yomi, dicendogli che o vincerà o morirà.
In seguito lo si ritrova al torneo D of D, dove rincuora Kenichi dalla sua ansia promettendogli di permettergli di uscire con Miu se vincerà il torneo. Tuttavia pochi minuti dopo lo si trova a combattere travestito da Garyuu X contro la squadra Kick Boxing Hurricane, al che Kenichi si infuria con lui accusandolo disperato di averlo illuso. Lì sconfigge Rofusagi Gorubee, il Demone dei Calci. In seguito affronta Kenichi e Miu nel girone Cielo, decidendo di usare la 0,0002% mode, per cui usa al massimo solo lo 0,0002% della sua forza per allenare i ragazzi sul campo, nonostante sia sufficientemente forte anche così da far volare via e mettere in difficoltà Kenichi e Miu insieme e a sradicare un albero, nonostante ammetta poi di doversi riposare qualche giorno. Nello scontro insegna a Kenichi la forma finale del Seikūken, il Ryusuui Seikūken, usato nello scontro con Kanou Shou, che consiste nel ridurre il Seikūken a uno strato sottile sulla pelle, per cui si legge, integra e distrugge il ritmo avversario. Durante la battaglia della fine del torneo, porta in salvo Kenichi dopo il duello con Kanou e decreta la sua vittoria del torneo.
All'assalto alla base americana lo vediamo travestito da Garyuu X mentre distrae i soldati americani. In seguito narra la storia di Apachai e insegnare a Kenichi una nuova tecnica, il Korui Nuki, capace di spezzare ogni difesa colpendone il punto debole con tutta la forza.
Alla battaglia finale viene trattenuto su un'isola dal capo dell'Hachiou Danzai, Ouganosuke Yogi, definito un secondo Invincibile Superuomo. Riesce alla fine a scappare giusto in tempo per distruggere il missile lanciato da Kuremisago Senzui. Dopo la guerra si sa che viaggia con Miu e Kenichi per raddrizzare il mondo e allenare i ragazzi, nonostante torni spesso al Ryōzanpaku. Si capisce poi, nonostante non sia detto, che accetta il matrimonio tra Kenichi e Miu, da cui avrà una bisnipotina.
Hayato è il nonno di Miu e l'Anziano Saggio del Ryōzanpaku, dotato di una forza senza pari. Attualmente è imbattuto ed è anche conosciuto con il nome di "Invincibile Super Man" (無敵超人, mutekichōjin, let. "uomo senza eguali"). I suoi calci hanno una velocità tale che per vederli occorre un replay ad 1/1000 della velocità normale. È molto rispettato dagli altri maestri del Ryōzanpaku che, anche se non ne hanno paura, preferirebbero non incontrarlo in combattimento. Utilizzando solo lo 0,0002% è in grado di tener testa a Kenichi e Miu contemporaneamente e a spaccare un albero in due, sempre al torneo D of D ha sconfitto un avversario di livello maestro con un solo dito. Prima della costruzione del dojo viaggiava con la nipote per il mondo portando la pace in ogni regione che attraversava. Ha 108 tecniche speciali, molte inventate da lui e può copiare qualunque tecnica un avversario usi come la "Saikyou Combo", la "Saikyou Combo 2" e la "Soutenshu" di Kenichi e lo "Hyōi Kazekirihane" di Miu. Conosce il Seikūken e ne ha creato una versione potenziata detta "Ryūsui (acqua che scorre) Seikūken" che Kenichi ha appreso proprio da lui, la sua tecnica preferita sembra essere lo "Human Shuriken". Una mossa particolare illustrata nel manga è il "lampo della dimenticanza" con cui può cancellare la memoria delle persone. Con questa tecnica è in grado anche di scegliere quanto rimuovere infatti se al capo dell'organizzazione per cui lavorava Apachai ha rimosso tutti i ricordi a Kenichi ha cancellato solo gli ultimi minuti di conversazione.
I suoi metodi di allenamento sono i più spaventosi di tutto il Ryōzanpaku e sono molto comuni i segnali di cattivo auspicio come la rottura a metà della tazza da te, della teiera e delle bacchette di Kenichi mentre i due erano nella Valle dell'Oscurità. Hayato chiama spesso Kenichi col soprannome di "Ken-chan" ed è l'unico maestro a scusarsi direttamente con lui per tutto quello che sta passando. Ha molto fiducia in Kenichi e dice addirittura che il ragazzo gli ricorda se stesso da giovane, questa sensazione comunque non è l'unico a provarla, anche Silcardo Jenazard dice che l'odore di quel giovane ragazzo gli ricorda qualcuno che ha affrontato in passato. Da giovane ha combattuto in coppia con Kushinada che attualmente fa parte dello Yami.
Anche se il più anziano del dojo, Hayato, ha dimostrato in diverse occasioni di essere anche estremamente irresponsabile. Tende a spendere i pochi soldi del dojo per oggetti totalmente inutili e appena c'è la possibilità di combattere non si tira indietro. Alcune volte è stato visto mangiare caramelle e lecca lecca. Dopo aver utilizzato lo 0,0002% della sua forza contro Miu e Kenichi dice di doversi riposare per aver utilizzato tutta quella forza infatti sta diventando più debole rispetto a com'era un tempo. Ha un'abilità unica, la bivocalità, con cui riesce a parlare con 2 voci differenti allo stesso tempo; abilità utile nell'allenamento di Kenichi e Miu ma anche per frivolezze come il karaoke. Riesce inoltre a muovere separatamente le due sezioni del proprio corpo senza apparente difficoltà. È anche in grado di comprimere la propria voce in modo tale che solo una persona possa sentirla chiaramente. Con tutte queste abilità e grazie alla sua incomparabile potenza è considerato da molti non umano. È molto geloso della nipote Miu, infatti dice a Kenichi che potrà sposarla solo sconfiggendolo e tende a impedire i contatti fisici tra i due fuori dell'allenamento, per esempio quando Miu stava per baciare Kenichi sulla guancia sul tetto del Ryōzanpaku tutti insieme i maestri del dojo hanno dovuto trattenerlo dal saltare addosso a Kenichi e l'esplosione di ki da lui liberata ha spazzato via come una folata di vento tutto il giardino. Ama i dolci e le illustrazioni tipiche.

#### Mosse
- Furinji Dankuu Yokudangeri: calcio alto
- Furinji Senshakaeshi: mossa di ribaltamento. Può ribaltare un carro armato
- Furinji Awase Tsubuse: doppio pugno quasi contemporaneo al basso costato
- Meotode: posa in cui i pugni di tengono all'altezza del volto uno vicino ma dietro all'altro. È un metodo di muovere i pugni assieme senza separarli, usando la mano della morte (la mano davanti solitamente usata per la difesa) per attaccare e difendere e al contempo usare l'altra mano, tenuta vicina, in modo da poter superare ogni difesa e bloccare ogni attacco, in quanto l'avversario tiene conto della prima mano e non riesce a bloccare la seconda e in difesa la seconda blocca ciò che non riesce la prima. Non si sa come, ma Hayato può usarlo anche con una mano sola
- Nanba Nashiri: antica tecnica di corsa che prevede il movimento contemporaneo di braccia e gambe senza perdere l'ondulazione del corpo. Aumenta moltissimo la velocità
- Furinji Sakasa Hitoudori: metodo di usare il Nanba Nashiri su un muro per scenderlo senza smettere di corrervi sulla parete
- Ritsutoku no Kan: portando all'estremo i cinque sensi se ne attiva un sesto, l'intuizione, simile all'occhio interiore, che usa per percepire i movimenti che non riesce a seguire con gli occhi e ridurre a un decimo i propri tempi di reazione. Molto usata dai maestri
- Seikūken: campo d'aria sferico in cui un combattente Sei, calmando il suo spirito, può controllare completamente lo spazio da cui attaccare e difendere. L'Anziano lo ha sviluppato nel Ryusuui Seikūken.
- Ryusuui Seikūken: forma completa del Seikūken, ha tre livelli: riducendo la tecnica a un sottile strato attorno al corpo e concentrandosi sulla respirazione del nemico, è possibile leggere il flusso dell'avversario analizzandone i movimenti e immedesimandosi in lui, schivando gli attacchi col minimo movimento e massimo guadagno di tempo (liv 1); fonderlo col proprio adattandosi ad esso (liv 2) e distruggerlo anticipandone le mosse (liv 3). È paragonabile a un sesto senso attivabile con il massimo uso degli altri. Può essere ingannato dall'uso dei Gamaku, se non ancora del tutto sviluppato e necessita di un contatto visivo costante tra occhi dell'utilizzatore e quelli dell'avversario. Una delle 108 tecniche speciali di Furinji Hayato, è la tecnica finale del Sei
- Furinji Hito Shuriken: afferrati con una mano i nemici li si lancia nella direzione voluta, come degli Shuriken. Forse è la tecnica prediletta di Furinji Hayato e una delle sue 108 tecniche speciali.
- Korui Nuki: durante un isolamento dal subconscio dovuto al cambio tra attacco e difesa durante lo scontro, si possono individuare i punti vulnerabili nella guardia dell'avversario e sceltone uno lo si colpisce con un calcio in spaccata in cui si concentra la forza di gambe e fianchi. Tramite il controllo del centro di gravità si può sprigionare tutta la potenza in un unico punto, spezzando ogni guardia. In questo modo è possibile usare un colpo contenente tutta la propria potenza. Necessita di grande forza nella parte inferiore del corpo ed è sensibile a un contrattacco come il Taiho. È una delle 108 tecniche speciali di Hayato
- Kazoe Nukite: attacco consistente in una combo di quattro affondi con mano allungata in cui a ogni colpo si riduce il numero di dita tese da quattro a una. Ogni colpo ha una qualità precisa (il primo colpo, le quattro dita, ha l'effetto di una lama affilata che con la sua potenza di penetrazione e velocità può tagliare la carne e il primo dito ha un effetto penetrativo) e può sfondare ogni difesa. È usato da Hayato, che l'ha inventato, Midou Kai, Isshinsai Ogata e Tsumotu Tanaka. Una delle 108 tecniche speciali dell'Invincibile Superuomo.
- Ryōzanpa: usando una posa e una sequenza di movimenti identici alla Kamehameha, si possono spazzare via i nemici con la potenza dell'aria spinta dalle mani e da un'esplosione di ki direzionata. Una delle 108 tecniche speciali di Furinji Hayato
- Fūrinji Oshi Itte: colpo di palmo che spazza via in nemici con la sola pressione dell'aria smossa, lasciando sul cemento l'impronta della mano. Una delle 108 tecniche speciali del vecchio Furinji
- Furinji Tenkou Ryujin: dopo un salto avvitato verticale si piomba sul nemico colpendolo con un pugno verso il terreno. Sembra la forma maschile della Furinji Kouhouyoku ed è una potente tecnica tra le 108 speciali dell'Anziano.
- Furinji Ninryoku Goukenha: pugno che provoca una possente onda d'urto che può respingere un avversario del calibro di Ouganosuke Yogi. Una delle 108 tecniche di Furinji
- Shinken Nehametsukai: combo di colpi potenziati col ki. Ougi di Hayato Fūrinji e più potente tra le 108 tecniche speciali.

### Shio Sakaki
Shio Sakaki (逆鬼 至緒?) Seiyu: Unshō Ishizuka
- Prima apparizione: Battaglia 7
- Tipo di combattente: Dou
- Principio di combattimento: Katsujin Ken
- Arti marziali: Karate
- Soprannome: Karateka 100 Dan

Sakaki da giovane è stato allenato da un maestro di karate appartenente a Yami, cosa per cui era il prossimo candidato al posto del suo maestro dentro Un'Ombra nove Pugni. Essendo troppo violento, a sedici anni fu esiliato dal mondo del Karate. Verso i vent'anni incontrò il giovane Akira Hongou, il futuro Jinetsukenjin, col quale iniziò ad allenarsi in sparring tutti i giorni, sotto arbitraggio di un giovane maestro, Suzuki, arrivando a una quota di 125 vittorie e 125 sconfitte. Proprio sotto consiglio di Suzuki lui e Hongou si scambiarono le pose di guardia che avevano abitualmente, Sakaki adottando la posa Maeba difensiva di Hongou e questi la Tenchijouga offensiva di Sakaki, riequilibrando così i loro stili. I tre iniziarono a impedire i traffici illegali di armi e droga in Giappone, venendo notati da Yami, che chiamatoli di notte in una casa solitaria li fece combattere alla morte per il titolo di Jinetsukenjin. Sakaki si rifiutò di uccidere i suoi amici, mentre Suzuki, che era malato, lottò con Hongou fino a esserne ucciso, deciso a fare fino alla morte la cosa che amava. A quella vista Sakaki si infuriò e scelse la via del Katsujin-ken, in opposizione a Hongou. I due si scontrarono e lasciarono ognuno una cicatrice sul volto dell'altro. Sakaki incontrò in seguito il colonnello Lancelord Grey, la cui figlia Jenny si innamorò di lui.
In un tempo imprecisato Sakaki si unì al Ryōzanpaku, con la premessa di non voler prendere allievi. Tuttavia all'arrivo di Kenichi decise di addestrarlo, dopo qualche remora e i suoi insegnamenti spesso salvarono la vita al ragazzo in vari scontri, come quelli con Jihan e Kanou Shou di Yomi. Assiste a numerosi duelli del ragazzo, come contro l'Eremita. Per mostrare a Kenichi la sua attività di guardia del corpo, lo portò con sé a proteggere un leader del contrabbando, sulle cui tracce era l'assassino francese Christopher Eclair, maestro di savate di Yami e vecchia conoscenza di Sakaki. In seguito portò Kenichi alle arene dei combattimenti clandestini, dove incontrarono Castore e Polluce di Yomi. Durante l'assalto alla base americana, combatté contro la Lancia del Centro. In seguito salvò i nemici dal politico corrotto Ishida.
Quando fu chiamato a proteggere un informatico da Yami, impedì a Kenichi di seguirlo sapendo di incontrare il vecchio amico Akira. Il ragazzo e Miu comunque gli disobbedirono e nello scontro Silcardo Jenazard, il Kenmashajin manipolò Hongou perché ferisse Kenichi. Miu, infuriata, lo inseguì, e il maestro di Pencak Silat ne approfittò per rapirla. Sakaki allora, con Kenichi e Hongou, partì a salvare la ragazza, riuscendo a riportare Miu a casa, dopo un epico combattimento tra Hongou e Jenazard, che vede morire il secondo. Lo si rivede in seguito infuriarsi per il rapimento di Shigure assieme ad Akisame e poi all'ultimo combattimento contro Yami, dove fronteggia Sehrul Rahman, maestro di Kalarippattu.
Sakaki è un omone forte e spesso violento, sebbene abbia un gran cuore. La sua forza gli ha guadagnato il soprannome di "Karateka 100 Dan". Ha un ampio bagaglio di tecniche, come il Meotode e lo Shiraha Nagashi. Non di rado si lascia andare a manifestazioni di rabbia di rara intensità, sebbene non tradirebbe mai il Katsujin-ken. Ama molto bere e ha un debole per l'agente CIA Jennifer Grey. Tiene molto ai suoi amici e a Kenichi, suo primo allievo, nonostante spesso gli si rivolga senza paura di ferirlo e lo punisca con le botte quando non lo ascolta. Il suo vecchio amico, Akira Hongou, è anche il suo rivale. Un tempo ha fatto squadra con gli assassini Christopher Eclair e Microft, seppure in missioni di guardia del corpo. Ha una sorella, da cui era attratto Suzuki. Non ha un'attività che gli dia uno stipendio fisso ma spesso fa scommesse. Apprezza molto la vita e si allena con costanza, dando sempre tutto se stesso in ogni cosa.

#### Mosse
- Seiken Tsuki: semplice diretto, pugno base del Karate
- Calcio frontale: calcio frontale dal basso verso l'alto
- Spazzata: calcio basso da posizione accovacciata alle caviglie
- Magashi Geri: calcio rotante
- Yamatsuki: doppio pugno simultaneo, uno al viso per distrarre l'avversario e fargli aprire la guardia per far penetrare il secondo colpo allo stomaco.
- Colpo del collo della gru: colpo al mento con la parte superiore del polso piegato
- Shutou Yokogan Men Uchi: fendente orizzontale al volto con la mano a lama
- Nekote: tenendo la mano con le dita semichiuse si sferrano attacchi con ogni parte dell'arto
- Haganegiri: colpo orizzontale di taglio col Nekote, può spezzare una spada
- Kengan Teppou Uchi: pugno dal basso al mento dopo una rotazione del braccio
- Mawashi Uke: parata con un movimento circolare delle braccia
- Sankaku Tobi Enpi Uchi: colpo di gomito alla nuca dopo un salto
- Naifuanchi: combo di pugni e calci
- Doumawashi Juuji Geri: due calci rotanti quasi contemporanei incrociati compiuti rotando su se stessi
- Morote Seiken Hasami Geri: doppio pugno laterale ai fianchi con calcio alto
- Morote Enpi Tobi Hizageri: ginocchiata al ventre con doppia gomitata alla testa
- Junsou Jion Reppa: combo di pugni, affondi e colpi di taglio
- Mourasukenzuki: combo di pugni, colpi di polso e affondi sia a pugno chiuso che a mano distesa
- Tekki Hyakudan: combo di pugni contro massa di avversari
- Tame: tecnica che tiene le giunture in tensione rilasciandole improvvisamente, potenziando i colpi
- Ibuki: metodo di respirazione di karate suddividibile in tre fasi: 1, respirazione silenziosa lenta e profonda fino al diaframma 2, forzare con l'addome una forte espirazione dalla bocca 3, forzare l'ultimo respiro con la lingua tra i denti quando sembra che l'aria si sia esaurita
- Meotode: posa in cui i pugni di tengono all'altezza del volto uno vicino ma dietro all'altro. È un metodo di muovere i pugni assieme senza separarli, usando la mano della morte (la mano davanti solitamente usata per la difesa) per attaccare e difendere e al contempo usare l'altra mano, tenuta vicina, in modo da poter superare ogni difesa e bloccare ogni attacco, in quanto l'avversario tiene conto della prima mano e non riesce a bloccare la seconda e in difesa la seconda blocca ciò che non riesce la prima
- Gamaku: tecnica di usare il corpo utilizzando movimenti esagerati invisibili all'avversario. Tramite l'uso dei Gamaku (muscoli obliqui) si può controllare separatamente l'equilibrio di parte superiore e inferiore del corpo, manipolando il proprio baricentro e dando un'illusione di movimento all'avversario, sorprendendolo
- Sansen: tecnica del Karate di comprimere tutti i muscoli del corpo in modo da poter respingere l'attacco da ogni punto possibile e proteggere in questo modo anche le giunture, tipico punto debole del Karate, potendo anche sferrare un pugno per allontanare nel mentre un avversario
- Sanchin (kata): kata originario della Cina per cui, in posizione Sanchin, tutti i muscoli contratti vengono colpiti da un'altra persona per misurarne la solidità
- Sanchin: Kamae del Karate che stringe le cosce e contrae i muscoli con le braccia alzate e i pugni al volto per incassare i colpi e preparare attacchi da corta distanza
- Maeba no Kamae: posizione di guardia difensiva con le spalle perpendicolari all'avversario e le braccia semiflesse sopra la testa. È la Kamae di partenza adottata da Sakaki su consiglio di Suzuki per bilanciare la propria spinta offensiva
- Tenchi Jouge no Kamae: posizione di guardia offensiva col busto di lato, un braccio piegato in avanti col pugno alto e la mano della morte pronta a un pugno o un affondo. Kamae di partenza originaria di Sakaki, cambiata in seguito per la Maeba su consiglio di Suzuki
- Musou Kamae: posa difensiva con un braccio avanti e uno semiflesso sopra la testa preferibilmente combinata con il Naizouage. Dopo il colpo dell'avversario si abbassa un braccio per poter bloccare l'attacco e con l'altro arto sviluppare il contrattacco. Una delle tecniche predilette di Sakaki soprattutto per affrontare combattenti armati
- Naizouage: tecnica particolare di respirazione per spingere i propri organi interni nella gabbia toracica
- Colpo Bianco: pugno caricato con il sangue il ki del Dou per renderlo pesante e difficile da deviare
- Shirao Mikazukige: dopo aver afferrato tra le due mani giunte la spada del nemico e aver fatto scorrere una più lontana dall'altra sulla lama, si sferra un calcio alla lama con la gamba opposta per spezzarla e colpire nel mentre il nemico
- Shiraha Nagashi: attacco contro i nemici armati che porta il pugno capovolto vicino alla lama e la neutralizza con un'energica rotazione del polso, concentrando poi il movimento per colpire l'avversario. Permette di neutralizzare ogni lama e colpire i nemici armati con un solo braccio, permettendo di unificare attacco e difesa in un solo arto per evitare altri movimenti che sprecano tempo
- Kuuchuu Sankaku Tobi: triplo calcio in aria. Si può usare per cambiare direzione in volo
- Shinchi Sekantsuki: affondo di pugno tagliente dopo uno slancio massimo. È la mossa che ha causato la cicatrice all'occhio di Hongou
- Heian Hyakudan: vortice di colpi di spada e pugni in avanzamento
- Vortice Demoniaco di Polvere: dopo aver afferrato l'arma del nemico la si fa roteare sul suo asse per far roteare insieme l'avversario
- Doutsui Sajinzuki: pugno caricato di Ki del Dou al massimo. Uno dei colpi finali di Sakaki
- Fudou Sajin Baku: pugno che manda la scossa di energia dalla parte opposta del bersaglio. Può spaccare un muro o far esplodere un sacco d'allenamento senza farlo muovere di un millimetro. Mossa finale di Sakaki

### Apachai Hopachai
Apachai Hopachai (アパチャイ・ホパチャイ?) Seiyu: Hiroya Ishimaru
- Prima apparizione: Battaglia 7
- Tipo di combattente: Dou
- Principio di combattimento: Katsujin Ken
- Arti marziali: Muay Thai e Muay Boran
- Soprannome: Dio della Morte del mondo clandestino del Muay Thai

Da bambino era sotto tutela di un maestro che lo faceva combattere nelle arene di Muay Thai clandestino e che, essendo troppo forte, non gli dava abbastanza da mangiare per evitare che sul ring sconfiggesse troppo facilmente gli avversari, mettendo paura agli altri. In seguito fu trovato da Agaard Jum Sai, all'epoca giovane campione, il quale presolo in simpatia decise di allenarlo.
Col passare del tempo e sotto gli allenamenti di Agaard, Apachai diventò così forte da meritare il soprannome di "Dio della Morte del mondo clandestino del Muay Thai". La sua fama crebbe al punto che dovette ritirarsi per mancanza di sfidanti. Nel mentre iniziò tuttavia a sentire voci di un giovane campione di Muay Thai che girava sconfiggendo varie palestre e uccidendo gli avversari sconfitti. Poco dopo, accorso a un incendio in una palestra che vantava tre grandi maestri di Muay Boran, vide l'ombra del corpo di Agaard, nel mentre scomparso, che teneva per la gola uno dei maestri agonizzanti. Egli poi si presentò ad Apachai e gli predisse che si sarebbero rincontrati una volta raggiunta entrambi la vetta del Muay Thai.
Tempo dopo, Apachai divenne la guardia del corpo di Ehxford, un mercante di schiavi bambini che rapiva giovani dai villaggi per rivenderli al mercato nero. Tuttavia un villaggio chiese aiuto a Furinji Hayato, accompagnato dalla piccola nipote Miu, il quale assalì la nave del bandito e sgominò i fuorilegge. A quel punto fu ordinato di uccidere a tutti i costi l'Anziano, anche a costo di uccidere i bambini: sentito ciò, Apachai si infuriò e aiutò l'Anziano a sconfiggere gli avversari. Alla fine Hayato usò su Ehxford il "lampo della dimenticanza ", facendogli scordare le sue cattive azioni. Da allora Apachai seguì l'Anziano fino in Giappone, affezionatosi a lui e alla piccola Miu ed entrò nel Ryōzanpaku.
All'arrivo di Kenichi, il ragazzo considerava gli allenamenti con Apachai i peggiori, in quanto, non riuscendo a trattenersi, lo colpiva sempre con tale forza da farlo volare via e quasi ucciderlo. In seguito Apachai imparò a controllarsi, stringendo un ottimo rapporto con Kenichi e sua sorella Honoka, la quale spesso viene a giocare con lui e Shigure al Ryōzanpaku.
In seguito si scontra con Agaard, unitosi a Yami come membro di "un'Ombra nove Pugni" nell'attacco del Ryōzanpaku a una base americana e il loro scontro avviene parallelamente a quello tra Kenichi e Koukin, i loro discepoli. Il loro scontro si conclude con un pareggio, per cui Agaard ferisce Apachai fino a quasi ucciderlo e Apachai immobilizza Agaard pressoché completamente. La sconfitta dei maestri scatena la rabbia degli allievi che intensificano il loro scontro, il quale termina con la vittoria di Kenichi. Quando il suo discepolo viene attaccato da un maestro d'armi di Yami, tuttavia, Apachai sembra resuscitare (per sua stessa ammissione dice di voler proteggere Kenichi anche da morto) e sconfigge il suo avversario salvando il ragazzo. A questo punto sopraggiungono Akisame e Ma che gli salvano la vita con un intervento chirurgico. Ritroviamo Apachai combattere durante l'ultimo duello contro un'Ombra nove Pugni, dove finalmente si trova d'accordo con Agaard e con lui sconfiggono Kensei, Kushinada e il reparto armato, vincendo la guerra.
Apachai ha un carattere molto semplice e ingenuo, che lo fa assomigliare a un bambino e, nonostante l'appellativo di "Dio della Morte del Muay Thai clandestino", ha una bontà d'animo infinita, dato il suo amore per animali e bimbi, i soli coi quali si sa trattenere. Ama molto mangiare e ha paura degli aerei. Va molto d'accordo con Shigure, con la quale fa spesso coppia e Sakaki, che lo porta con sé in varie occasioni, come quando va all'ippodromo a scommettere o porta Kenichi alle arene dei combattimenti clandestini. Ha immensa fiducia nell'Anziano e grande affetto nei confronti di Kenichi, suo primo discepolo e Miu, che vede come una nipote. Ha un grande rapporto con Agaard, suo amico e mentore. Ha una potenza smisurata. Le sue mosse predilette sono l'"Apa punch" e il "Chai Kick".

#### Mosse
- Tan Gard Muay: posizione di guardia del Muay Thai, con i pugni davanti al volto, le spalle tese e un ginocchio sollevato ad altezza ventre
- Tei Sook: gomitata.
- Tei Kaukoon: ginocchiata rotante
- Kao Loi: ginocchiata volante sferrata con l'aiuto della trazione delle braccia dopo aver afferrato la nuca dell'avversario
- Tei Raan: calcio basso
- Tei Kao Loi: ginocchiata rotante
- Dtee Sawki: colpo col gomito
- Dee Sock Toron: gomitata rotante
- Apa-Tron: sequenza fulminea di pugni
- Chai Shoot: calcio usato per lanciare oggetti o persone
- Narok Kinna Ren Nam: combo di ginocchiate al viso e al collo dopo una presa alla testa sotto il braccio
- Ba Quan Sabud Na: combo di gomitate
- Kao Kone: calcio dietro la nuca dopo presa alle braccia
- Hopachai Tenako: ginocchiata alta
- Upper: ginocchiata con slancio
- Raffica di Pugni quasi mortali: combo di pugni
- Colpo Bianco: pugno caricato con il sangue il ki del Dou per renderlo pesante e difficile da deviare
- Mae Mai: tecniche di Muay Thai volte alla difesa personale
- Look Mai: tecniche segrete di Muay Thai volte a sconfiggere l'avversario
- Bolisud Look Mai: tecniche finali del Muay Thai e Muay Boran
- Shock Club: gomitata rotante alla nuca
- A Punch: pugno di tale velocità e forza da spostare un'auto. Una delle mosse predilette di Apachai, inventata da lui stesso e una delle sue tecniche finali
- Calcio Chai: calcio di tale potenza da polverizzare la roccia. Una delle mosse predilette di Apachai, inventata da lui stesso e una delle sue tecniche finali
- Strong Chai Kick: Calcio Chai potenziato
- Bolisud Look Mai Hell Dance: combo di attacchi finali del Muay Thai

### Shigure Kōsaka
Kōsaka Shigure (香坂 しぐれ?) Seiyu: Mamiko Noto
- Prima apparizione: Battaglia 7
- Tipo di combattente: Sei
- Principio di combattimento: Katsujin Ken
- Arti marziali: Armi
- Soprannome: Dama delle Armi

Shigure è un'orfana il cui padre adottivo era il maestro d'armi di Yami, Dankurou, l'unico fabbro a conoscere il segreto dell'acciaio. Fin da piccola dunque è abituata alle armi. Da giovane ebbe un breve incontro con Sai Kagerou, che uccise la rondine che era l'unico amico della piccola. Tuttavia suo padre era malato ma volendo morire in battaglia e mostrare alla figlia che sorte aspetta chi forgia armi di morte si fa uccidere dal giovane jijutsuka Koetsuji Akisame. Prima della morte Dankurou le dona la sua ultima spada, la migliore. Dopo che Akisame la protegge da sgherri di Yami intenzionati a prendere l'ultima creazione dell'artigiano lo segue dal maestro d'armi Kousaka Hachirobe, da cui viene adottata. Dal secondo padre adottivo, Shigure impara l'uso di ogni tipo di arma, diventando la migliore utilizzatrice di armi al mondo. A 14 anni incontra Rin Tachibana, allievo del padre, e diventano come fratelli. Alla morte di Hachirobe si unisce al Ryōzanpaku, dove tuttavia non parla molto con gli altri maestri.
All'arrivo di Kenichi si tiene in disparte senza insegnargli nulla, tuttavia quando il ragazzo esprime preoccupazione ad affrontare avversari armati, è la donna stessa a insistere per addestrarlo. Fa dunque amicizia con Honoka, sorella di Kenichi, con cui gioca spesso assieme ad Apachai. Durante il soggiorno sull'isola Horinji insegna a Kenichi a nuotare.
In seguito, dopo la quasi morte di Kenichi nel primo scontro con Koukin, essa lo porta con sé a cercare una katana forgiata dal padre, in mano al maestro di Yami Sai Kagerou, in modo che Kenichi impari a controllare la paura che Koukin gli ha insidiato nel cuore. Durante il viaggio i due diventano molto intimi e Shigure si affeziona molto al giovane, tanto da chiedergli aiuto nel combattimento. Al ritorno Shigure propone a Kenichi di fare nuovamente il bagno assieme, provocando l'invidia di Miu e Ma Kensei. Durante l'assalto alla base americana, affronta la Lancia dell'Ovest delle tre Lance di Kurokonoe. In seguito avverte Kenichi e Miu del fatto che i maestri del Ryōzanpaku sono ricercati dalla polizia e, dopo il loro ritorno, forgia con l'aiuto di Apachai e Sai Kagerou, diventato membro del Katsujin-ken, delle protezioni per l'alleanza Shinpaku, ossia guanti e cotte di maglia.
Quando Yami assume il controllo del governo giapponese, Shigure si sacrifica cadendo in mano all'Hachiou Danzai, élite del reparto armato di Yami, per non far uccidere Kenichi e Miu. In seguito prende tempo impedendo che Yami scopra il segreto dell'acciaio e riuscendo a comunicare la sua posizione al Ryōzanpaku. Durante l'ultima battaglia viene liberata da Kajima Satomi per ordine di Furinji Saiga, padre di Miu e assiste al confronto tra Kajima e Kenichi e Saiga e Kuremisago Senzui.
Shigure è una donna molto bella ma silenziosa, con voce fievole. Spesso introduce strane pause tra le parole e si confonde coi termini (per esempio fraintendendo la parola trauma (in giapponese torauma, che si può scomporre in tora-uma, tigre-cavallo) con zebra). È molto composta e non si preoccupa di essere vista nuda nonostante la infastidiscano molto le molestie di Ma. È molto in confidenza con Miu e Kenichi, inoltre gioca sempre con Honoka, sorella di Kenichi. Il suo migliore amico è il topolino Tochoumaru. Indossa solo perizomi, come gli uomini, cosa appresa da Hachirobe e apprezzata da Hayato, anche lui sempre in perizoma. Il suo cognome viene dal secondo padre adottivo, mentre il suo nome significa pioggerella, in quanto quando è morto Dankurou pioveva e le è stato dato da Akisame quando aveva 11 anni, infatti prima non ne aveva nessuno. Nonostante non si conoscano i suoi genitori biologici, negli occhi e nelle sopracciglia è molto simile al primo padre. Grazie a Kenichi riesce ad aprirsi di più con gli altri. È esperta in qualsiasi tipo di arma e spesso le usa per rendere inoffensive le persone o tagliargli i vestiti fino a denudarle. La sua abilità le permette di usare ai massimi livelli lo Shinto Gourenzan fino a usare lo Soutou Kyourenzan, la tecnica finale inventata da Hachirobe.

#### Mosse
- Kousaka Ryuu Samidare Shuriken: lancio di una miriade di Shuriken sul nemico e attorno a lui
- Senmai Yorodoshi: colpo di affondo con la lancia dall'alto dopo un salto, con avvitamento e la lancia sotto il corpo per aumentarne la forza distruttiva
- Kousaka Ryuu Chigiri Mantan: rapidi fendenti a rete capaci di tagliare il cemento
- Kousaka Ryu Kagamibanare: tecnica con cui si colpisce l'avversario con la sua arma rivolta contro di lui
- Kousaka Ryuu Enbi Tsumujikaze: rapidi fendenti da ogni direzione durante salti e volteggi attorno all'avversario
- Shutou Muzan: concentrando il ki in un colpo di taglio portato dall'alto si colpisce l'avversario che carica sfruttandone la spinta per potenziare il colpo
- Shinto Gourenzan: tecnica per cui si diventa tutt'uno con l'arma utilizzata e ci si fonde con essa, in modo da usarla al massimo delle capacità. Può essere usata da ogni maestro d'armi di alto livello.
- Soutou Kyourenzan: massimo livello dello Shinto Gourenzan in cui si riesce a fondersi a livello profondo non solo con la propria arma, ma anche con quelle degli avversari, visualizzando successivamente la mossa seguente da usare con esse come in una battaglia di scie, ma a un livello elevatissimo, tale da materializzare l'ombra stessa della tecnica. È il massimo livello delle tecniche con le armi, inventata da Kousaka Hachirobe. Necessita oltre che di grandissimo talento in ogni arma e massima abilità nello Shinto Gourenzan un'altissima velocità per essere eseguita. Con essa si possono tenere a bada 7 maestri del livello dell'Hachiou Danzai. È la tecnica finale di Shigure

### Kensei Ma
Ba/Ma Kensei (馬 剣星?) Seiyu: Issei Futamata
- Prima apparizione: Battaglia 7
- Tipo di combattente: Sei
- Principio di combattimento: Katsujin Ken
- Arti marziali: Arti marziali cinesi stile armonioso

Kensei è un maestro di arti marziali cinese. È il fratello minore di Ma Sougetsu, nipote di Hakubi e padre di Renka. Da giovane era molto bello e amato dalle donne e il desiderio per loro gli è rimasto fino alla mezza età. Andava molto d'accordo col fratello Ma Sougetsu, che spesso ammoniva a non cadere nella via dell'Asura. Egli è il capo dell'ordine cavalleresco della Fenice, scappato in Giappone per desiderio di libertà dai suoi obblighi, lasciando la moglie e i figli maschi a capo dell'ordine. Quando era ancora in Cina, ha salvato dalla morte Kaku Shin Ten, giovane utilizzatore di Taichichuan del clan della Tigre nera e del Drago bianco, proponendosi di prenderlo come allievo, proposta rifiutata per l'inimicizia tra i clan dei due. Arrivato in Giappone è entrato nel Ryōzanpaku, dove molesta spesso Miu e Shigure.
All'arrivo di Kenichi diventa uno dei maestri che lo allenano più spesso, oltre a ingannarlo vendendogli false foto di Miu. Tuttavia tra i due si forma un rapporto particolare, perché spesso vanno insieme a spiare Miu e Shigure che fanno il bagno alle terme. Dopo qualche tempo tuttavia la figlia di Kensei, Ma Renka, arriva in Giappone per riportare indietro il padre. Questi, incontratala a una visita da suo zio a Chinatown, non volendolo, scappa. Tuttavia incontrano lì il fratello di Ma, Sougetsu, diventato un assassino del Satsujin-ken. Dopo uno scontro con suo fratello che sembra perdere, Kensei e Kenichi devono fronteggiare Renka, che essendosi innamorata di Kenichi vuole portare lui e il padre con sé im Cina. Da Kensei Kenichi ha imparato molte mosse che gli sono state spesso utili, soprattutto nello scontro al torneo D of D contro la formazione dei Tre Dragoni, composta dalla vecchia conoscenza di Kensei Kaku Shin e dai suoi compagni Chou Jin Lin e Yo Tekai. A seguire si scontra col Waraukouken Diego Carlo su una nave, in contemporanea alla figlia Renka, con cui si è riappacificato, che si scontra con lo Yomi di Carlo, Castore. Durante l'assalto alla base americana, lo si vede insistere per combattere e vincere contro Kyouken no Izanoy, famosa assassina di Yami, insistendo con Akisame per farlo e sfidandolo vincendo a morra cinese.
In seguito lo si vede curare Miu dopo che era stata rapita dal Kenmashajin e in seguito insegnarle assieme ad Hayato il controllo dell'istinto omicida del Dou. Durante la battaglia finale si scontra con Kushinada e le donne del reparto armato, ma mentre sta per morire viene soccorso dal fratello Sougetsu. Alla fine della battaglia con gli altri torna al Ryōzanpaku.
Kensei è il più grande esperto di arti marziali cinesi esistente. È un signore basso di mezza età. Sua caratteristica principale è l'interesse verso l'altro sesso, infatti lo si vede spesso sbirciare o molestare le ragazze, soprattutto Miu e Shigure, cosa in cui è simile a Kenichi, sebbene abbia sani principi morali (infatti quando durante lo scontro con Diego Carlo questi pensava che vedendo sua figlia e Castore nude Kensei si sarebbe distratto, Ma si infuria dicendo che non lo farebbe mai per sua figlia). Ha una figlia, Renka, che lo vede come un disonore per la famiglia a causa del suo comportamento improprio. È molto legato al fratello Sougetsu e quindi ha molto interesse per il discepolo di questi, Tanimoto Natsu, detto Eremita. Kensei è il primo a cui Kenichi si rivolge per le questioni d'amore.Gestisce una clinica di agopuntura che è una delle principali fonti di guadagno del Ryōzanpaku e spesso rianima con pozioni strane Kenichi in punto di morte dopo gli allenamenti di Akisame.

#### Mosse
- Pa Bo: passi del Baguazhang usati per colpire al collo e al ventre con le mani dopo aver superato la guardia avversaria
- Ugyuu Haitou: schivata che consiste nel portare con un rapido movimento la testa sul torace dell'avversario, bloccandogli la gamba e tirandogli una testata.
- Posizione a mani appuntite: posa di guardia dell'Hakkejyou, permette passaggio da attacco a difesa simultaneo
- Soutenshu: tecnica consistente in rapidi movimenti delle mani e passi avanti per aprire la guardia avversaria.
- Kakei: tecnica del Taichichuan per assorbire e reincanalare i colpi dell'avversario con movimenti a spirale di polsi, mani e braccia
- Tamba: colpo coi palmi aperti sovrapposti sui tessuti molli del fegato
- Baguazhang Tashin Kaei: dopo una giravolta su se stessi simile al dietrofront si colpisce l'avversario con un colpo di taglio
- Teki Tai Saisui: calcio basso ruotando la gamba
- Juuji Shu: colpo perforante al viso da sotto il mento, può strappare naso e occhi
- Kon Gou Toutai: colpo caricato col braccio piegato e il gomito dietro la testa, portato col dorso del pugno sbattuto contro il ginocchio col femore parallelo al terreno. Può frantumare un cranio
- Sou Fuu Kan Ji: doppio colpo portato contemporaneamente alle orecchie col dorso dei pugni dopo un movimento circolare delle braccia. Distrugge i timpani con la pressione dell'aria e può causare una commozione cerebrale letale
- Han Ran: dopo aver afferrato la testa del nemico sopra e sotto si compie una giravolta a lato e al contempo si fa compiere un giro alle braccia in modo da strappare il cranio o almeno rompere il collo
- Kisei: con un movimento a spirale delle braccia si portano rapidamente in alto le braccia al nemico, lasciandolo sguarnito sul petto
- Shaki Juujin: tecnica per cui si segue il corso di energia del colpo avversario per un contrattacco che reindirizza la forza sul nemico
- Raisei: tecnica di respirazione che produce vibrazioni e permette di usare un attacco affilato come un proiettile
- Taiho Shouha: portando una gamba indietro tesa che fa da blocco e il braccio opposto teso in avanti con la mano aperta si può bloccare la carica del nemico come se si fosse lanciato su una trave
- Haigeki: carica con spallata
- Shin Senpuu San Untou Kyaku: rotazione su se stessi mentre si sferrano dei calci
- Ban Bu Beng Quan: rapido affondo allo stomaco eseguito dopo un mezzo passo in avanti
- Tennou Takutou: combo di colpi di palmo dal basso
- Kong Zhong Beng Quan: pugno aereo spinto con l'altra mano
- Zensoutai: spazzata frontale
- Tabien Fan To: presa al bacino e lancio a terra
- Kougeki: dopo essersi appoggiati al nemico con un impeto gli si dà una spallata. Evoluzione dell'Haigeki
- Ma Ke Sentsuu Shintoushou: combo di pugni al basso costato tutti sferrati di fronte al nemico
- Tetsuzan Kyokuhakou: facendo perno su un piede durante una giravolta e imprimendo forza sulla gamba di sostegno è possibile sferrare una spallata la cui onda d'urto può spazzare via un battaglione
- Chint Suikei: parata di un calcio con un altro calcio che culmina in una schiacciata della gamba avversaria sul terreno tramite la gamba come nel sumo
- Calcio Spacca Armatura Stile Ma: calcio volante con colpo di ki che elimina le barriere emotive
- Risveglio Drastico Stile Ma: palpata sul seno dell'avversaria per farle riprendere conoscenza da uno stato di trance, semincoscienza o furore
- Sottomissione Stile Ma: usando i vestiti dell'avversario come vincoli lo si immobilizza lasciandolo mezzo (o del tutto) nudo e incapace di muoversi. Serve a evitare di colpire il nemico. Usabile solo con le ragazze per principio
- Bake Bakusatsui: versione potenziata della Sottomissione Stile Ma
- Ma Bakusatsui: evoluzione superiore della Sottomissione Stile Ma
- Bakekiwami Bakusatsui: stadio finale della Sottomissione Stile Ma
- Qinna: insieme di tecniche del Kempo cinese per prese e controllo di giunture, articolazioni e lussazioni, quali leve articolari, prese alla gola, ai muscoli e ai tendini e pressione dei punti vitali . Molto usate nel Baguazhang
- Choukei: tramite la vibrazione trasmessa dalla pelle si possono prevedere i movimenti avversari
- Hidari Shouda: colpo di palmo laterale al deltoide che provoca svenimento per l'impatto
- Rasetsukei Stile Ma: doppio affondo che inizia con movimenti ampi che via via si restringono per rendere i nemici meno favoriti a difendersi o schivare; in questo modo si riesce a far apparire i colpi con la stessa direzione, tuttavia hanno direzioni totalmente diverse
- Ma Shiki Kuu Un Jyu: Kensei, manata avvitata che con uno sfregamento lacera le fibre muscolari, riducendo di almeno 30% la potenza di una parte dei muscoli avversari
- Shintousui Kyousoushu: Kensei, doppio colpo di palmo che danneggia l'obiettivo internamente e esternamente. Utilizzato con una mano sola è sufficiente a prosciugare un laghetto. Ougi di Kensei Ma

### Akisame Kōetsuji
Kōetsuji Akisame (岬越寺 秋雨?) Seiyu: Jūrōta Kosugi
- Prima apparizione: Battaglia 7
- Tipo di combattente: Sei
- Principio di combattimento: Katsujin Ken
- Arti marziali: jujitsu
- Soprannome: Il Filosofo Guerriero

Di Akisame giovane si sa solo che era sottoposto ad atti di bullismo da piccolo, seppure egli stesso dica di essere grato ai suoi aguzzini perché quei tormenti lo hanno spinto a migliorarsi. Si è istruito in moltissimi campi della conoscenza al punto da farsi chiamare il "filosofo guerriero" e ha un alto quoziente intellettivo, data la sua saggezza e velocità di apprendimento. Da giovane ha incontrato il maestro d'armi di Yami, che si è fatto uccidere da lui essendo malato. Akisame allora prende con sé la figlia adottiva del fabbro e le dà un nome, che il padre non le aveva mai dato: Shigure, pioggerella, in ricordo della pioggia che era caduta la notte della morte di suo padre. Nonostante piacesse molto alla piccola (che appena lo vede gli regala un uni e una castagna giocattolo fatte da lei infilando di spilloni un sasso al volo) Akisame affidò Shigure al capoclan della casata guerriera Kousaka, dove la giovane apprese il mestiere delle armi. Spesso la andava a trovare. Si sa che ha conosciuto da giovane il suo acerrimo rivale James Shiba, col quale ha un pessimo rapporto, soprattutto dato il fatto che questi critica continuamente i baffi di Akisame, di cui va molto fiero. Akisame ha sottoposto se stesso a un duro allenamento, grazie al quale ha ottenuto un fisico scolpito composto esclusivamente da muscoli di fibra muscolare intermedia, che gli permettono un rapporto potenza-resistenza perfetto.
Dopo essere entrato al Ryōzanpaku, diventa grande amico di Ogata Isshinsai, il futuro Kensei. Dopo l'arrivo di Kenichi, lo accetta come allievo ed è il principale responsabile della sua preparazione atletica, in quanto lo sottopone a esercizi diabolici anche con macchine e attrezzi che costruisce lui stesso, i quali sono non di rado capaci di emettere scariche elettriche contro il povero ragazzo se non si impegna. Gli allenamenti di Akisame terrorizzano Kenichi al punto che il suo corpo istintivamente cerca di scappare quando sente nominarli, nonostante venga puntualmente riacciuffato. Ciononostante grazie a lui Kenichi è diventato da allievo ad esperto nel giro di un anno, sebbene spesso Akisame e Kensei debbano strapparlo alla morte tramite medicine assurde. Dopo lo scontro con Takeda, Akisame ne guarisce il braccio sinistro, guadagnandosi l'eterna ammirazione del ragazzo. Quando il governo russo chiede a Sakaki e Akisame di fare da guardia del corpo a una senatrice, questi si scontra col maestro di Kombat Sambo di Un'Ombra nove Pugni, Senmetsu no Kenshi Alexander Gaidar, in parallelo allo scontro tra Kenichi e l'allievo di Gaidar, Boris. Durante l"attacco alla base americana, si gioca a morra cinese con Ma il diritto di scegliere con chi combattere, perdendo e toccandogli la Lancia dell'Est. Dopo che Apachai rimane ferito, lo cura con un intervento sul momento aiutato da Kensei, salvandogli la vita (lo stesso Ma definisce vagamente folle la sua logica quando annuncia la sua intenzione di "fregare lo shinigami che ha concesso un altro po' di tempo ad Apachai spezzare il ciclo di vita, morte e rinascita, sovvertire le leggi della natura usando le tecniche umane che sfidano la seconda legge della termodinamica, la medicina"). In seguito è promotore di una sfida tra Takeda e Kenichi, assieme al rivale Shiba, per cui il maestro del perdente dovrà tagliarsi i baffi. Sebbene alla fine Kenichi vinca, Shiba prende in giro Akisame tagliandosi mezzo baffo, cosa che fa imbestialire l'uomo che lo rincorre per mezza città. Dopo il rapimento di Shigure, per la prima volta si infuria sul serio e nella sua collera fa di tutto per liberare la compagna dai nemici. Durante la battaglia finale lo si vede contrapposto a Kushinada e al reparto armato, tuttavia con l'aiuto degli altri membri di Un'Ombra nove Pugni riuscirà a sconfiggere Yami. Alla fine della storia lo si vede allenare ancora Kenichi coi suoi metodi infernali.
Akisame è un uomo basso e all'apparenza mingherlino, sebbene abbia un fisico scolpito. È istruito su quasi tutti i campi della conoscenza, arrivando a essere considerato un maestro in tutto, in particolare, oltre alla sua arte marziale, la storia, la filosofia, la psicologia e soprattutto la medicina (a detta di Miu "è temuto per essere un medico spaventoso quanto le malattie che cura e i rimedi che adotta"); infatti gestisce una clinica ortopedica, che è una delle principali fonti di reddito del Ryōzanpaku. Conosce moltissime lingue, tra cui il russo. È maestro della cerimonia del tè. È fedele seguace del Katsujin-ken, tuttavia anche se non uccide gli avversari non si fa scrupolo se deve a fermarli con tecniche dolorosissime (secondo Kenichi le sue tecniche finali sono peggio della morte). È inoltre molto testardo, come riferisce Ma, infatti quando un politico gli volle acquistare una statua che al Ryōzanpaku faceva da peso per la salamoia, egli gli rispose "eh... Non voglio " e nonostante questi gli offrisse milioni su milioni e mandasse addirittura una dozzina di ladri e un sicario per rubare la statua, rifiutò i soldi e mandò indietro ladri e sicario mezzi morti con sopra attaccato il bigliettino "eh... Non voglio ". Akisame spesso esorta Kenichi a migliorarsi e gli dà ottimi consigli sulla vita, diventando uno dei suoi maestri più rispettati. I suoi allenamenti sono infernali e spingono Kenichi spesso alla morte, anche se dopo lui e Ma lo riportano in vita. In questo assomiglia molto al suo amico Yamamoto Taiki. Odia i peperoni verdi, ma adora l'Abekawa e non ci sa molto fare con i bambini.

#### Mosse
- Kuchikidaoshi: afferrando un ginocchio dell'avversario e portandolo in alto si rovescia l'obiettivo facendolo cadere con probabilità di battere la nuca
- Saoi Nage: lancio che parte da dietro schiena e sbatte a terra il nemico
- Koetsuji Mugen Seiseikaika: serie di lanci consecutivi
- Shimewasa: tecnica di strangolamento
- Koetsuji Kawasu Hineri: serie di calci con gambe in rotazione in verticale dal basso, servono a difendersi e al contempo attaccare
- Angai Senpu Shime: lancio a mulinello
- Kuuchuu Tomoenage: afferrando le spalle dell'avversario si salta e puntandogli i piedi sul bacino lo si può proiettare all'indietro girando su se stessi mentre si è a mezz'aria
- Koetsuji Kodama Awase: doppio colpo di palmo che forma vibrazioni nel bersaglio, danneggiandolo internamente
- Koetsuji Nagibouki: dopo aver afferrato un nemico con una serie di lanci concatenati in direzioni diverse lo si può usare come uno strumento per colpire altri avversari
- Koetsuji Rinne Rengoku Temari: dopo aver lanciato l'avversario a mezz'aria col viso in basso con un colpo di palmo lo si schiaccia al terreno come nella Temari
- Koetsuji Mugen Gou Sharin: tecnica in cui si crea per terra un cerchio coi corpi dei nemici, in cui il peso di uno blocca le giunture dell'altro causandogli anche dolore, impedendo di liberarsi in maniera autonoma anche a uno solo del cerchio
- Koetsuji Sekijin Jijousan: dopo aver slogato le articolazioni dei nemici si forma coi loro corpi un mucchio
- Koetsuji Yanagi Hayurashi: creando un'illusione di movimento e di centro di gravità e spostandosi nei punti ciechi dell'avversario si riesce a scomparire dalla sua vista e attaccarlo di sorpresa
- Shin Kokyuu Nage: tecnica da usare sui maestri che sfrutta i sensori di pericolo tramite emissioni di ki per far sì che l'avversario si lanci da solo come per schivare un attacco. Non funziona contro attacchi Sutemi
- Koetsuji Mugen Gou Sasharin: evoluzione del Koetsuji Mugen Gou Sharin in cui il numero di avversari aumenta e si possono creare vari cerchi tangenti
- Mongyakujin Hakai Jigoku: sequenza di lanci e prese alle articolazioni

## Ragnarok
Ragnarok è un'organizzazione criminale composta da gang giovanili formate da ragazzini del liceo, simile alla mafia, che controlla o compete con altre bande di delinquenti per la supremazia. È uno dei programmi di reclutamento di Kensei di Un'Ombra nove Pugni, che egli usa per trovare, selezionare e allenare giovani talenti da assumere come allievi per far progredire le arti marziali. A capo del gruppo si trovano gli Otto Pugni, i capi delle gang più forti che compongono Ragnarok, numerati in ordine di potenza. In particolare i primi tre Pugni, i Tre Assi, in ordine crescente Freyja, Berserker e Odino, hanno potere decisionale all'interno del gruppo, ma ogni Pugno ha autorità sui Pugni di numero inferiore e sui loro e i propri subordinati. Molti membri di Ragnarok sono allievi di importanti maestri o erano atleti di grande spicco (ad esempio Odino è discepolo di Kensei, Freyja di Kugatachi Danki e Takeda era candidato al titolo nazionale) e alcuni provengono da ricche famiglie (come Eremita e Kisara), nonostante siano parte di un gruppo affine al crimine organizzato. In seguito molti membri del gruppo diventano artisti marziali di grande spicco e quasi tutti, dopo aver conosciuto Kenichi, gli si affezionano e fanno squadra con lui, lasciando la delinquenza. Ragnarok viene sconfitta dall'Alleanza Shinpaku e da Kenichi dopo duri scontri con ogni membro.

### Gli Otto Pugni

#### Odino
Ōdīn (オーディーン?) Seiyu: Ken Narita
- Prima apparizione: Battaglia 48
- Tipo di combattente: Sei
- Principio di combattimento: Satsujin Ken
- Arti marziali: Arti marziali antiche, pancrazio, Karate, Boxe

Vedi Ryūto Asamiya degli Yomi

#### Berserker
Bāsākā (バーサーカー?) Seiyu: George Nakata
- Prima apparizione: Battaglia 48
- Tipo di combattente: Sei/Dou
- Principio di combattimento: Satsujin-ken
- Arti marziali: Lotta di strada

Vedi Kitsukawa Shougo di Yomi

#### Freyja
Fureia (フレイア?) Seiyu: Atsuko Tanaka
- Prima apparizione: Battaglia 48
- Tipo di combattente: Sei
- Arti marziali: Bōjutsu

Vedi Kaname Kugatachi dell'alleanza Shinpaku

#### Loki
Roki (ロキ?) Seiyu: Keiji Fujiwara
- Prima apparizione: Battaglia 48
- Soprannome: lo stratega militare
- Tipo di combattente: Sei
- Arti marziali: Karate

Loki è il Quarto Pugno e lo stratega militare di Ragnarok. Appare per la prima volta all'entrata di Kisara negli Otto Pugni, quando con la Valchiria e l'Eremita sconfigge 50 avversari. In seguito stuzzica Tanimoto che non si decide ad attaccare Shinpaku e manda una delle sue Ombre, suoi subordinati che assomigliano a lui, a un incontro con l'alleanza Shinpaku in cui questa viene attaccata da Ragnarok. Attraverso i filmati del suo sottoposto numero 20 scopre il punto debole dell'alleanza, Nijima e lo fa rapire da Sigfrido. A questo punto mette il ragazzo su una nave mercantile per farlo sparire per un po', ma questi riesce a fuggire e Loki viene rimproverato da Odino.
A questo punto Loki va a casa di Tanimoto e scoperto che Honoka è sorella di Kenichi la usa come ostaggio per attirare Kenichi a uno scontro con l'Eremita. Kenichi, infuriato, accorre e affronta com furia Tanimoto, ma questi, seppure non contento della piega degli eventi, lo mette in difficoltà per la chiarezza delle azioni di Kenichi, che non sa mentire nemmeno coi movimenti in un duello, diventando prevedibile. Tuttavia lo scontro è fermato da Loki, che tenendo in ostaggio Honoka attacca Kenichi. Tuttavia sentendo Honoka incoraggiare il fratello e vedendola leggermente ferita da n*20 si ricorda di sua sorella e della promessa fattale e libera Honoka, disertando Ragnarok. Loki viene sconfitto da Kenichi, ma appare ora Odino che umilia Loki e lo caccia. Subito dopo si lamenta con gli altri Pugni del fatto che Odino sta perdendo colpi e Yomi sta invadendo il loro territorio. In seguito circonda il nascondiglio dell'Alleanza Shinpaku per annientarli, nonostante il suo tentativo di infiltrare Koga fallisca. Tuttavia quando Odino lo rimprovera nuovamente e minaccia di togliergli il titolo di stratega militare tenta di spodestarlo fondando nuovi Otto Pugni, con a capo Berserker e lui suo secondo. Però Berserker rimane fedele ad Odino e annienta facilmente Loki e i suoi compari. Per il resto della storia diventa una delle spie di Nijima, rischiando diverse volte la vita.
Loki è un ottimo combattente ma è raro che usi le sue doti. Preferisce lasciar fare ai sottoposti mentre lui tira le fila da dietro le quinte. È un buon stratega, tale che Odino stesso l'ha nominato stratega militare di Ragnarok, ma la sua arroganza lo porta a sopravvalutarsi e a cadere in errori stupidi. Cerca di assumere il potere sotto Odino, ma dopo il fallimento diventa con i suoi una spia di Nijima. Durante i combattimenti usa normalmente le armi, quali bastoni stordenti o elettrificati e diversi trucchi che tuttavia Kenichi nom ritiene neppure tattica, ma è in grado di usare il Karate potenziato con il Tame, tecnica che tiene le giunture in tensione rilasciandole improvvisamente, potenziando i colpi. Chiama i suoi sottoposti con dei numeri e ne ha alcuni che gli assomigliano e si vestono come lui, le "ombre", che spesso usa come sostituti quando deve svolgere missioni mentre osserva da lontano. Il suo sottoposto preferito è numero 20. Spesso gioca con rompicapi in ferro.

##### Mosse
- Tame: tecnica che tiene le giunture in tensione rilasciandole improvvisamente, potenziando i colpi

#### Sigfrido
Kugen'in Hibiki (九弦院 響?) Jīkufurīto (ジークフリート?) Seiyu: Mitsuaki Madono
- Prima apparizione: Battaglia 48
- Tipo di combattente: Sei
- Soprannome: Sigfrido, il Compositore Immortale
- Arti marziali: Una sua versione del Go no Sen, probabilmente basato sul Wing Chun

Vedi Hibiki Kugenin dell'alleanza Shinpaku

#### Eremita
Hāmitto (ハーミット?) Seiyu: Ryō Horikawa
- Prima apparizione: Battaglia 48
- Rivelazione del nome: Battaglia 49
- Tipo di combattente: Dou
- Arti marziali: Arti marziali cinesi stile violento

Vedi Natsu Tanimoto dell'alleanza Shinpaku

#### Thor
Tōru (トール?) Seiyu: Naomi Kusumi
- Prima apparizione: Battaglia 70
- Tipo di combattente: Dou
- Arti marziali: Sumo

Vedi Yūma Chiaki dell'alleanza Shinpaku

#### Valchiria
Nanjō Kisara (南條 キサラ?) Seiyu: Minami Takayama
- Prima apparizione: Battaglia 12
- Tipo di combattente: Dou
- Arti marziali: Taekwondo

Vedi Nanjō Kisara dell'alleanza Shinpaku

### Membri minori

#### Daichi Kōga
Kōga Taichi (古賀 太一?) Seiyu: Mayumi Yamaguchi
- Prima apparizione: Battaglia 14
- Soprannome: Kicker Koga
- Tipo di combattente: Dou
- Arti marziali: Taekwondo

#### Ikki Takeda
Takeda Ikki (武田 一基?) Seiyu: Kazuki Yao
- Prima apparizione: Battaglia 14
- Tipo di combattente: Sei
- Soprannome: Takeda il Pugile, Sinistra Illusione
- Arti marziali: Boxe

Vedi Takeda Ikki dell'alleanza Shinpaku

#### Kōzō Ukita
Ukita Kōzō (宇喜田 孝造?) Seiyu: Tōru Ōkawa
- Prima apparizione: Battaglia 14
- Tipo di combattente: Dou
- Arti marziali: Judo

Vedi Kozo Ukita dell'alleanza Shinpaku

#### Shinnosuke Tsuji
Tsuji Shinnosuke (辻 新之助?)
- Prima apparizione: Battaglia 24
- Tipo di combattente: Dou
- Arti marziali: Koppou

È il direttore della gang di Kisara. Appare per la prima volta mentre rimprovera a Takeda di non aver ancora catturato Kenichi. In seguito alla sconfitta del pugile, va da Kenichi e lo invita a diventare suo subordinato. Ottenendo un rifiuto lo sfida, ma l'incontro viene sospeso da Takeda che salva Kenichi. Successivamente sfida Kisara per il comando, ma viene atterrato da Kenichi. A seguito sfida Kenichi di nuovo ma viene atterrato in breve. Parte allora per allenarsi sui monti, dove un Eremita gli insegna il Koppou. Torna poi in città e sconfigge Kenichi al Ryōzanpaku. Alla fine della storia costituisce una band con Sigfrido che diventa una delle fonti di incasso Dell'alleanza Shinpaku.

#### Shiratori
Shiratori (白鳥?)
- Prima apparizione: Battaglia 12
- Tipo di combattente: Dou
- Arti marziali: Taekwondo

Vedi Shiratori dell'alleanza Shinpaku

#### Tsukuba
Tsukuba (築波?)
- Prima apparizione: Battaglia 4
- Rivelazione del nome: Battaglia 5
- Arti marziali: Mix di Karate e Boxe

Tsukuba è uno sgherro di Kisara il cui compito è testare le abilità dei giovani combattenti sfidandoli e facendoli unire a Ragnarok se raggiungono un certo livello. La maggior parte delle volte tuttavia si limita a pestarli a sangue, cosa che ama particolarmente. Dopo che Kenichi batte Daimonji e inizia a essere allenato al Ryōzanpaku lo sfida a combattere, provocandogli seri danni e battendolo. In seguito viene fermato da Miu mentre picchia un ragazzo e, minacciatola, viene risfidato da Kenichi, che utilizza i consigli di Sakaki e la Yamazuka da lui imparata. Essendo abituato a combattere nei tornei, Tsukuba viene sorpreso dalla mossa e crolla dopo pochi colpi. In seguito a ciò per ordine di Takeda viene espulso da scuola e da Ragnarok.

#### Takashi Furukawa
Furukawa Takashi (古川 たかし?)
- Prima apparizione: Battaglia 6
- Arti marziali: Lotta col coltello

Takashi è uno sgherro di Kisara che tenta di farsi un nome nella gang sconfiggendo Kenichi. Dopo essere stato colpito tenta di sbudellarlo con un coltello e Kenichi, in preda al panico, viene difeso da Miu prima di riuscire ad abbattere l'avversario. La sera dello stesso giorno Takashi cerca di uccidere Kenichi di ritorno dell'allenamento con Shigure, ma il ragazzo, che nel mentre ha superato la soglia di terrore sopportabile dal cervello, oltre a parere in uno stato di trance in cui ride istericamente e fa notare all'avversario le proprie mancanze tecniche, lo disarmante facilmente e lo sconfigge con colpi spropositati.

#### Numero 20
20 gō (２０号?)

## Yami
Yami (闇 oscurità) è un'importante organizzazione mondiale di arti marziali che segue il principio del Satsujin-ken. Fondata alla fine della Seconda Guerra Mondiale, quando molti maestri morirono, il suo scopo era evitare la scomparsa delle arti marziali. È il punto di riferimento per tutti gli artisti marziali che seguono questa scuola di pensiero, come il Ryōzanpaku è l'emblema del Katsujin-ken. Il suo scopo è il trionfo del Satsujin-ken sul Katsujin-ken, cosa che culmina nel Tramonto Eterno, al seguito del quale scoppiano guerre in cui Yami prolifera e i suoi maestri sono usati come soldati. È molto potente, soprattutto negli ambienti del crimine organizzato e nella politica e diramata nel mondo, raggiungendo ogni stato esistente. È formata dai maestri del Satsujin-ken di ogni nazione, quali Christopher Eclair dalla Francia, Li Tenmon dalla Cina e Mycroft dall'Inghilterra, i cui dieci più forti combattenti non armati compongono "Un'Ombra nove Pugni" (invece sono in sette a comporre l'"Hachiou Danzai" per quello Armato). È capitanata dall'Ombra, nel nostro tempo Furinji Saiga. Gli allievi dei maestri Yami appartengono a una sotto-organizzazione, Yomi, i cui leader sono gli allievi di Un'Ombra nove Pugni e Hachiou Danzai. I maestri di norma sono liberi di far quello che vogliono, molti sono assassini prezzolati, ma quando sono chiamati a raccolta accorrono agli ordini dell'Ombra, nonostante qualche volta alcuni per soldi o interessi personali vadano contro i piani di Yami. Si avvale spesso di laboratori scientifici e strumentature avanzate per testare l'abilità degli Yomi o analizzare/creare nuove tecnologie. Ha a sua disposizione un'elevatissima quantità di denaro e risorse e dopo il furto della nave portavalori all'inizio del Tramonto Eterno raggiunge il potere di un'intera nazione. Assieme al Ryōzanpaku conserva il titolo di "più forte".

### Un'Ombra, Nove Pugni
Élite del Reparto non armato di Yami, è composto dai nove maestri di arti marziali più forti del Satsujin-ken (i Nove Pugni) sotto il diretto controllo dell'Ombra. È stato definito il conclave papale di Yami e per le persone normali è durissimo anche solo stare in loro presenza, al punto che sembra che guardarli ti tolga dieci anni di vita. Tuttavia non tutti i maestri hanno il forte senso di appartenenza al gruppo che hanno per esempio Kushinada o Ogata; per esempio Jenazard ha pochissimo rispetto per l'Ombra e nessuno per gli altri membri, se non Kushinada per la differenza di età e Sehrul per la vicinanza tra le culture e definisce Un'Ombra nove Pugni un semplice risultato della volontà di non sbranarsi l'un con l'altro. Durante la storia, sebbene due membri vengano rinchiusi a Big Lock, prigione ideata apposta per i membri di Un'Ombra nove Pugni e uno venga ucciso, non ci sono sostituzioni, mentre Ro Jisei cede il posto a Ma Sougetsu.

#### Saiga Fūrinji
Fūrinji Saiga (風林寺 砕牙?)
- Prima apparizione: Battaglia 192
- Tipo di combattente: ?
- Simbolo Yami: Ombra
- Soprannome: Ichiei/L'Ombra
- Principio di combattimento: Satsujin Ken
- Arti marziali: Taisabaki Stile Furinji

Furinji Saiga è il figlio di Hayato. Anticamente faceva parte del Ryōzanpaku ed era molto amico di Akisame. Era un giovane molto serio e amava far passeggiate sulle montagne per guardare gli uccelli. Durante una passeggiata incontrò Kuremisago Shizuha, di cui si innamorò. Incontrò anche Senzui, promesso sposo di Shizuha, con cui iniziò un breve combattimento interrotto da entrambi per salvare Shizuha da una roccia. Ella li ringraziò entrambi, nonostante non fosse in pericolo, come dimostrò spaccando la roccia con un calcio. Accortasi di averlo fatto con addosso una gonna, arrossì e i due ragazzi, guardatisi, risero assieme. Tuttavia l'amore di Saiga e Shizuha fu ostacolato. Infatti i Kuremisago erano un antico clan ninja e portavano avanti un'accurata selezione genetica, incrociando tramite matrimonio gli individui più forti per generare prole superiore e Shizuha era una discendente del ramo principale del clan, molto dotata nel combattimento oltre che bella, il fiore proibito; per questo motivo lasciar avvicinare a tal punto al cuore del gruppo uno straniero risultava inaccettabile a molti Kuremisago. A Shizuha fu proibito di rivedere dunque Saiga, ma poiché continuava a farlo, i Kuremisago si spaccarono in due: una fazione, stanca del pesante retaggio, sosteneva Saiga, tra cui Senzui, l'altra, tra cui i padri di Shizuha e Senzui, lo ostacolavano. Nacque così una guerra interna che mieté molte vittime. A un certo punto Saiga e Senzui entrarono a far parte di Un'Ombra nove Pugni, con l'appellativo di Ichei, Ombra. Senzui, capendo che la guerra senza sacrificio non si sarebbe fermata, decise di uccidere Shizuha avvicinandola in una montagna innevata sotto sembianze di Saiga, in modo da riportare la pace nei Kuremisago. Tuttavia non poté uccidere la figlia di questa, la neonata Miu, per l'affetto che portava a sua madre. A questo punto Hayato, raggiunto da un messaggio di Shizuha, si precipitò da lei, ma la trovò morta da poco e sotto il suo cadavere trovò la nipotina Miu. Da allora promise di non lasciarla mai più sola e la portò con sé nei suoi viaggi, addestrandola personalmente sin dalla più tenera età. Saiga pianse molto la morte della moglie, nonostante fosse sollevato che la figlia fosse curata dal nonno.
A un certo punto iniziò a far parte attiva dentro Un'Ombra nove Pugni con Senzui, dividendo con lui la qualifica di Ombra, prendendo come discepolo Yomi un giovane malaticcio, che si credeva non avrebbe superato i vent'anni, Kajima Satomi. Tuttavia, grazie agli allenamenti dei suoi maestri, Kajima sopravvisse e diventò forte, portando al suo interno le abilità di Furinji e Kuremisago, come Miu. A un certo punto Saiga scoprì che fu Senzui a uccidere Shizuha e da allora iniziò ad aiutare segretamente il Ryōzanpaku, salvando Miu e Kenichi dai soldati di Silcardo Jenazard. Si presenta a Sakaki Akisame sotto le spoglie di Okamoto, un maestro e funzionario governativo, dopo che i maestri hanno sconfitto i maestri del Reparto Armato. Allena successivamente l'alleanza Shinpaku nel sottomarino che li porterà poi sull'isola di Yami, prima della battaglia finale e soccorre Miu che sta per essere uccisa da Senzui, con cui ingaggia un epico combattimento, parallelo a quello di Kenichi e Kajima. Alla fine Senzui si sacrifica per lanciare un missile distrutto da Hayato e Saiga, parlando con Kenichi, gli dice che gli ricorda il padre e si riconcilia con sua figlia e suo padre.
Furinji Saiga è un abilissimo artista marziale e per la discendenza dal clan Furinji e per l'eredità del genitore possiede una grandissima forza. Non è al livello di Hayato, il capoclan e suo padre, tuttavia è abbastanza potente da ricoprire il ruolo di Ichiei. Lo stesso Akira Hongou, sfidandolo, ammette di riconoscere al volo il motivo per cui sia riuscito a mantenere la propria carica dentro Yami e possa controllare Un'Ombra nove Pugni. La sua specialità è la velocità, infatti è talmente rapido da poter sconfiggere quattro maestri nel tempo in cui la forza di gravità inizia a fare effetto su una giacca lasciata cadere. Ha una grande forza fisica e utilizza il Taisabaki Stile Furinji, lo stile di arti marziali proprio del suo clan. Amava moltissimo la moglie Shizuha e anche la figlia Miu, seppure l'abbia conosciuta poco. Da giovane litigò col padre per la differenza tra le loro convinzioni, tuttavia gli vuole molto bene. Era grande amico di Senzui Kuremisago e Akisame Kōetsuji, ma il primo lo tradì e il secondo rimase al Ryōzanpaku mentre egli si unì a Yami. Sembra avere particolare fiducia in Kenichi, che gli ricorda come a molti Hayato. Sebbene a capo di Un'Ombra nove Pugni non sembra particolarmente legato al Satsujin-ken, infatti all'inizio della faida tra i Kuremisago combatteva senza uccidere e solo in seguito è diventato Ichiei, per lasciare il posto dopo la scoperta del tradimento di Senzui. È sempre molto serio e solo di rado ride o sorride. Ama molto gli animali e gli uccelli in particolare e spesso fa camminate in montagna a visitare ed eventualmente proteggere specie in via di estinzione. Ha una certa tendenza ai metodi drastici che a Kenichi ricorda quella di Akisame.

##### Mosse
- Amanome Tamahagane-Uchi: sequenza di lanci sul terreno
- Misagootoshi: presa al corpo in volo dopo la quale si schianta il nemico cadendo avvitati
- Tokkan Nirenhou: pugno rotante
- Mugetsu no Mai: carica con calci frontali e pugni
- Fūrinji Mueishu: Saiga, rapidi colpi di palmo, usati anche per afferrare qualcosa
- Musou/Furinji Chigiguruma: Saiga, carica volante avvitata coi pugni avanti
- Garyuu-Genbubaku: Saiga, possente emissione di Ki che prende la forma di un Drago e potenzia gli attacchi al punto da permettere di combattere volando tramite gli spostamenti d'aria mossi dai colpi
- Furinji Yamazukushi: Saiga, combo di pugni che può sfondare il muro di un palazzo
- Fūrinji Kamigoroshi: Saiga, colpo a impatto simile alla Kamehameha pieno di Ki bianco, tecnica finale di Saiga

#### Senzui Kuremisago
- Prima apparizione: Battaglia 547
- Tipo di combattente: Dou
- Principio di combattimento: Satsujin Ken
- Soprannome: Ichiei
- Arti marziali: Taisabaki Stile Kuremisago

Vedi Senzui Kuremisago del clan Kuremisago

#### Isshinsai Ogata
Ogata Isshinsai (緒方 一新斎?) Kensei (拳聖?) Seiyu: Akio Ohtsuka
- Prima apparizione: Battaglia 119
- Tipo di combattente: Dou
- Simbolo Yami: Flusso
- Soprannome: Kensei / Pugno sacro
- Principio di combattimento: Satsujin Ken
- Arti marziali: Sconosciute (Arti marziali antiche). Conosce comunque sia jujitsu che le arti marziali cinesi come ex discepolo del Ryōzanpaku

Isshinsai Ogata era il primo discepolo del Ryōzanpaku, ma la sua brama di approfondire le arti marziali lo ha portato sulla via dell'Asura, uccidendo in una competizione uno sfidante. Si unì in seguito a Yami, diventando Kensei, dove faceva continue sperimentazioni sulle tecniche, persino con i suoi discepoli. È il membro di Un'Ombra nove Pugni con più discepoli e gestisce diverse gang di giovani delinquenti che in realtà gli servono a scovare nuovi talenti per le arti marziali, come Asamiya Ryuto, alias Odino, Primo Pugno di Ragnarok e Kokorone Rimi, Atlantae, di Titans. Ha salvato da piccolo il giovane magnate Tanimoto Natsu da alcuni assassini del suo avvocato, dandogli poi l'idea di rivolgersi a un maestro per imparare le arti marziali, il Kengou Kishin Ma Sougetsu. Un giorno andò al dojo del maestro Midou Kai, esperto di Mushin-Ryuu e lo sfidò per apprendere le sue tecniche e provare alcune di quelle sviluppate da lui. Uccise l'uomo, ma alla morte di questi fu attaccato dalla giovane figlia di Kai, anch'essa maestro. Eliminò anche lei, ma non sapeva che fosse incinta di Tsumotu Tanaka, allievo e genero di Kai e con lei dunque morì anche il bambino. Da allora passa la maggior parte del suo tempo nella foresta della Valle Nera, in eremitaggio, a scolpire statue di Buddha all'infinito per penitenza.
Appare per la prima volta quando salva Kenichi nella Valle Nera e gli chiede di diventare suo discepolo, ottenendo un rifiuto dovuto all'inconscia scelta di Mo di seguire il Katsujin-ken come artista marziale Sei. Assiste in seguito alla vittoria del ragazzo su Odino, che salva dalla morte nonostante per l'uso improprio della Seidou Gouitsu rimanga sulla sedia a rotelle. Avvisa in quel momento il Ryōzanpaku che Yami sta iniziando a muoversi.
A seguire ricompare all'arrivo di Li Tenmon in Giappone, alle varie riunioni di Yami e nel sottomarino di Alexander Gaidar. Torna sulla scena quando Atlantae gli chiede di essere allenata da lui per poter battere Miu e la sottopone a un allenamento specialistico per la velocità e per il controllo del ki del Dou. In seguito lo si vede parlare con i suoi allievi principali, ossia Odino, Lugh, Berserker e Atlantae. Riappare quando osserva lo scontro tra i componenti di Yomi e i ragazzi dell'alleanza Shinpaku, in particolare quello tra Atlantae e Miu, dove insegna sul momento la Seidou Gouitsu alla sua allieva perché sconfigga Miu. Si rifiuta di fermarla nonostante le preghiere di Ryuto e quando Rimi subisce troppi danni per combattere ancora viene attaccato da Miu, furiosa perché Kensei considera il sacrificio della ragazza solo un passo avanti nello sviluppo delle arti marziali. Ogata la attacca a sua volta, provocando l'ira di Kenichi, che coadiuvato da Ryuto, il quale è riuscito a camminare di nuovo, lo attacca e riesce a toccarlo. A questo punto arriva Tanaka, che sopprime la Seidou Gouitsu di Ryuto prima che gli sia fatale e poi attacca Kensei, venendo ucciso. Appare poi all'incontro tra Un'Ombra nove Pugni e l'Hachiou Danzai e all'allenamento tra gli Yomi del reparto armato e non, dove sembra irritato da Edeltraft Vonshira. Alka battaglia finale, alla rivolta degli altri membri di Un'Ombra nove Pugni utilizza lui stesso la Seidou Gouitsu in contemporanea con lo Shinto Gourenzan del reparto armato e del Kushinada Ryuu Sennen Nage di Mikumo per sconfiggere i nemici, non riuscendoci. Alla fine della storia torna ad addestrare Lugh e Berserker.
Ogata è profondamente innamorato delle arti marziali, ma il desiderio di portarle alla vetta lo ha fatto cadere sulla via dell'Asura. Pur di sviluppare le sue tecniche è pronto a sacrificare innumerevoli vite, nonostante lui stesso si autopunisca per l'uccisione del figlio di Tanaka. Afferma che sebbene sappia che i suoi insegnamenti potrebbero essere dannosi ai suoi stessi allievi li impartisce ugualmente, sostenendo che tutti devono avere le stesse possibilità e solo così le arti marziali possono progredire. Lui e Midou Kai, maestro di Mushin-Ryuu, sono gli unici uomini a cui Furinji Hayato ha insegnato una delle sue 108 tecniche speciali, il Kazoe Nukite. Ha sviluppato lui stesso la Seidou Gouitsu e la insegna a ogni suo discepolo, sebbene questi ne abusino spesso: Ryuto stesso ha avuto per lungo tempo una frattura nel corso del ki dopo l'uso della Seidou Gouitsu, lesione che lo faceva apparire paralitico. Kensei addestra moltissimi allievi, potenziando le loro abilità preesistenti più che insegnargliene di nuove; è il membro di Un'Ombra nove Pugni con più discepoli. Secondo Ryuto gli unici momenti in cui si lascia scoperto sono mentre elargisce i propri allievi e tende ad attaccare l'avversario con la postura più difensiva, quindi se due contemporaneamente la assumono ha degli attimi di esitazione. È sempre molto ironico, anche in modo crudele e spesso sorride.

##### Mosse
- Nanba Nashiri: antica tecnica di corsa che prevede il movimento contemporaneo di braccia e gambe senza perdere l'ondulazione del corpo. Aumenta moltissimo la velocità
- Ogata Ryu Hiyodoti Hekisou: metodo di usare il Nanba Nashiri su un muro per scenderlo senza smettere di corrervi sulla parete
- Genya no Tsubame: metodo di usare il Nanba Nashiri per uno slancio in avanti quasi invisibile
- Ogata Ryu Kitsutsuki Rekkyaku: irrigidendo la pianta del piede e assestando ripetuti colpi tutti nello stesso punto si possono arrecare numerosi danni
- Happou Kitsutsuki Rekkyaku: combo di otto calci
- Shin Genya no Tsubame: rapidissima carica in accelerazione
- Stile Ogata Colpo Bianco: pugno caricato con il sangue il ki del Dou per renderlo pesante e difficile da deviare
- Stile Ogata Passo Felpato: particolare gioco di gambe con cui è possibile scivolare senza far rumore attorno all'avversario
- Kyokuten Udegarami Otoshi: dopo un salto di fianco con avvitamento si afferra la spalla dell'avversario per slogargliela o rompergliela
- Stile Ogata Lancio Fluido: usando il Passo Felpato, la forza centrifuga di una giravolta e una notevole abilità si può proiettare tre volte un avversario in modo quasi continuativo, come un lancio solo
- Ogata Dappa Kyokushi: rapidi colpi di dita alle articolazioni per slogarle
- Ogata Zajuuori: presa al ginocchio con le gambe per rompere il legamento crociato anteriore
- Shintoukei: manata sullo sterno con movimento del polso
- Seikūken: campo d'aria sferico in cui un combattente Sei, calmando il suo spirito, può controllare completamente lo spazio da cui attaccare e difendere
- Occhio interiore: abilità di osservare nel complesso il proprio avversario, prevederne i movimenti, cogliendone l'intera gamma di attacco e i cambiamenti di stabilità.
- Nouten Jigoku Geri: lancio per portare l'avversario a testa in giù e colpirlo con un calcio in volto
- Kazoe Nukite: attacco consistente in una combo di quattro affondi con mano allungata in cui a ogni colpo si riduce il numero di dita tese da quattro a una. Ogni colpo ha una qualità precisa (il primo colpo, le quattro dita, ha l'effetto di una lama affilata che con la sua potenza di penetrazione e velocità può tagliare la carne e il primo dito ha un effetto penetrativo) e può sfondare ogni difesa. Il colpo è usato da Hayato, che l'ha inventato, Midou Kai, Isshinsai Ogata e Tsumotu Tanaka.
- Seidou Gouitsu: tecnica proibita inventata da Isshinsai Ogata che unisce il potere del ki Sei e di quello Dou, potenziando incredibilmente l'utilizzatore grazie all'energia Sei raccolta dall'esterno e l'energia Dou che esplode dall'interno, danneggiando tuttavia il corpo a un uso prolungato, portando anche alla morte. La tecnica va usata in stato di totale calma emotiva, altrimenti l'utilizzatore non si accorge di aver superato il limite, finendo per autodistruggersi. Durante l'uso l'utilizzatore sviluppa occhi simili al T'ai Chi T'u, con una sclera nera e la pupilla bianca e una sclera bianca e la pupilla nera.
- Kumate Nukite: versione della Kazoe Nukite consistente in un solo colpo a mano ad artiglio. Usabile solo con Seidou Gouitsu attiva. Ougi di Ogata

#### Alexander Gaidar
- Prima apparizione: Battaglia 180
- Tipo di combattente: Dou
- Simbolo Yami: Ghiaccio
- Soprannome: Senmetsu no Kenshi / Pugno della distruzione
- Principio di combattimento: Satsujin Ken
- Arti marziali: Sambo e Kombat Sambo

Alexander Gaidar è un uomo alto, con lunghi capelli bianchi. Non si sa nulla della sua vita, tranne che quando è entrato a Yami ha preso come discepolo Boris Ivanov ed è colonnello dell'esercito russo, cosa per cui ha insegnato a Boris a obbedire ciecamente agli ordini. Quando Yami inizia a uccidere i politici nemici, a Gaidar viene assegnata una senatrice russa protetta da Akisame e Sakaki. Dopo uno scontro con il primo, parallelo a quello tra Kenichi e Boris, si ritira. In seguito si batte di nuovo con Akisame, perdendo conoscenza per due secondi e quindi dichiarandosi vinto e dicendo a Boris di non cercarlo. Viene rinchiuso a Big Lock, prigione studiata apposta per Un'Ombra nove Pugni. Evade con Diego Carlo prima della battaglia finale, dove con gli altri Pugni sconfigge Kushinada e Kensei. Dopo la guerra torna ufficiale dell'esercito e dà una medaglia a Boris.
Ha un grande amore per l'arte, in particolare la scultura, che lo distrae dal suo istinto omicida, infatti spesso lo si vede scolpire. Ha il senso dell'onore del combattente, che lo spinge a sottostare alle richieste del vincitore quando perde. Spesso si lascia andare ad atti di collera, come distruggere un battaglione per rabbia. Utilizza il Kombat Sambo a un livello incredibile, ma sembra usare soprattutto le tecniche derivate dal Jujitsu e incorpora pure quelle usate da Akisame, come il passo della foglia di salice (Koetsuji Yanagi Hayurashi).

##### Mosse
- Serp I Falce e Martello: presa da terra col retro del ginocchio al braccio e ginocchiata sotto la mandibola
- Vysokoje Derevo Trundry: colpo di mazza al volto
- Tornado del Nord: presa usata girando su se stessi in modo da aggiungere gomitate rotanti contro l'avversario. Può terminare con una tecnica di soffocamento
- Luna crescente: proiettando il nemico all'indietro dalla testa lo si riempie di colpi
- Anello del dio della Morte: presa alle ginocchia con ribaltamento in modo che l'avversario si trovi piegato con la schiena all'indietro contro le gambe dell'utilizzatore, le gambe sotto di lui, le braccia bloccate e la gola serrata in una presa di strangolamento. Può soffocare ma prima di tutto rompe a metà la colonna vertebrale. È contrastabile tramite possenti muscoli del busto e della parte inferiore del corpo
- Koetsuji Yanagi Hayurashi: creando un'illusione di movimento e di centro di gravità e spostandosi nei punti ciechi dell'avversario si riesce a scomparire dalla sua vista e attaccarlo di sorpresa. Gaidar è riuscito a copiare questa tecnica da Akisame e a incorporarla nelle proprie abilità dopo averla vista una sola volta.
- Sverkajuscaja Molnija V Ogromnom Cholode: lancio con la testa all'indietro che frantuma il terreno
- Parad Dvigatsa Smierti: carica cui segue una serie di prese alle articolazioni. Tecnica finale di Gaidar

#### Silcardo Jenazad
- Prima apparizione: Battaglia 183
- Tipo di combattente: Dou
- Simbolo Yami: Re
- Soprannome: Kenmashajin / Pugno della divinità demoniaca
- Principio di combattimento: Satsujin Ken
- Arti marziali: Pencak Silat
- Stato attuale: deceduto

Jenazard ha l'aspetto di un ragazzo di meno di vent'anni, nonostante, come Kushinada, sia molti decenni più vecchio. Nella sua giovinezza ha imparato il Pencak Silat da un maestro del suo paese, un piccolo regno in Indonesia chiamato Tidat e dopo averlo superato l'ha sfidato e ucciso. Prima di morire il suo maestro gli predisse che poco probabilmente avrebbe incontrato un avversario più forte di sé, tuttavia se mai fosse stato sconfitto sarebbe stato perché era stato superato non nella forza o nella tecnica, ma nella tenacia per le arti marziali. In seguito liberò il Tidat dall'esercito delle Nazioni Unite che voleva colonizzarlo, combattendo prima da solo, poi radunando vari guerrieri che, con azioni di guerriglia, armi tradizionali e soprattutto il Pencak Silat, ricacciarono indietro gli invasori. Si narra che abbia combattuto sempre a mani nude. Così Jenazard divenne un eroe nazionale per aver salvato il suo paese. In questo periodo conobbe Furinji Hayato, che seppure da prima incontrò da amico, insegnandogli i segreti del Tidat, alla fine affrontò come nemico, mettendolo addirittura in difficoltà. In seguito iniziò a desiderare sempre più sangue versato, cadendo prima sulla via dell'Asura, poi nella via del Demonio. Successivamente entrò a far parte di Yami e prese un discepolo, il re del Tidat Radin Tidat Jihan, semplicemente per evitare di combattere gli altri Pugni e tramandare il Silat. In seguito pose il paese sotto regime dittatoriale e come prassi obbligò i suoi discepoli a combattere fino alla morte per perfezionare le tecniche Silat.
Appare per la prima volta allo scontro tra il suo discepolo e Kenichi, dove viene notato dal ragazzo per la sua aura assassina. Quando Jihan perde nello scontro con il discepolo del Ryōzanpaku, Jenazard stesso lo cerca di uccidere con una valanga, nonostante si salvi. In seguito cerca di assumere come allieva Rachel Stanley, Castore, ma viene salvata da Sakaki. Su suggerimento di Kushinada, manipola il Jinetsukenjin per ferire Kenichi e poter così sfruttare la rabbia di Miu in modo da prenderla in trappola e catturarla facendole perdere la memoria. La porta così in Tidat, insegnadole il Pencak Silat e sbloccando inizialmente il suo istinto omicida del Dou. All'arrivo di Kenichi lo cattura e lo fa combattere con Miu, per saggiare la preparazione della ragazza e farle il battesimo del sangue. Tuttavia la ragazza non riesce a uccidere l'amico, quindi Jenazard scatena Pengulu Sankak, allievo del reparto armato di Yami da lui rapito. Miu però viene risvegliata da Kenichi e insieme sconfiggono Pengulu mentre Jenazard viene attaccato da Hongou, arrabbiato per essere stato usato, sotto lo sguardo di Sakaki. Dopo un epico scontro, Hongou lo uccide e Jenazard si ricorda delle parole del suo maestro, morendo tra le braccia di Miu ma rimanendo in piedi. Viene sepolto in un luogo privato della famiglia reale del Tidat su ordine dell'allievo Jihan, tornato nel paese.
Jenazard è un uomo cinico e crudele, desideroso sempre di sangue fresco e convinto della superiorità del Silat sulle altre arti marziali. È un sadico e gli piace giocare con l'avversario per godersi il combattimento. Le sue abilità sono oltre la normalità, cosiccome la sua astuzia e la sua capacità di sorprendere l'avversario. Predilige i colpi come affondi e colpi di taglio che provocano perdite di sangue, ma è molto abile con i lanci, che Sakaki ritiene al livello di Akisame e può utilizzare il Shin Kokyuu Nage. I tipici attacchi da ogni direzione del Silat e la sua combinazione di mosse complesse possono sfondare ogni difesa, tuttavia possono essere contrastate dalle basi di altri stili portate alla massima potenza. Usa parecchi attacchi con l'aura. Usa spesso attacchi Sutemi pur di divertirsi. Ha poca pazienza ma anche una certa ironia. A quanto dice Hongou, Jenazard è caduto nel Gendou, la via del Demonio, ulteriore alla via dell'Asura, poiché arriva a uccidere e combattere solo per gusto e sete di sangue e elimina per capriccio persino i propri discepoli. Il suo istinto omicida è il più intenso della storia e le sue capacità sono tali da mettere in difficoltà l'Anziano. È particolarmente bravo a usare immagini residue e prova piacere a causare confusione nell'avversario. Considera Yami solo un patto sterile di non aggressione e la usa soprattutto per i propri comodi. Non si fa scrupoli infatti a servirsi di Hongou per rapire Miu e farle il lavaggio del cervello. All'interno di un'Ombra nove Pugni ha confidenza solo con Sehrul, con cui ha una specie di rapporto amichevole e con Kushinada, che non disprezza solo perché al suo livello. Secondo lui Kenichi e l'Anziano si somigliano molto. Grazie alle sue tecniche riesce a rimanere con l'aspetto di un ragazzo, seppure questo sembra abbia qualche effetto sulle sue mani, che sono grigiastre. Grazie a Miu e Hongou ricorda la passione e la tenacia per le arti marziali che da giovane aveva dimenticato. Secondo Hayato Fūrinji il suo difetto maggiore era Bon aver mai voluto imparare qualcosa dal suo discepolo. Muore in piedi con l'arroganza e l'orgoglio che possedeva in vita. Ama la frutta.

##### Mosse
- Jatouhan Punchak Pohon: carica dalla cima di una superficie verticale, può essere usata anche saltando
- Funhanchul Pungun: presa alle spalle sotto le braccia per schiacciare il torace
- Busaran Haririntal: presa al polso per trazionare il nemico e colpirlo con un affondo e un calcio
- Saruarsa Umeguraha: raffica di gomitate al ventre
- Topan Kait: combo di calci e pugni compiuti a mezz'aria durante una giravolta
- Sragan Harimau: salto in posizione accovacciata come una tigre sul nemico, che viene colpito anche da pugni e colpi di taglio
- Penembakan Hasrat Membunuh: emissione di ki e intento omicida tali da far reagire di istinto ogni combattente e fargli attaccare ogni cosa in movimento nel suo raggio d'azione
- Boushinha Shougeki: doppio pugno ai lati del capo che provoca amnesia per commozione cerebrale
- Juls: 18 tecniche segrete del Silat che mirano a colpire i punti sensibili del corpo o gli organi vitali
- Hantou Grundown Prinis: bloccando l'avversario tramite le scie al livello più avanzato in modo da non lasciargli aperture lo si attacca con una serie di prese alle articolazioni e alle ossa volte all'uccisione certa dell'avversario

#### Diego Carlo
- Prima apparizione: Battaglia 199
- Tipo di combattente: Dou
- Simbolo Yami: Acciaio
- Soprannome: Waraukouken / Pugno sorridente d'acciaio-Ikarukouken / Pugno furente di ferro
- Principio di combattimento: Satsujin Ken
- Arti marziali: Lucha Libre (quindi anche wrestling

Del passato di Diego non si sa nulla. La sua prima apparizione risale al torneo D of D, dove svolge la figura di arbitro, presentatore e organizzatore per Mister Fortuna, commettendo continuamente scorrettezze ai danni dell'alleanza Shinpaku e del Ryōzanpaku. Prima che Castore affronti Kenichi, le dà il permesso di uccidere Kanou Shou, tuttavia l'attacco delle forze armate americane a Despair Island impedisce lo scontro. Dopo la morte di Shou viene aggredito dal Jinetsukenjin, che lo ritiene responsabile della morte dell'amato allievo. Riappare in seguito sulla nave "Passeggero Attraente" dove organizza un incontro a squadre maestri-discepoli, a cui assistono molti capi della malavita, grandi politici e importanti imprenditori. Sfida dunque Ma Kensei, in contemporanea a Castore che combatte con Ma Renka. La sfida è molto impegnativa e Ma si infuria quando il Waraukouken tenta di fargli abbassare la guardia mostrandogli una donna parzialmente nuda, che tuttavia è Renka. Lo stesso Diego si altera quando Ma intimidisce il pubblico e lo rimprovera per le loro esortazioni al combattimento, mostrando il suo secondo volto, il Pugno Furente di Ferro. Dopo un duro combattimento, Diego viene sconfitto e la bomba che aveva piazzato sulla nave viene neutralizzata. A questo punto Kushinada cerca di ucciderlo, ma viene salvato dall'Anziano e rinchiuso a Big Lock. Riappare alla battaglia finale con Alexander Gaidar. Dopo la guerra torna ad allenarsi con Castore.
Diego è il maestro di Castore ed è l'unico maestro di Yami ad avere due titoli (Waraukouken e Ikarukouken) a seconda del suo stato d'animo (Pugno sorridente d'acciaio / Pugno furente di ferro). È maestro del Lucha Libre, ma le sue tecniche sono per lo più mirate allo spettacolo. Si ritiene un intrattenitore e farebbe di tutto per un buono spettacolo. Adora stare al centro dell'attenzione e indossa sempre una maschera da wrestling

##### Mosse
- Lariat: colpo al collo col braccio teso
- Back drop: lancio all'indietro sulla testa
- Romero Special: presa sulle mani e sulle caviglie per immobilizzare l'avversario da dietro mentre si è sdraiati a terra tenendolo sospeso in aria. Di scarso effetto ma molto scenica
- Cobra Twist: presa stritolante
- Diego Supplex: presa da dietro per schiantare la testa avversaria all'indietro e risaltare in piedi
- Calcio Volante Castrotica: doppio calcio volante di pianta
- Tornado Dropkick: doppio calcio rotante in volo
- Diego Tick Flying Body Attack: capriola all'indietro dopo salto in aria per attaccare con testata dall'alto
- Diego Tick Steiner: presa al collo con le gambe per sbattere a terra la testa dell'avversario
- Diego Tick Driver: presa dopo un salto per schiantare la testa avversaria sul ring
- Diego Tick Body Press: salto in aria per schiacciare il nemico
- Diego Tick Cross Guillotine: colpo alla gola con le braccia incrociate a X dopo un salto
- Diego Tick Down Burst: doppio pugno avvitato dall'alto
- Los Turnos Sin Non Bure: tecniche segrete del Lucha Libre che non tengono conto del pubblico e quindi perdono la loro teatralità per guadagnarci moltissimo in forza

#### Akira Hongō
- Prima apparizione: Battaglia 167
- Tipo di combattente:Sei
- Simbolo Yami: Cielo
- Soprannome: Jinetsukenjin / Pugno divino
- Principio di combattimento: Satsujin Ken
- Arti marziali: Karate

Verso i vent'anni incontrò il giovane Sakaki Shio, col quale iniziò ad allenarsi in sparring tutti i giorni, sotto arbitraggio di un giovane maestro, Suzuki, arrivando a una quota di 125 vittorie e 125 sconfitte. Proprio sotto consiglio di Suzuki lui e Sakaki si scambiarono le pose di guardia che avevano abitualmente, Sakaki adottando la posa Maeba difensiva di Hongou e questi la Tenchijouga offensiva di Sakaki, riequilibrando così i loro stili. I tre iniziarono a impedire i traffici illegali di armi e droga in Giappone, venendo notati da Yami, che chiamatoli di notte in una casa solitaria li fece combattere alla morte per il titolo di Jinetsukenjin. Sakaki si rifiutò di uccidere i suoi amici, mentre Suzuki, che era malato, lottò con Hongou fino a esserne ucciso, deciso a fare fino alla morte la cosa che amava. A quella vista Sakaki si infuriò e scelse la via del Katsujin-ken, in opposizione a Hongou. I due si scontrarono e lasciarono ognuno una cicatrice sul volto dell'altro.
Hongou divenne Jinetsukenjin e assunse come allievo il giovane Kuremisago Kanou Shou, addestrandolo nel karate e facendolo diventare il capo di Yomi, riconosciuto da tutti come il successore delle arti marziali di un'Ombra nove Pugni, cosicché ricevesse gli insegnamenti di tutti gli altri membri. Nonostante tutto non riuscì per sua stessa natura a eliminare i sentimenti del suo allievo, che lo porteranno alla morte per difendere Miu Furinji da una pallottola durante il torneo D of D. A questo evento Hongou si infuria col Waraukouken, ritenendolo responsabile. In seguito lo troviamo al Kuremisago Shou per onorare la memoria di Kanou e chiedere spiegazioni a Kenichi per la sua morte. In seguito ferma Seta e Hayami, amici di Kanou, dal suicidarsi per non aver vendicato Shou e spingerli ad allenarsi. A seguire inizia a svolgere missioni di assassinio per Yami, uccidendo solo però artisti marziali. Mentre cerca di catturare un artista marziale si scontra con Sakaki che lo difende, ma verso la fine del combattimento il Kenmashajin lo manipola per fargli ferire Kenichi così da poter catturare Miu distratta dalla rabbia. Hongou non lo accetta e si unisce a Sakaki e Kenichi per salvare ls ragazza in Tidat, scontrandosi con Jenazard e uccidendolo dopo un duro scontro. In seguito si fa ricucire le ferite prima di partire di nuovo per il Giappone, ma viene salutato da Lona, sorella di Jihan, che sembra aver sviluppato per lui un certo attaccamento.
In seguito fa coppia con Michael Schtilvay dell'Hachiou Danzai nell'attaccare le basi americane, senza tuttavia approvare la sete di sangue del compagno. Difatti durante la battaglia finale col Ryōzanpaku interviene a fermarlo dall'uccidere Kenichi e a ucciderlo. Alla fine della storia di lui si perdono le tracce e si sa solo che vaga da solo nel mondo.
Hongou è un grande artista marziale, dal carattere calmo e inflessibile, persino giusto. Sakaki lo ammira profondamente,  nonostante egli lo ritenga egoista. Ha una grande capacità di crescere discepoli, arrivando a fargli comprendere le sue stesse sensazioni. Non è un seguace convinto del Satsujin-ken nonostante preferisca uccidere l'avversario e ha un grande onore e correttezza. Era molto affezionato al discepolo Kanou Shou.

##### Mosse
- Seiken Tsuki: semplice diretto, pugno base del Karate
- Calcio frontale: calcio frontale dal basso verso l'alto
- Magashi Geri: calcio rotante
- Spazzata: calcio basso da posizione accovacciata alle caviglie
- Yamatsuki: doppio pugno simultaneo, uno al viso per distrarre l'avversario e fargli aprire la guardia per far penetrare il secondo colpo allo stomaco.
- Colpo del collo della gru: colpo al mento con la parte superiore del polso piegato
- Nekote: tenendo la mano con le dita semichiuse si sferrano attacchi con ogni parte dell'arto
- Haganegiri: colpo orizzontale di taglio col Nekote, può spezzare una spada
- Nou Ten Jigoku Keri: dopo una proiezione mentre l'avversario è a mezz'aria e a testa in giù gli si tira un calcio in testa dal basso
- Kyouha Kumikuzushi: parata che blocca tra l'avambraccio e il bicipite il braccio avversario potendoglielo distruggere
- Uzumawashi Zanrin Geki: combo di calci alti circolari
- Soumawashiuke: parata con movimenti circolari
- Morotetetsutsuiuchi: doppio pugno a martello ai fianchi sotto il costato
- Metsujou Raigou Nukite: combo di colpi di palmo
- Dakki Kuzushi Gawashi: pugno dal basso al ventre
- Kumade Renpa: combo di affondi e colpi di palmo
- Chouryu Kankuu Juurin: combo di calci e affondi a mano piatta
- Chouryu Kankuu Shuurin: combo di pugni e affondi da ogni parte attorno all'avversario
- Meotode: posa in cui i pugni di tengono all'altezza del volto uno vicino ma dietro all'altro. È un metodo di muovere i pugni assieme senza separarli, usando la mano della morte (la mano davanti solitamente usata per la difesa) per attaccare e difendere e al contempo usare l'altra mano, tenuta vicina, in modo da poter superare ogni difesa e bloccare ogni attacco, in quanto l'avversario tiene conto della prima mano e non riesce a bloccare la seconda e in difesa la seconda blocca ciò che non riesce la prima
- Sansen: tecnica del Karate di comprimere immediatamente tutti i muscoli del corpo in modo da poter respingere l'attacco da ogni punto possibile e proteggere in questo modo anche le giunture, tipico punto debole del Karate, potendo anche sferrare un pugno per allontanare nel mentre un avversario
- Tame: tecnica che tiene le giunture in tensione rilasciandole improvvisamente, potenziando i colpi
- Ibuki: metodo di respirazione di karate suddividibile in tre fasi: 1, respirazione silenziosa lenta e profonda fino al diaframma 2, forzare con l'addome una forte espirazione dalla bocca 3, forzare l'ultimo respiro con la lingua tra i denti quando sembra che l'aria si sia esaurita
- Gamaku: tecnica di usare il corpo utilizzando movimenti esagerati invisibili all'avversario. Tramite l'uso dei Gamaku (muscoli obliqui) si può controllare separatamente l'equilibrio di parte superiore e inferiore del corpo, manipolando il proprio baricentro e dando un'illusione di movimento all'avversario, sorprendendolo
- Naizouage: tecnica particolare di respirazione del Karate per spingere i propri organi nella gabbia toracica
- Musou Kamae: Kamae difensiva con un braccio avanti e uno semiflesso sopra la testa preferibilmente combinata con il Naizouage. Dopo il colpo dell'avversario si abbassa un braccio per poter bloccare l'attacco e con l'altro arto sviluppare il contrattacco.
- Maeba no Kamae: posizione di guardia difensiva con le spalle perpendicolari all'avversario e le braccia semiflesse sopra la testa. Iniziale Kamae di partenza di Hongou, successivamente cambiata per la Tenchi Jouge su consiglio di Suzuki
- Tenchi Jouge no Kamae: posizione di guardia offensiva col busto di lato, un braccio piegato in avanti col pugno alto e la mano della morte pronta a un pugno o un affondo. Kamae di partenza adottata da Hongou su consiglio di Suzuki per bilanciare la propria prudenza nell'attacco
- Sanchin: Kamae del Karate che stringe le cosce e contrae i muscoli con le braccia alzate e i pugni al volto per incassare i colpi e preparare attacchi da corta distanza
- Jinetsuken Kasumigoku: combo di pugni e affondi abbastanza potenti da uccidere un maestro d'élite. Mossa usata per sconfiggere Michael Schtilvay
- Shinchinengenryuu Chouryoukankuu: rapidi movimenti e emissioni di ki tali da far apparire diversi cloni di sé stesso
- Dankuu Shuutougiri: colpo di spada laterale verso l'interno con il palmo verso l'alto. È la mossa che ha causato la cicatrice sotto gli zigomi di Sakaki
- Jineiken Nejiri Nukite: affondo con mano tesa portato con rotazione della mano. Una delle tecniche preferite del Jinetsukenjin
- Jinetsuken Hien Nejiri Nukite: combo di Jinetsuken Nejiri Nukite con direzione variabile
- Jinetsu Inyou Kyokuha Nukite: doppio affondo a mano allungata rotante. Tramite le scie al livello avanzato come nel Hantou Grundown Prinis si impedisce la fuga all'avversario e tutta l'energia viene concentrata in una mano sola e il colpo se va a segno può trapassare ogni nemico. Tuttavia l'altro affondo è un'esca perché totalmente innocuo, così il nemico ha il cinquanta per cento di possibilità di schivare il colpo ed evitare la morte sicura
- Calcio con Affondo Rotante del Jinetsukenjin: calcio sferrato sul proprio gomito per potenziare un affondo rotante. Se si tratta della Jineiken Nejiri Nukite può uccidere quasi ogni avversario, ma se viene calciato l'affondo reale del Jinetsu Inyou Kyokuha Nukite può trapassare anche un nemico del calibro di Silcardo Jenazard o Hayato Fūrinji. Tecnica finale di Hongou
- Hongou Inyou Kyokuha Juuken: versione della Jinetsu Inyou Kyokuha Nukite potenziata con la Shinchinengenryuu Chouryoukankuu, in modo da rendere ancora più difficile percepire l'affondo esca

#### Mikumo Kushinada
- Prima apparizione: Battaglia 258
- Tipo di combattente: Sei
- Simbolo Yami: Acqua
- Soprannome: Youken no Urukiboshi / Pugno ammaliante di Urukiboshi
- Principio di combattimento: Satsujin Ken
- Arti marziali: Jujitsu

Kushinada Mikumo ha l'aspetto di una ventenne, molto formosa e gelida, nonostante abbia abbastanza anni da poter credere che sia morta. Da giovane Kushinada faceva coppia con Furinji Hayato durante la seconda guerra mondiale, successivamente però è caduta sulla via dell'Asura e si è unita a Yami. È molto fredda e calcolatrice e aspira a far diventare così anche la sua discepola, una bambina prodigio che porta il suo stesso nome. Non ci pensa due volte a usare colpi bassi contro gli avversari e non possiede l'orgoglio di artista marziale tipico per esempio di Hongou. Appare per la prima volta a un attacco contro un dojo. In seguito cerca di uccidere il Waraukouken per il suo fallimento nello sconfiggere Ma Kensei, tempo dopo parla con Furinji Hayato del combattimento tra Kenichi e Polluce. Dopo l'ascesa al potere di Yami fa coppia con Marmaduke Brown dell'Hachiou Danzai per azioni di guerriglia. Disposta a tutto per la venuta del Tramonto Eterno, verrà ostacolata dagli altri membri di Un'Ombra nove Pugni, stanchi della sua ossessione e dei suoi metodi disonorevoli. Alla fine scomparirà per preparare un altro Tramonto. La sua particolare scuola di Jujitsu utilizza nelle sue tecniche lo 0% di forza e il 100% di tecnica, così da poter essere usato anche dalla sua discepola, una bambina, mentre nelle altre scuole, come quella di Akisame, le tecniche di norma utilizzano 70% forza e 30% tecnica, cosa per cui Kenichi deve svolgere gli allenamenti infernali che segue per aumentare la sua forza.

##### Mosse
- Ennen Ekiju: tecnica dello stile Kushinada che arresta l'avanzare dell'età tramite esercizio, dieta specifica e sostanze sconosciute
- Kushinada Ryuu Chichuu Nage:  poderoso lancio contro il terreno che apre un buco nella terra e distrugge il corpo nemico
- Kushinada Ryuu Sennen Nage: versione potenziata del Kushinada Ryuu Chichuu Nage in cui i lanci sono effettuati su vasta scala tramite emissioni di Ki alla massima intensità in grado di polverizzare ogni cosa

#### Agaard Jum Sai
- Prima apparizione: Battaglia 266
- Tipo di combattente: Dou
- Simbolo Yami: Fiamma
- Soprannome: Kentei Chuuou (Sovrano dei pugni e imperatore dei gomiti)/Imperatore demoniaco del mondo clandestino del Muay Thai
- Principio di combattimento: Satsujin Ken
- Arti marziali: Muay Thai e Muay Boran

Agaard era un giovane campione di Muay Thai, molto conosciuto in Thailandia. Un giorno a un incontro notò un ragazzino molto promettente, Apachai Hopachai e lo acquistò dal suo proprietario per allenarlo lui stesso, diventando il suo mentore e il suo migliore amico, l'unico a cui dava ascolto. Col passare del tempo e sotto gli allenamenti di Agaard, Apachai diventò così forte da meritare il soprannome di "Dio della Morte del mondo clandestino del Muay Thai". La sua fama crebbe al punto che dovette ritirarsi per mancanza di sfidanti. Tuttavia Agaard fu costretto a rinunciare alla vittoria a un campionato per impedire che Apachai fosse trasferito altrove, ma dopo lo scontro il suo sfidante cadde a terra morto alla premiazione. Agaard si allontanò dalla palestra di origine e iniziò ad allenarsi per raggiungere le vette del Muay Thai e approfondire il Muay Boran, cadendo sulla via dell'Asura. Nel mentre iniziò a girare per il paese sconfiggendo varie palestre e uccidendo gli avversari sconfitti. Quando pensò di essere diventato abbastanza forte, sfidò una palestra con tre maestri che custodivano gli antichi segreti del Muay Boran e Muay Thai, sconfiggendoli e uccidendoli tutti assieme. Egli poi si presentò ad Apachai e gli predisse che si sarebbero rincontrati una volta raggiunta entrambi la vetta del Muay Thai.
Entrò dunque in Yami prendendo come allievo Tirawit Koukin. Si presenta per la prima volta al rapimento di Kugatachi Danki, anziano maestro di Jojutsu e nonno di Freyja, rapito con la nipote per convincerlo a unirsi al reparto armato di Yami. Combatte brevemente contro Shigure e parla in videochiamata dal computer con un maestro del reparto armato. In seguito lo si ritrova alla base militare di Okimawa, assieme alle Tre Lance di Kurokonoe, dove affronta Apachai mentre Kenichi affronta Koukin. Entrambi i maestri sanno che è ora della resa dei conti, in quanto hanno entrambi raggiunto il massimo delle loro capacità e seppure siano nemici Apachai è gioioso di mostrare la sua crescita ad Agaard e questi è orgoglioso del suo allievo. Lo scontro, durissimo, si conclude con un pareggio, in quanto Apachai impedisce ad Agaard di muoversi e questi quasi uccide Apachai, nonostante egli venga salvato poi da Ma e Akisame. Dopo la fine del confronto tra gli allievi Agaard decreta la vittoria di Kenichi e tenta di proteggerlo da uno spadaccino barbaro del reparto armato, tuttavia Apachai con l'ultima fiamma vitale riesce a sconfiggere il nemico prima di venire salvato da Akisame. Im seguito lui e Koukin vengono portati via a Yami.
In seguito viene messo in coppia con Edeltraft Vonshira dell'Hachiou Danzai per azioni di guerriglia, tuttavia con tensioni per le differenze culturali esistenti. Durante la battaglia finale approva la ribellione di Koukin e, d'accordo com Apachai, si ribella contro Kushinada e Kensei. Alla fine della battaglia torna ad allenare Koukin.
Agaard ha un aspetto molto simile ad Apachai, seppure sia più grosso, bruno e con dei particolari tatuaggi addosso. È molto educato e con un grande senso dell'onore. La sua abilità gli ha assegnato il soprannome di "Imperatore demoniaco del mondo clandestino del Muay Thai", nonostante usi principalmente il Muay Boran. La sua abilità nel crescere discepoli è seconda solo a quella di Hongou e va molto d'accordo con tutti. Uno specialista del reparto armato sostiene che la sua aura naturale, per il carisma e la capacità di comando, è come quella dei grandi eroi mitici. Il suo rapporto con Apachai è uno dei più complessi del manga, in quanto i due sono buoni amici e Agaard è stato il mentore di Apachai, che vorrebbe che vedesse la sua crescita, tuttavia Agaard ha cercato senza rancore di ucciderlo ma riescono ancora a parlarsi coi pugni e a essere d'accordo.

##### Mosse
- Tan Gard Muay: posizione di guardia del Muay Thai, con i pugni davanti al volto, le spalle tese e un ginocchio sollevato ad altezza ventre
- Tei Sook: gomitata.
- Tei Kaukoon: ginocchiata rotante
- Kao Loi: ginocchiata volante sferrata con l'aiuto della trazione delle braccia dopo aver afferrato la nuca dell'avversario
- Tei Raan: calcio basso
- Tei Kao Loi: ginocchiata rotante
- Dtee Sawki: colpo col gomito
- Dee Sock Toron: gomitata rotante
- Mae Mai: tecniche di Muay Thai volte alla difesa personale
- Look Mai: tecniche segrete di Muay Thai volte a sconfiggere l'avversario
- Bolisud Look Mai: tecniche finali del Muay Thai
- Yan Erawan: ginocchiata al petto tirata con l'anca a circa 135 gradi. Tecnica del Muay Boran
- Hiran Muan Pan Din: afferrando la gamba dell'avversario dopo un suo calcio al fianco, lo si traziona verso di sé tirandogli una gomitata al collo. Tecnica del Muay Boran
- Hak Kor Erawan: doppia gomitata in testa contemporanea a ginocchiate al volto. Tecnica del Muay Boran
- Hac Ko Erawan: carica saltando con ginocchiata al volto e doppia gomitata in testa. Tecnica del Muay Boran
- Hanuman Tawaiwan: doppio pugno rotante dal basso al mento. Tecnica del Muay Boran
- Kroo Ruesee Hern: doppio pugno volante durante delle giravolte. Tecnica del Muay Boran
- Soomboon Yan Erawan: ginocchiata al petto durante un salto all'indietro. Tecnica del Muay Boran
- Gamraba Rammasun Kwang Khwan: gomitata alla massima potenza dopo un salto alto. Tecnica del Muay Boran
- Fra Mai Toranin Ilftrome: facendo una giravolta all'indietro col corpo dritto, come se si rotasse in verticale con perno sull'ombelico, si riempie l'avversario di calci, pugni, gomitate e ginocchiate. Tecnica del Muay Boran

#### Sehrul Rahman
- Prima apparizione: Battaglia 266
- Tipo di combattente: Sei
- Simbolo Yami: Vuoto
- Soprannome: Pugni Segreti di Brahman
- Principio di combattimento: Satsujin Ken
- Arti marziali: Kalarippayattu

Della storia di Sehrul non si sa nulla. All'interno di un'Ombra nove Pugni sembra particolarmente in confidenza con Jenazard. Alla sconfitta di Diego Carlo si offre di tenere sotto la sua custodia Castore, sorella del suo allievo Polluce, Ethan Stanley, al posto di Jenazard, su richiesta proprio di Polluce che teme per la sorella, dato il lato oscuro di Silcardo. Appare per la prima volta all'attacco di una base di Yami da parte della polizia, dove mette fuori gioco i poliziotti prima di partire in elicottero col Kenmashajin e Castore. Inseguito da Sakaki, che affronta contemporaneamente lui e Jenazard, non riesce a impedirgli di salvare Castore. In seguito informa il suo allievo dell'ubicazione del Kenmashajin, che ne informa Castore, la quale lo riferisce all'alleanza Shinpaku e a Kenichi. Si ritrova all'assalto con Mildred Laurence dell'Hachiou Danzai nello sbaragliare le truppe nemiche. Alla battaglia finale attacca Kushinada, stanco della sua mancanza di onore della donna. Alla fine della storia torna in India ad allenare Polluce.
Sehrul è l'esperto di Kalarippattu di Yami. Usa soprattutto attacchi basati sui marma (particolari punti anatomici dove si concentrano fasci di tessuti vascolari, cartilaginei, nervosi e ossei, definibili valvole dei flussi energetici) e i mantra (particolari vibrazioni vocali). È un indiano anziano, alto e prestante. Ha molto senso dell'onore e orgoglio per la sua arte marziale, vicina a quella originale, dato il suo simbolo in Yami, il Vuoto, che indica "rispetto alla mia le altre arti marziali sono il nulla". È molto calmo e pacato

##### Mosse
- Attacco del cinghiale: carica di spalla con combo di colpi
- Colpo del serpente: affondo tagliente con le mani giunte
- Maharashiva Kick: rapido calcio in alto verso la testa dopo aver lanciato l'avversario
- Joharilasan Niba: colpo di spada verticale a mani giunte
- Mantra Tantrum: particolare vibrazione vocale che induce istintiva paura e disorientamento negli esseri viventi
- Marana Mantra: particolare vibrazione vocale in grado di inibire parte delle capacità fisiche
- Killer Samudashika: pressione sui marma per intorpidire gli arti avversari e fargli perdere l'uso temporaneamente
- Marmachada Dance: rapidi e ripetuti colpi di indice ai marma che a seconda del punto colpito paralizzano le membra e interrompono le funzioni degli organi, portando anche alla morte.
- Durgā's Danmaruma: combo di colpi ai marma
- Visnù Trishul Waave: affondo con tre dita ai marma

#### Ma Sougetsu
Ba/Ma Sōgetsu (馬 槍月?)
- Prima apparizione: Battaglia 68
- Tipo di combattente: Dou
- Simbolo Yami: Luna
- Soprannome: Kengou Kishin/Pugno feroce del Dio Demone
- Principio di combattimento: Satsujin Ken
- Arti marziali: Kempo cinese stile violento

Ma Sougetsu è il fratello maggiore di Ma Kensei e zio di Renka. Da giovane non era bello quanto il fratello ed era molto più alto e grosso. Preferiva alle ragazze il sake e il combattimento e spesso veniva ammonito da Kensei perché non cadesse sulla via dell'Asura. Lasciò la Cina perché sentiva di non poter vivere lì, in quanto seppure fosse forte quanto il fratello lui era temuto e Kensei amato. In seguito diventò guardia del corpo di vari capi mafiosi, nonostante non si curasse di ciò che sarebbe potuto accadere ai clienti finché aveva vino e poteva combattere. In seguito venne in Giappone dove fece da maestro al giovane magnate Tanimoto Natsu, inviato a lui da Isshinsai Ogata per imparare le arti marziali, lavoro pagato con 34 casse di vino raro e due bottiglie extra che bevve tutto. Volendo vagabondare, assegnò il suo posto a Yami al suo amico Ro Jisei, un esperto di kenpo cinese cieco.
Giunse in seguito a fare guardia del corpo a un mafioso cinese a Chinatown, ma venne fermato dal fratello Kensei e dalla nipote Renka e si pensò morto in un incendio. Riappare su Despair Island come il più forte dei maestri arruolati da mister Fortuna e durante il torneo insegna a Tanimoto la sua tecnica finale, Kyousa, consistente in un triplo colpo con la più potente forza di penetrazione su un singolo punto del corpo in cui ogni attacco, seppur debole da solo, moltiplica il danno arrecato secondo il principio del bisturi gamma. In seguito sconfigge gli altri maestri e al ritorno in Giappone continua ad allenare l'Eremita per prepararlo a diventare membro di Yomi. Riprende poi il suo posto a Yami, con membro Yomi Tanimoto dopo che questi ha sconfitto il discepolo di Jisei Chou Enshin e assalta i nemici durante la guerra con Raki Hoshinano dell'Hachiou Danzai. Alla battaglia finale è il primo a rivoltarsi contro Kushinada per aiutare il fratello Kensei. Alla fine della storia resta con Tanimoto e fa conoscenza con Shirahama Honoka, sorella di Kenichi.
Ma Sougetsu appare molto spietato e insensibile. È un cinese grande e possente che ama molto combattere e bere. A detta del suo allievo, non manca mai dove c'è caos e sake. Nonostante abbia la stessa forza del fratello Kensei lui è sempre stato temuto e mai amato, per questo se ne andò dalla Cina e prese a vagabondare. Nonostante abbia tentato di ucciderlo assieme alla nipote Renka e alla sua prima apparizione dica di non aver parenti da parte sua, è molto legato al fratello, tanto da tradire un'Ombra nove Pugni per salvarlo e a rischiare di morire in un incendio. Inoltre ha una specie di affetto per Tanimoto e come lui alla fine si affeziona a Honoka. È un tipo molto incostante ed emotivo

##### Mosse
- Posizione a mani appuntite: posa di guardia dell'Hakkejyou, permette passaggio da attacco a difesa simultaneo
- Haigeki: carica con spallata
- Kakei: tecnica del Taichichuan per assorbire e reincanalare i colpi dell'avversario con movimenti a spirale di polsi, mani e braccia
- Tetsuzan Shippo Kou: carica con spallata
- Attacco spaccategole: colpo dell'Hikaken che consiste nella rotazione delle braccia, culminante in un attacco portato col palmo della mano che può spaccare il metallo.
- Frusta spaccacervella: colpo dell'Hikaken, attacco alla nuca con il fianco della mano dopo rapida rotazione del braccio, usato come una frusta.
- Uryuu Banda: colpo di frusta con la mano a lama dietro il collo eseguito dopo una giravolta verso il nemico per potenziare l'attacco con la forza centrifuga
- Chou Chuu: serie combinata di prese usate per incrementare la forza dei colpi con le mani appuntite e le braccia a frusta dell'Hikaken
- Senpuu Hirai Geki Kounou: rapido colpo al basso costato durante una veloce rotazione a fianco dell'avversario che culmina con un colpo di taglio alla nuca
- Geki Tou Chouchuu: gomitata al fianco usando le braccia a frusta dell'Hikaken
- Ji Shen Kao: dopo essersi posto a fianco dell'avversario, con una presa a una mano al fianco opposto lo si stritola contro il proprio corpo
- Tenzankou: potente colpo di avambraccio in mezzo alle scapole dopo una giravolta dietro l'avversario
- Konrai Ryuushou: colpi di palmo e affondo alla bocca dello stomaco
- Kyousa: tecnica consistente in un triplo colpo con la più potente forza di penetrazione su un singolo punto del corpo, per cui ogni attacco, seppur debole da solo, moltiplica il danno arrecato secondo il principio del bisturi gamma. È l'Ougi di Ma Sougetsu

### Hachiou Danzai
Élite del Reparto armato di Yami (Tsubanari), è formato dai migliori sette esperti d'armi di Yami sotto la supervisione del Signore dei Due Cieli a sua volta subordinato dell'Ombra. Compare verso la fine della storia ma è l'equivalente di Un'Ombra nove Pugni per il reparto armato, tuttavia i suoi membri sono più abituati a far lavoro di squadra e le barriere culturali con i Pugni sono molto consistenti, al punto da mettere tensione sia tra i maestri che tra gli allievi.

#### Ouganosuke Yogi
- Prima apparizione: Battaglia 531
- Tipo di combattente: Sei
- Soprannome: Il Signore dei Due Cieli, Secondo Invincibile Superuomo
- Principio di combattimento: Satsujin Ken
- Arma: Katana

Ouganosuke Yogi è il capo dell'Hachiou Danzai. Appare per prima volta all'incontro tra le élite del Reparto Armato e Non Armato. Successivamente si sposta su un'isola dove viene attirato Hayato Fūrinji da Seitarou Raigou e lì ingaggia un combattimento con lui a scopo di trattenerlo e permettere a Yami di iniziare il Tramonto Eterno. Il combattimento si svolge ininterrottamente per molti giorni, senza che i due si stanchino esageratamente e dormano anche solo un momento, con alcune fughe occasionali di uno dei due per procurarsi del cibo. L'ultimo giorno Hayato scompare e, trovatolo, Ouganosuke lo scopre addormentato dopo aver mangiato e quindi di nuovo in forze. In questo modo il vecchio Furinji riesce a sfuggire all'avversario. Dopo la fine del Tramonto Eterno scompare.
Il suo aspetto non viene mai mostrato direttamente, ma sempre nella semioscurità, tuttavia assomiglia molto all'Anziano, seppure abbia un fisico meno massiccio e baffi folti. È riconoscibile dai suoi avversari per l'uso delle sue katane gemelle. Le sue passate imprese e le sue capacità sono tali da poterlo paragonare ad Hayato Fūrinji per forza e quindi si presume sia addirittura superiore all'Ombra di Yami. Secondo Hayato ha raggiunto la piena padronanza del suo Ki, che pare quello della natura stessa e non è percepibile dai combattenti di basso livello. È in grado di combattere molte notti e giorni senza dormire e mangiare molto e tenere comunque testa ad Hayato.

##### Mosse
- Seikūken: campo d'aria sferico in cui un combattente Sei, calmando il suo spirito, può controllare completamente lo spazio da cui attaccare e difendere
- Shinto Gourenzan: tecnica per cui si diventa tutt'uno con l'arma utilizzata e ci si fonde con essa, in modo da usarla al massimo delle capacità. Può essere usata da ogni maestro d'armi di alto livello.
- Yogi Kakuha no Tachi: rapidi fendenti di katana
- Hitou Naname Juuji Kaimongiri: rapidi fendenti a croce il cui spostamento d'aria può tagliare gli alberi
- Daozankai Ichiyomogaigiri: combo di fendenti che provocano un'onda d'urto che può distruggere un bosco
- Teiouryuu Hiou Shirangiri: fendenti estremamente potenti che liberano un drago di Ki contro il nemico
- Oboroguruma: facendo roteare le lame nella mano si crea un vortice di fendenti
- Shinken Madara: combo di fendenti potenziati col ki. Tecnica finale di Ouganosuke

#### Rin Tachibana
- Prima apparizione: Battaglia 537
- Tipo di combattente: Sei
- Soprannome: Rin delle Cento Arti Marziali
- Principio di combattimento: Satsujin Ken
- Arti marziali: Samurai
- Arma: Daishō, Yoroi, Yari, Naginata, ōdachi ecc.

Rin Tachibana è il fratello adottivo di Shigure Kōsaka, fratello biologico di Kidou Oi, allievo di Kousaka Hachirobe e uno dei due esperti di combattimento in armatura dell'Hachiou Danzai. Durante il furto dei cargo portavalori da solo, correndo sull'acqua con un'armatura, sbaraglia una nave militare statunitense con solo la sua spada e il suo scudo, sufficienti a parare colpi di artiglieria da 20 mm. Ferma Schtilvay dall'uccidere la sorella e poi ne impedisce la fuga. Successivamente accoglie i maestri internazionali del Reparto Armato in Giappone.
Alla battaglia finale combatte con l'Hachiou Danzai e Un'Ombra nove Pugni contro i maestri del Katsujin-ken. Dopo la ribellione di parte di Un'Ombra nove Pugni combatte con gli altri contro di loro, ma viene sconfitto e assieme a Kensei, Kushinada e l'Hachiou Danzai si ritira. Dopo il Tramonto Eterno scompare.
Rin è un giovane robusto e con tre cicatrici sulla guancia destra. È sempre vestito da samurai e usa le armi tipiche della casta. È un grande guerriero ed essendo stato discepolo di Kousaka Hachirobe è molto abile nell'uso delle armi. Considera Shigure come la propria sorella e sono molto legati, tuttavia ha anche una sorella biologica, Kidou Oi, che essendo cieca rifornisce lui di denaro e beni di prima necessità, facendola vivere nel lusso. Tiene molto in conto l'onore ed è sempre rispettoso coi suoi compagni dell'Hachiou Danzai.

##### Mosse
- Kousaka Ryuu Yoroigaeshi: tecnica di usare l'armatura per deviare i colpi
- Shinto Gourenzan: tecnica per cui si diventa tutt'uno con l'arma utilizzata e ci si fonde con essa, in modo da usarla al massimo delle capacità. Può essere usata da ogni maestro d'armi di alto livello.
- Hyappon Samidaregiri: combo di affondi di lancia

#### Seitarou Raigou
- Prima apparizione: Battaglia 363
- Tipo di combattente: Sei
- Soprannome: Il guerriero inamovibile
- Principio di combattimento: Satsujin Ken
- Arma: Kodachi

Seitarou Raigou è l'esperto di Kodachi di Yami. Appare per la prima volta alla serie di furti riguardo alle Akabanetou, dove attacca il museo nazionale, ma riesce a sfuggire all'Anziano senza far trapelare informazioni. Ritorna successivamente davanti a Big Lock, dove si infiltra senza problemi. Lì parla al Waraukouken e al Senmetsu no Kenshi e capisce che sono obbligati lì solo dal loro orgoglio di artisti marziali, per una "gabbia psicologica". Decide allora, d'accordo con gli altri capi di Yami, di attuare su Hayato Fūrinji una "gabbia di combattimento", tenendolo impegnato in un combattimento lungo giorni su un'isola con Ouganosuke Yogi, capo dell'Hachiou Danzai. Lo attira così su un isolotto deserto con una falsa richiesta di aiuto.
Partecipa poi al furto dei cargo portavalori con il resto dell'Hachiou Danzai e alla battaglia finale tra il Katsujin-ken e il Satsujin-ken, durante la quale quasi uccide Sai Kagerou. Dopo la ribellione di parte di Un'Ombra nove Pugni combatte con gli altri contro di loro, ma viene sconfitto e assieme a Kensei, Kushinada e l'Hachiou Danzai si ritira. Dopo il Tramonto Eterno scompare.
Seitarou Raigou è un uomo alto e robusto, molto forte e possente. Indossa sempre occhiali scuri e sembra vicino alla mezza età. È molto vicino al combattimento a mani nude grazie anche all'arma di cui è esperto, la spada corta giapponese. Spesso i suoi avversari non vedono la sua arma e rimangono sorpresi di essere stati tagliati. Secondo i suoi due allievi è molto rigoroso e ha grande inventiva. Ha una grande volontà riguardo alla venuta del Tramonto Eterno, sebbene sia tendente al Katsujin-ken e quindi in grado di usare attacchi combinati, sconosciuti ai Satsujin-ken. È l'unico Danzai che abbia due allievi, un maschio e una femmina.

#### Mildred Lawrence
- Prima apparizione: Battaglia 537
- Tipo di combattente: Dou
- Soprannome: L'Arciera dall'Infallibile Vista
- Principio di combattimento: Satsujin Ken
- Arma: Arco e Frecce

Mildred Lawrence è l'esperta di tiro con l'arco dell'Hachiou Danzai. Durante il furto della nave cargo con l'oro del governo abbatte con una freccia un elicottero. Si imbestialisce quando Shigure paga Eclair con l'oro di Yami perché salvi Kenichi e Miu. Alla battaglia finale combatte con l'Hachiou Danzai e Un'Ombra nove Pugni contro i maestri del Katsujin-ken, dove ferisce gravemente Sai Kagerou. Dopo la ribellione di parte di Un'Ombra nove Pugni combatte con gli altri contro di loro, ma viene sconfitta da Ma Kensei e assieme a Kensei, Kushinada e l'Hachiou Danzai si ritira. Dopo il Tramonto Eterno scompare.
Mildred Lawrence è l'esperta di tiro con l'arco dell'Hachiou Danzai. La sua particolarità fisica consiste nel fatto che i suoi occhi hanno due pupille ciascuno per mutazione genetica e ognuna può seguire un obiettivo. È molto precisa e forte nel tirare frecce. Detesta Ma Kensei per la sua perversione e Shigure perché pagò Eclair con i fondi militari di Yami.

##### Mosse
- Doppia Pupilla Sguardo Genocida: tramite la massima attivazione delle capacità ottiche di Mildred si può percepire ogni movimento di fino a quattro nemici e prevederli
- Campo di frecce: si piantano migliaia di frecce nel terreno per non essere mai a corto di munizioni
- Patibolo Incrociato: dopo aver ultimato il Campo di frecce si lanciano numerosi dardi a parabola e mentre cadono si lanciano numerose altre frecce in orizzontale. Usando lo Sguardo Genocida si può colpire il nemico con precisione da due direzioni
- Arco Sambara Bach: freccia che cambia direzione in volo
- Doppia Pupilla Riccio Che Si Contorce: tramite la Doppia Pupilla si colpisce con numerose frecce il nemico nei punti vitali. Tecnica finale di Mildred
- Shinto Gourenzan: tecnica per cui si diventa tutt'uno con l'arma utilizzata e ci si fonde con essa, in modo da usarla al massimo delle capacità. Può essere usata da ogni maestro d'armi di alto livello.

#### Michael Schtilvay
- Prima apparizione: Battaglia 537
- Tipo di combattente: Dou
- Soprannome: Il Re delle Arti Marziali che Danza con gli Shinigami
- Principio di combattimento: Satsujin Ken
- Arma: Falce

Michael Schtilvay è un membro dell'Hachiou Danzai. Appare per la prima volta all'incontro tra Yami e il governo giapponese, dove elimina da solo un'intera unità di polizia e aiuta a rubare un carico d'oro. Viene riconosciuto da Shigure che assieme a Kenichi e Miu giunge sul luogo, ma la presenza dell'intero Hachiou Danzai complica le cose. Shigure gli chiede se risparmierebbe i ragazzi alla sua morte e al suo rifiuto decide di impedirgli di muoversi a qualunque costo. Il maestro riesce quasi a uccidere i ragazzi, ma viene fermato da Christopher Eclair e Microft. Alla battaglia finale combatte con l'Hachiou Danzai e Un'Ombra nove Pugni contro i maestri del Katsujin-ken, ma dopo intromissioni nei vari duelli si allontana con Hongou per andare alla base missilistica, dove cerca di uccidere Kenichi ma viene fermato da Jinetsukenjin. I due si scontrano e Michael viene quasi ucciso, ma prima che Saiga distrugga il telecomando del lancio del missile lo attacca e viene sconfitto da Shigure.
Michael è l'unico membro dell'Hachiou Danzai crudele. È un sadico e omicida psicopatico che scelse appunto la falce come arma per godersi appieno la sofferenza delle vittime. Non è particolarmente abile contro i maestri ma è il migliore esecutori di massacri. Usa sempre termini volgari e non sta affatto simpatico al Reparto Non Armato. Non ha il minimo senso dell'onore e gode nel seminare il caos.

#### Marmaduke Brown
- Prima apparizione: Battaglia 537
- Tipo di combattente: Sei
- Soprannome: L'Imperatore in Armatura delle Arti Marziali
- Principio di combattimento: Satsujin Ken
- Arma: Spada e Armatura

Marmaduke Brown appare la prima volta al furto dei cargo portavalori. Successivamente partecipa allo scontro finale tra Ryōzanpaku e Yami, dove combatte con Ma Kensei e Sakaki. Dopo la ribellione di parte di Un'Ombra nove Pugni combatte con gli altri contro di loro, ma viene sconfitta da Ma e assieme a Kensei, Kushinada e l'Hachiou Danzai si ritira. Dopo il Tramonto Eterno scompare.
Marmaduke è uno dei due esperti di combattimento in armatura dell'Hachiou Danzai. Il suo volto non viene mai mostrato e solo nella battaglia finale si scopre che è una donna. È molto alta e forte e non ha mosse particolari. Sembra amica di Raki Hoshinano.

#### Edeltraft Vonshira
- Prima apparizione: Battaglia 537
- Tipo di combattente: Sei
- Soprannome: Il Portatore di Armistizi
- Principio di combattimento: Satsujin Ken
- Arma: Spada a due mani/Spada lunga cruciforme

Appare la prima volta al furto dei cargo portavalori. In seguito assiste con Kensei all'allenamento tra discepoli del Reparto Armato e Non Armato, dove irrita profondamente l'uomo per la sua abitudine a parlare in versi. Successivamente partecipa allo scontro finale tra Ryōzanpaku e Yami, dove combatte con Akisame. Prima di uccidere Kensei però viene fermato da Sougetsu e, infuriato, inizia ad attaccarlo indiscriminatamente. Dopo la ribellione di parte di Un'Ombra nove Pugni combatte con gli altri contro di loro, ma viene sconfitto da Akisame e assieme a Kensei, Kushinada e l'Hachiou Danzai si ritira. Dopo il Tramonto Eterno scompare.
Edeltraft Vonshira è un tedesco specializzato nell'uso della spada medievale. È alto con lunghi capelli rossi. Parla sempre in versi di norma senza senso, cosa che irrita Ogata e Akisame. Solo di rado si scompone. Utilizza sempre immagini poetiche e ha un'aria sempre sognante.

#### Raki Hoshinano
- Prima apparizione: Battaglia 537
- Tipo di combattente: Sei
- Soprannome: L'affascinante Principessa delle Arti Marziali
- Principio di combattimento: Satsujin Ken
- Arma: Katana e Naginata

Appare la prima volta al furto dei cargo portavalori. Successivamente partecipa allo scontro finale tra Ryōzanpaku e Yami, dove combatte con Ma Kensei.  Dopo la ribellione di parte di Un'Ombra nove Pugni combatte con gli altri contro di loro, ma viene sconfitta da Ma e assieme a Kensei, Kushinada e l'Hachiou Danzai si ritira. Dopo il Tramonto Eterno scompare.
Raki è una giovane ragazza il cui aspetto la colloca a meno di 15 anni. Indossa sempre uno yukata purpureo e si muove con grazia. Parla poco e pare molto in amicizia con Marmaduke. È uno dei bersagli prediletti di Kensei durante la battaglia finale.

### Membri minori

#### Ro Jisei
- Prima apparizione: Battaglia 188
- Tipo di combattente: ?
- Simbolo Yami: Luna
- Principio di combattimento: Satsujin Ken
- Reparto: Non Armato (ex Un'Ombra nove Pugni)
- Arti marziali: Arti marziali cinesi

Ro Jisei è un artista marziale specializzato nel Kempo cinese. Durante uno scontro ha perso la vista ma resta comunque un maestro quasi a livello di Un'Ombra nove Pugni. Quando Ma Sougetsu, suo caro amico, decide di lasciare un'Ombra nove Pugni gli lascia il posto in attesa che venga a riprenderlo. Il suo allievo Yomi è Chou Enshin. Durante la storia è l'unico membro di Un'Ombra nove Pugni a non agire né a far combattere il proprio discepolo. Dopo che Sougetsu ha allenato Tanimoto, gli cede di nuovo il titolo di Kengou Kishin, ma Chou Enshin non accetta la decisione del maestro e si scontra con Tanimoto per il posto in Yomi, perdendo. Subito dopo Jisei scompare.

#### Sai Kagerou
- Prima apparizione: Battaglia 286
- Tipo di combattente: Sei
- Principio di combattimento: Satsujin Ken (solo inizialmente)
- Soprannome: Otokoeiaigiri
- Reparto: Armato
- Arti marziali: Esperto di spada, specialmente nell'Iaidō
- Arma: Katana da Satsujin-ken, zappa da Katsujin-ken

Sai Kagerou è un famoso membro dello Tsubanari, il Reparto Armato di Yami. Della sua giovinezza non si sa molto. Ha conosciuto in giovane età Kushinada Mikumo. Un giorno andò dal fabbro di Yami, Dankurou, che gli forgiò una delle sue lami migliori, Setsunamaru. Per provare la spada tagliò a metà una rondine che passava davanti agli occhi di una bambina. La bambina era Kousaka Shigure e la rondine il suo primo amico. Tentò poi di uccidere la bimba, ma venne fermato da Dankurou.
Appare per la prima volta durante una caccia di spade di Shigure, mentre la donna si fa accompagnare da Kenichi. La maestra sconfigge diversi maestri armati mentre lui la osserva, dopodiché i due si scontrano. La donna vince e gli prende la spada.
Persa ogni fiducia in sé stesso e triste per la mancanza dell'amata katana, si ritira in un eremo dove Kushinada con Chikage lo viene a trovare per fornirgli una nuova spada tra le Akabanetou (le spade giapponesi raccolte nel campo di rifornimento armi dell'Ottava Divisione dell'esercito statunitense e in seguito restituite al Giappone, a privati o musei). Mentre il Reparto Armato cerca le armi per rifornirsi Kagerou segue Kushinada alla loro ricerca per ottenere una nuova lama. Durante un assalto a un museo, incontra Kenichi e Shigure, la quale gli promette di consegnargli una spada di suo padre se avesse difeso Kenichi e lasciato il Satsujin Ken. L'uomo immediatamente difende il ragazzo e sconfigge i combattenti di Yami. Per il servizio reso Shigure gli dona una zappa e sebbene Kenichi abbia il terrore dell'aspettata reazione inconsulta dell'uomo lo spadaccino adora lo strumento all'istante, per le particolarità del metallo e la sua capacità di scontrarsi e trucidare la terra. Diventa molto più mite, adorando coltivare la terra vicino al suo eremo e iniziando ad amare la vita.
Successivamente aiuta Shigure, assieme ad Apachai, a forgiare delle protezioni per le mani per l'alleanza Shinpaku. Riappare al fianco del Ryōzanpaku nella battaglia finale con Un'Ombra nove Pugni e l'Hachiou Danzai. Aiuta il più possibile, tuttavia viene colpito duramente da Kushinada e, con l'ultimo sforzo, dissoda il campo di frecce di Mildred Lawrence prima di essere quasi ucciso da lei e Seitarou Raigou. Salva poi la vita ad Akisame prima di morire per mano di Kushinada. La sua zappa viene raccolta dopo la vittoria da Shigure, che la conserva in ricordo dell'uomo di cui provava rispetto.
Sai Kagerou è un uomo altissimo e magro, vestito sempre di nero, pallido e coi capelli neri tirati su dal gel. È un famoso assassino del Reparto Armato, di tale fama da essere quasi al livello dell'Hachiou Danzai. È inizialmente abbastanza introverso e soggetto a scatti emotivi particolarmente forti, sebbene la maggior parte di essi siano dovuti a emozioni positive, cosa che provoca prima terrore e poi senso di presa in giro in Kenichi. Odia che la gente stia a meno di tre metri da lui, che lo offenda (soprattutto con titoli quali mostro, enorme, disgustoso, testa di riccio e faccia da pesce lesso, titoli attribuitegli im gran parte da Shigure), gli stia alle spalle e gli punti le armi contro. Distribuisce a tutti una guida con le cose da non fare per stare vicino a lui e tiene molto che la gente la legga e affetta col suo fendente supersonico ogni trasgressore. Adora la sua spada, Setsunamaru, affermando di amarla, tuttavia può amare ogni strumento in acciaio di suo gusto, sebbene la sua lama rimanga il suo primo amore. Successivamente riceve da Shigure una zappa forgiata da Dankurou e se ne innamora follemente, prendendo un gusto enorme a zappare. Inizia così ad apprezzare l'agricoltura, diventando molto bravo e così la vita. Dopo di ciò passa al Katsujin-ken e diventa molto leale e sensibile. Non ricorda volti e nomi delle donne e le chiama tutte Micchan, il soprannome che usa con Kushinada Mikumo, che ha conosciuto da giovane. Ha spesso uscite comiche tanto spiazzanti e divertenti quanto involontarie. Utilizza la katana Setsunamaru, una delle migliori armi forgiate da Dankurou. Solo una spada eccellente resiste alle sue tecniche, le altre si rompono. È tanto rapido che quando esegue lo Iai è invisibile e lo Tsubanari (il suono della katana rinfoderata) giunge dopo qualche secondo, quando ormai qualcuno è morto. Il suo allenamento e il suo talento gli permettono di usare lo Iai in modo automatico, in un Seikūken armato inconscio, così da tagliare ogni cosa si avvicini troppo a lui. La sua giuntura alla spalla sinistra è così snodabile da permettergli di girare il braccio a 360 gradi. Il suo Seikūken è grande molti metri, circa quanto una stanza di notevole ampiezza e finora è uno dei pochi utilizzati tramite un'arma, motivo del suo raggio così ampio. È particolarmente bravo a utilizzare lo Shinto Gourenzan. La sua abilità gli consente di usare le sue tecniche anche con la zappa donatagli da Shigure. Le sue conoscenze non si fermano all'uso delle armi, ma come altri artisti marziali armati è anche capace di forgiarne ed è molto dotto sulla storia delle armi e della loro fabbricazione. Non sembra tenere ai suoi capelli, tuttavia lo irritano molto i commenti su di loro.

##### Mosse
- Iai: colpo tipico dei samurai in cui si colpisce al momento dell'estrazione della lama e si rinfodera subito. Sai è in grado di eseguirlo tanto rapidamente da essere superiore alla velocità del suono e il dolore e il sangue vengono percepiti dal colpito solo dopo pochi secondi
- Seikūken: campo d'aria sferico in cui un combattente Sei, calmando il suo spirito, può controllare completamente lo spazio da cui attaccare e difendere. Sai è in grado di usare un Seikūken inconscio combinato con lo Iai di grandezza spropositata
- Tecnica di Spada Segreta Usuba Kagerou: raffica di colpi di spada su un avversario
- Otogoe no Tenchidaeshi: tramite rapidissimi colpi di zappa a spirale in largo si può dissodare in pochi secondi un terreno larghissimo
- Shinto Gourenzan: tecnica per cui si diventa tutt'uno con l'arma utilizzata e ci si fonde con essa, in modo da usarla al massimo delle capacità. Può essere usata da ogni maestro d'armi di alto livello.
- Hiken Usuba Kagerou: raffica continua di Iai supersonici alla massima velocità, tecnica finale di Sai

#### Fortuna
- Prima apparizione: Battaglia 250
- Tipo di combattente: Dou
- Principio di combattimento: Satsujin Ken
- Reparto: Non Armato
- Arti marziali: ?

Fortuna è un noto multimilionario implicato in traffici illegali. Secondo la sua idea, il corpo umano è l'arma definitiva in quanto non è mai cambiato in 4000 anni di guerre e ogni arma è da lui brandita. È talmente appassionato di arti marziali da adottare decine di bambini e addestrarli, non facendosi scrupoli a lasciar morire chi non sopporta l'allenamento. In più è sempre a caccia di nuovi talenti e per questo ogniqualvolta trova un artista marziale di suo gradimento fa di tutto per ridurlo in schiavitù per averlo o ad ucciderlo in caso contrario. La sua ossessione per le arti marziali è tale da averne fatto un maestro, sebbene di bassa categoria. È il proprietario di Despair Island, dove ospita ogni anno il torneo D of D per i praticanti di arti marziali sotto i vent'anni. Per organizzare il torneo ingaggia il Waraukouken di Un'Ombra nove Pugni a scopo di creare lo spettacolo migliore possibile e rendere sacro il luogo del torneo. È il padre adottivo dei ragazzi del team Antico Pancration. Durante il torneo nota Nijima, Freyja, Kisara, Sigfrido, Takeda e Thor. Permette a Kanou Shou di combattere credendo morti i suoi "figli". In seguito cerca di rapire i ragazzi dell'alleanza Shinpaku, ma viene fermato dall'Eremita con la sua nuova tecnica, Kyousa, mentre i maestri ingaggiati per la sua protezione vengono sconfitti da Ma Sougetsu. In seguito viene arrestato.

##### Mosse
- Daddy Punch: normalissimo pugno di massima rapidità e forza. Può provocare un'onda d'urto

#### Christopher Eclair
- Prima apparizione: Battaglia 146
- Tipo di combattente: Sei
- Soprannome: L'assassino di Savate
- Principio di combattimento: Satsujin Ken
- Reparto: Non Armato
- Arti marziali: Savate

Christopher Eclair è un maestro di savate francese. Nonostante la savate, diventata sport, abbia perso gran parte delle sue tecniche omicide, Eclair le ha imparate tutte, diventando il migliore assassino al mondo senza necessitare neppure di armi. Da giovane faceva squadra con Sakaki e Microft per missioni di guardia del corpo, tuttavia data la decisione di Sakaki di non uccidere nessuno, il gruppo si sciolse. Una volta Eclair e Microft tentarono di uccidere Sakaki nel sonno ma questi li minacciò di seppellirli vivi nel deserto se ci avessero provato.
Appare per la prima volta quando cerca di uccidere Gauche, il trafficante d'armi, ma viene fermato da Sakaki e rapisce Kenichi. Il Karateka recupera l'allievo e dopo un duro scontro sconfigge il francese.
Eclair riappare in seguito con Microft quando, pagati da Shigure e sotto richiesta del governo giapponese, salva Kenichi e Miu dall'Hachiou Danzai. Tuttavia viene picchiato da Sakaki perché non ha recuperato anche Shigure. In seguito scompare.

##### Mosse
- Fouetté: calcio classico della Savate, in cui si colpisce l'avversario con la punta e il collo del piede dopo una fase di "caricamento", nella quale il ginocchio viene portato verso l'alto, e una fase di distensione, nella quale si viene a contatto con il bersaglio
- Chassé: calcio simile al fouetté, ma portato col tallone, utile in difesa oltre che in attacco perché può bloccare i colpi. Può essere anche saltato
- Reverse: calcio circolare alto a gamba tesa con la punta o il dorso del piede per colpire al viso o aprire la guardia avversaria e successivamente colpire di nuovo
- Tornado Overkick: multipla proiezione con le gambe e calci. Tecnica omicida di Christopher

#### Microft
- Prima apparizione:
- Tipo di combattente: Dou
- Principio di combattimento: Satsujin-ken
- Reparto: Non Armato
- Arti marziali: Kung-fu cinese

Microft è un assassino inglese che da giovane faceva team con Sakaki e Eclair in missioni di protezione. Il suo clan, quando Hong Kong dipendeva dal Regno Unito, sviluppò il Kung-fu cinese rendendolo ancora più micidiale. I tre lavorarono assieme finché la squadra si sciolse per la volontà di Sakaki di non uccidere nessuno. In seguito diventa un membro di Yami. Appare per la prima volta assieme a Christopher quando difende Kenichi e Miu dall'Hachiou Danzai. In seguito scompare. Fuma spesso una classica pipa inglese.

##### Mosse
- Fung: affondo con mano a dita semipiegate che, tramite una rotazione del braccio, della spalla e del torso, provoca seri danni facendo fluire la forza del colpo all'interno dell'avversario in modo da danneggiare il nemico internamente oltre che esternamente col semplice colpo. È sufficiente sfiorare una parte del corpo per utilizzare questa mossa e può sfondare una corazza antiproiettile. Secondo Kenichi è al livello del maestro Ma

#### Dankurou
- Prima apparizione: Battaglia
- Tipo di combattente: Sei
- Principio di combattimento: Satsujin Ken
- Reparto: Armato (Fabbro)
- Arma: Katana

#### Li Tenmon
- Prima apparizione: Battaglia 157
- Tipo di combattente: Dou
- Principio di combattimento: Satsujin Ken
- Reparto: Non Armato
- Arti marziali: Ditangquan

È uno dei maestri di Yami. Pratica il Ditangquan. La sua allieva Raichi è anche sua figlia, ma è molto duro con lei, non considerandola nemmeno sua parente. Per lui conta molto l'onore del clan e di Yami e valuta superiore la sua arte marziale.
Appare per la prima volta dopo la battaglia tra Kenichi e Odino, dove è accolto in Giappone da Kensei. In seguito ordina a Raichi di distruggere l'alleanza Shinpaku e uccidere Kenichi. Tuttavia Raichi si arrende a Kenichi che l'ha risparmiata più volte. A questo punto arriva Tenmon che la colpisce e decide di rapire Kenichi per Kensei. Affrontato da Renka, Kenichi e Miu insieme, il maestro li riesce ugualmente a sconfiggere facilmente e a distruggere il covo di Shinpaku. Ferisce duramente Sigfrido e viene affrontato da Ukita e Takeda prima che arrivi Ma Kensei e lo sconfigga. A questo punto si scopre che non ha ucciso Renka e Miu pensando a Raichi e si ritira portando via Raichi, con cui sarà da quel momento meno duro.

#### Le Tre Lance di Kurokonoe

##### Lancia del Centro
- Prima apparizione: Battaglia 382
- Tipo di combattente: Sei
- Principio di combattimento: Satsujin Ken
- Reparto: Armato
- Arma: Naginata

##### Lancia dell'Est
- Prima apparizione: Battaglia 382
- Tipo di combattente: Sei
- Principio di combattimento: Satsujin Ken
- Reparto: Armato
- Arma: Naginata

##### Lancia dell'Ovest
- Prima apparizione: Battaglia 382
- Tipo di combattente: Sei
- Principio di combattimento: Satsujin Ken
- Soprannome: Il Cavaliere Nero
- Reparto: Armato
- Arma: Naginata

Appare per la prima volta alla base di Yami americana, dove si presenta con gli altri a Agaard. In seguito combatte alla giostra con Shigure, perdendo e scomparendo. Si muove sempre su un cavallo nero e veste l'armatuna come un Cavaliere occidentale.

#### Izanoy
- Prima apparizione: Battaglia 388
- Tipo di combattente: Dou
- Principio di combattimento: Satsujin Ken
- Soprannome: Kyouken no Izanoy/Izanoy dalla Spada Folle
- Reparto: Armato
- Arma: Katana

Appare per la prima volta all'assalto del Ryōzanpaku alla base americana di Yami. Lì viene sfidata da Ma e cerca di ucciderlo, ma questi con la sua Sottomissione Stile Ma riesce a farle sorgere dei sentimenti diversi dall'omicidio facendole perdere la volontà di uccidere. In seguito scompare.

#### Ishida
- Prima apparizione: Battaglia 414
- Tipo di combattente: Dou
- Principio di combattimento: Satsujin Ken
- Reparto: Armato
- Arti marziali: Sconosciute

#### Sherman Camu
- Prima apparizione: Battaglia 547
- Tipo di combattente: Sei
- Principio di combattimento: Satsujin Ken
- Soprannome: Il fanatico della Francisca
- Reparto: Armato
- Arma: Francisca

#### Cedric Casken
- Prima apparizione: Battaglia 547
- Tipo di combattente: Sei
- Principio di combattimento: Satsujin Ken
- Soprannome: Il maestro dello Scramasax
- Reparto: Armato
- Arma: Scramasax

#### Chin Sougaku
- Prima apparizione: Battaglia 547
- Tipo di combattente: Dou
- Principio di combattimento: Satsujin Ken
- Soprannome: Sougaku dalla Spada Zanna di Luna
- Reparto: Armato
- Arma: specie di Guan Dao con alle estremità una lama a forma di mezzaluna e un'ascia

#### Ortal Shin
- Prima apparizione: Battaglia 547
- Tipo di combattente: Sei
- Principio di combattimento: Satsujin Ken
- Soprannome: Shin dello Jamadhal
- Reparto: Armato
- Arma: Jamadhal

#### Spadaccino Barbaro
- Prima apparizione: Battaglia
- Tipo di combattente: Dou
- Principio di combattimento: Satsujin-Ken
- Reparto: Armato
- Arti marziali: Scimitarra

### Yomi
Yomi è una gang giovanile simile a Ragnarok, ma molto più speciale perché formata da tutti i membri di Yami di livello discepolo o esperto in tutto il mondo. Ogni Yomi è subordinato al proprio maestro e il comando centrale è assegnato agli allievi dei membri di Un'Ombra nove Pugni per quanto riguarda il Reparto Non Armato e ai discepoli dell'Hachiou Danzai per il Reparto Armato. Tuttavia la sovranità sull'intero gruppo è assegnata a un unico allievo deciso direttamente dall'Ombra, di cui è rappresentante. Finora i capi di Yomi sono stati eletti solo tra i discepoli di Un'Ombra nove Pugni, ossia Kanou Shou e poi Kajima Satomi. Solo dopo che uno Yomi smette l'apprendistato (o diventando maestro o mostrando di aver superato il proprio mentore uccidendolo) può entrare in Yami. I compiti principali degli Yomi sono di norma distruggere i dojo di livello non eccelso o eliminare gruppi rivali di artisti marziali, totalmente diverso dai compiti assegnati ai maestri.

#### Kajima Satomi
- Prima apparizione: Battaglia 265
- Tipo di combattente: Dou
- Simbolo YOMI: Ombra
- Soprannome: Ichimokuren
- Principio di combattimento: Satsujin Ken
- Maestro: Furinji Saiga, Kuremisago Senzui
- Arti marziali: Sconosciute (Stile Furinji e Kuremisago)

Kajima Satomi è l'allievo di Furinji Saiga e Kuremisago Senzui. Da bambino era piccolo e debole, di costituzione cagionevole e molto malato, forse a causa di un AIDS ereditario, tanto che i medici lo davano spacciato prima dei vent'anni. Convinto che prima o poi sarebbe lo stesso morto a causa del morbo, Kajima iniziò a praticare un'arte marziale pur sapendo di non avere talento e incontrò Senzui Kuremisago. Lui e Saiga Fūrinji lo presero come discepolo e dopo molti durissimi allenamenti riuscì a guarire e a rimanere vivo. Da quel giorno Kajima ha dedicato anima e corpo alle arti marziali. In un periodo imprecisato ha sviluppato la Shinogidachi, ma un giorno, durante un combattimento con un avversario più potente, ne abusò per riuscire a sconfiggerlo, aprendo con la forza i propri canali del Ki con danni irreparabili e la conseguente perdita di un occhio, con approvazione di Senzui e disapprovazione totale di Saiga.
Appare per prima volta dopo la morte di Kanou Shou, dove commenta sul fatto che, essendo il ragazzo perfetto, non poteva essere il migliore perché non aveva mai sperimentato il fallimento. In seguito viene ordinato da Ichiei capo di Yomi e si reca dai ragazzi dell'alleanza Shinpaku per chiedergli di unirsi a Yami o entro tre giorni sarebbe morto qualcuno. Riceve sempre un no, ma al terzo giorno ordina a Koukin di attaccare Kenichi. Riappare in seguito alle varie riunioni di Yomi, dove spesso gioca a scacchi o a go con Koukin, venendo sempre battuto, o con Kushinada, vincendo sempre seppure secondo la bambina abbia un QI minore del suo. Una volta Kajima chiese a Ryuto di descrivergli in una parola Kenichi e questi rispose "un idiota ", provocando l'ilarità del capo di Yomi.
Al rapimento di Shigure per ordine di Saiga le porta un kunai per liberarsi e ha una breve conversazione con la maestra. Successivamente si allena con gli altri allievi di Un'Ombra nove Pugni con gli allievi dell'Hachiou Danzai, seppure vi siano numerose tensioni tra i due gruppi. Mentre gli altri affrontano i ragazzi dell'alleanza Shinpaku in contemporanea allo scontro tra i maestri del Katsujin-ken e del Satsujin-ken, lui si trova alla base missilistica di Yami assieme a Senzui, dove aiuta Kenichi, Nijima e Miu ad entrare, per ordine di Saiga, per cercare poi di ucciderli, in particolare Nijima, su ordine dell'altro maestro. Viene fermato da Kenichi e i due iniziano un combattimento. Lo scontro è duro e si protrae a lungo e alla fine Kenichi riesce a sconfiggere l'avversario attivando il Ki no Shouka. Successivamente Kajima scompare con Saiga.
Kajima è un ragazzo alto e possente, molto muscoloso. Tutto il suo fisico è segnato da cicatrici e ne ha due sulla guancia destra e due sull'occhio sinistro, che ha perso in un combattimento e porta sempre coperto da una benda di metallo. Il suo aspetto, i suoi capelli corvini e la pelliccia sulle spalle lo fanno assomigliare a un leone. Indossa sempre pezzi di armatura tradizionale. Sorride spesso e ride di cuore, ma in modo molto più evidente rispetto a Kanou Shou in quanto molto sicuro di sé. È molto amichevole con tutti e soprattutto con Ryuto, Koukin e Kushinada. È il primo che tratta amichevolmente Tanimoto al suo arrivo a Yomi. È anche molto rilassato con le donne, sebbene si imbarazzi a vederle scoperte e a Shigure ricorda moltissimo Kenichi. Secondo Nijima, che ne traccia il profilo, è la tipica persona che guarda al futuro e segue fino in fondo ogni decisione presa, nel bene e nel male e che si impegna molto e affronta numerosi pericoli estremi. È un grande leader carismatico e gestisce il comando con naturalezza sebbene ami stare in solitudine. Non si fa scrupoli a seguire indistintamente gli ordini anche opposti dei suoi due maestri senza farsi domande. È molto desideroso di battersi con Kenichi, perché entrambi chiamati senza talento, allenati da più maestri e con grande propensione allo sforzo e al sacrificio. Il suo amore per l'impegno e il suo talento del duro lavoro gli hanno guadagnato il soprannome di Ichimokuren, un pezzo d'acciaio autoforgiato. Ama molto i suoi maestri, ma ancora di più le arti marziali, sua fonte di vita ed è disposto a ogni sacrificio personale per farle progredire. Segue la logica del Satsujin-ken secondo la quale anche se un combattente muore in battaglia vivrà per sempre nelle sue mosse apprese dell'avversario. È in grado di usare il Taisabaki Stile Furinji e Kuremisago, come Miu, gli stili particolari creati dai clan dei suoi maestri. Fa grande uso delle abilità fisiche e non ha tecniche classiche. A questo scopo utilizza spesso i Sigilli insegnategli da Senzui, di origine ninja, che aumentano le capacità fisiche. Ha grande forza e ottimi riflessi, oltre a una grande esperienza. Sebbene sia guercio né i suoi movimenti né i suoi tempi di reazione sono rallentati e sembra percepire ugualmente alla perfezione ogni movimento e oggetto anche nel suo lato cieco. Le sue abilità gli derivano tutte dell'allenamento. La sua mossa segreta è la Shinogidachi ed ha inventato egli stesso la Kai Shinogidachi, che tuttavia gli viene proibito di usare perché troppo dannosa. È sempre accompagnato da due ragazze del clan Kuremisago, sue attendenti per ordine di Senzui. Il suo colore favorito è il verde mare.

##### Mosse
- Hyoui Kazarikibane: calcio in spaccata all'indietro
- Amanome Tamahagane-Uchi: sequenza di lanci sul terreno
- Furinji Chigiguruma: tecnica imparata da Saiga che consiste in una carica volante avvitata coi pugni avanti
- Misagootoshi: presa al corpo in volo dopo la quale si schianta il nemico cadendo avvitati
- Tokkan Nirenhou: pugno rotante
- Mugetsu no Mai: carica con calci frontali e pugni
- Kyouhyou Kazakiri Nohane: calcio in spaccata
- Sigillo (Insou): tecniche imparate dai Kuremisago, in origine clan ninja, collegate a religione e cultura, che tramite particolari posizioni di mani e piedi e reazioni corporee possono risvegliare le potenzialità latenti del corpo umano, come potenziare temporaneamente le capacità fisiche o modificare la fisiologia di ossa e muscoli per conferire particolari caratteristiche. Sono molto utili per modificare le proprie capacità a seconda della situazione
- Rentangai: Sigillo che incrementa la resistenza ai colpi
- Sigillo Sokuinsoukoshu: tramite un Sigillo applicato dai piedi si potenziano i muscoli della parte superiore e incrementano la potenza e la pesantezza dei pugni
- Sigillo doppio calcio: tramite un doppio Sigillo applicato da ogni mano si può potenziare incredibilmente la potenza dei muscoli delle gambe
- Mudra: Sigillo singolo che potenzia la forza delle gambe, potenziabile col Ki del Dou
- Shinogidachi: concentrazione di Ki e successiva esplosione di esso durante i colpi per rendere inoperativi i canali del Ki del nemico se viene colpito, paralizzandolo e impedendogli di usare il Ki per proteggersi dagli attacchi, rendendo ogni attacco potenzialmente mortale perché impossibile da deviare e resistere o rinforzare la propria difesa rendendo inutili attacchi di Ki. La tecnica tuttavia è molto dannosa per l'utilizzatore, a causa della complessità del concentrare l'energia facendola scorrere attraverso i canali del Ki, in particolar modo se non sono ancora stati aperti e il ki non ancora rilasciato, poiché vengono forzati con danni irreversibili.
- Kai Shinogidachi: evoluzione della Shinogidachi che viene emanata da tutto il corpo, bloccando completamente il flusso di Ki del nemico e uccidendolo a livello cellulare. È stata inventata da Kajima e proibitagli da Saiga e Senzui a causa del livello di pericolo. Può essere respinta e invertita parzialmente dal Ki no Shouka

#### Shō Kanō
Kanō Shō (叶 翔?)
- Prima apparizione: Battaglia 167
- Tipo di combattente: Dou
- Simbolo YOMI: Cielo
- Soprannome: Suparna
- Principio di combattimento: Satsujin Ken
- Maestro: Akira Hongou
- Arti marziali: Principalmente Karate ma essendo stato allenato da molti maestri anche Sambo, Muay Thai, Muay Boran, Lucha Libre, Jujutsu, Pencak Silat, Kalarippayattu, Arti marziali cinesi, Arti marziali antiche e altre
- Stato attuale: deceduto

Kanou Shou è un membro del clan Kuremisago, uno dei pochi conosciuti. Da bambino fu comprato da Yami per farne membro di Yomi e divenne l'allievo di Akira Hongou, Jinetsukenjin. Imparò dunque il Karate ai massimi livelli, dato il maestro di altissima levatura, le capacità innate e il durissimo allenamento e divenne il capo di Yomi, primo addirittura su Kajima Satomi, allievo dell'Ombra. Da bambino Yami dubitava fosse abbastanza spietato e dunque Hongou gli fece mostrare di uccidere un uccellino che avrebbe voluto allevare. In realtà non accadde perché Akira, volendo bene al suo discepolo, non volle reprimere totalmente le sue emozioni positive. Il suo maestro riuscì a farlo riconoscere agli altri membri di Un'Ombra nove Pugni come il successore di tutti i loro stili e fece in modo che gli insegnassero le loro arti marziali. In questo è come Kenichi, che ha avuto diversi maestri. Lo appassionò particolarmente il Pencak Silat, di cui parlò molto al suo maestro, cosa che gli salvò la vita durante lo scontro con il Kenmashajin. Sebbene capo di Yomi spesso parlava a Tanimoto Natsu di Ragnarok, raccontandogli della sua infanzia. Spesso andava al suo villaggio natale, ritenendolo un posto speciale per lui.
Appare per la prima volta sulla nave di Isshinsai Ogata, dove ruba un cd pieno di informazioni a una spia e impressiona gli stessi membri di Un'Ombra nove Pugni. In seguito segue Miu e Kenichi al giardino botanico dove i due erano andati dopo aver visitato il cimitero della nonna e madre della ragazza. Lì vede un uccello intrappolato in un laccio e assieme alla ragazza lo libera. In quel momento capisce che Miu è simile a lui e se ne innamora, chiedendole di venire con lei a Yami perché così le dirà informazioni su suo padre. Lei accetta ma viene fermata da Kenichi. I due tentano allora un duello ma vengono fermati da Eremita. Allora lascia un bacio a Miu, scatenando la gelosia di Kenichi e rispetta la sua decisione di restare prima di tornare dal suo maestro.
Accoglie Boris al suo arrivo in Giappone, nonostante detesti i suoi metodi e la sua disciplina rigidissima e poi sovrintende una riunione degli Yomi dove Jihan gli fa notare che se non ordina a Boris di smettere di prendere insegne ai dojo non si fermerà mai. Shou gli telefona in tutta fretta interrompendo il suo duello con Kenichi. Durante il D of D assiste a parte degli incontri e dopo la prima giornata cerca di portare con sé Miu, rapendola e tramortendola. Viene ostacolato da Kenichi, contro cui scatena Seta e Hayami, sue guardie del corpo Yomi e da Takeda, Thor e Freija, che sconfigge lui stesso. Rivela allora a Takeda che Ichiei è Furinji Saiga. Quando Miu vede gli amici svenuti, si infuria e attacca il ragazzo, cadendo quasi sulla via dell'Asura. Tuttavia Kenichi riesce a riportarla indietro e Shou decide allora di ucciderlo. Non riuscendoci al primo attacco, rimanda la cosa al D of D. Prima dello scontro con Kenichi aiuta il team Antico Pancration a fuggire e mente agli altri dicendo di averli eliminati. Ciò provoca la collera di Kenichi che decide di affrontarlo. Nijima si ritira dal torneo per non combattere Kanou Shou e Suparna obbliga anche Castore e Polluce a farlo, sebbene i due, col permesso del Waraukouken, cerchino di eliminarlo. L'attacco a Despair Island li fa desistere e Shou e Kenichi si scontrano duramente, scontro che vede la vittoria del giovane Shirahama. Tuttavia, quando un soldato di Fortuna cerca di sparare a Kenichi e Miu so mette in mezzo, Kanou si prende le pallottole al posto della ragazza e, morendo per le ferite, chiede a Kenichi di proteggerla al posto suo. Il suo corpo viene portato via e dalla sua morte il suo maestro, Hongou, va spesso al suo villaggio natale, pensandola come tomba del suo amato allievo.
Kanou Shou è un ragazzo alto e miscoloso, dai capelli bianchi, occhi azzurri di colore leggermente diverso e un tatuaggio sotto l'occhio sinistro. Come molti del suo clan si rappresenta come un volatile e le sue movenze naturali ricordano proprio questi animali. Egli adora ogni tipo di uccello e vede gli altri come insetti, differenziandosi da loro per la possibilità di volare. Il suo stesso soprannome richiama a ciò, in quanto Suparna è uno dei nomi del dio aquila Garuḍa e significa "dalle ali meravigliose". Essendo cresciuto come un uccello in gabbia, ha sviluppato un profondo senso di solitudine che lo opprime da sempre. Odia le persone che hanno avuto una vita migliore della sua ma ha molta compassione per quelli che, come lui, sono prigionieri del proprio destino. L'unico affetto che ha conosciuto è sempre stato quello del suo maestro, che anch'egli provava per lui profondamente. La prima volta che vede Miu la riconosce come simile a lui (anche la ragazza inoltre è per metà Kuremisago) e se ne innamora. Il suo amore lo porta a cercare di sbloccare l'istinto omicida di Miu per liberarla, a cercare di uccidere Kenichi e a morire persino al posto suo. La definisce "altra metà delle mie ali" e muore chiedendo a Kenichi di proteggerla. Il suo potere è tale da terrificare nel profondo Nijima e da far ammettere a Un'Ombra nove Pugni che fosse degno di diventare l'erede dei loro stili. La sua specialità di base è il Karate e assieme a Kenichi è il migliore allievo di questa disciplina, tuttavia ha ricevuto insegnamenti da ogni membro di Un'Ombra nove Pugni, imparandone al massimo le arti marziali. La sua seconda arte marziale preferita è il Silat per la sua flessibilità. È molto esperto nel mondo delle arti marziali. Particolare è la sua tecnica finale, Kyuu Geki Issatsu, una combo delle tecniche insegnategli dai membri di Un'Ombra nove Pugni. Sa usare la Seidou Gouitsu a un altissimo livello, in totale calma emotiva, tale da saperla per un po' do tempo controllare quasi perfettamente. È spesso spiritoso e vivace e si lancia in scene comiche, soprattutto con gli altri Yomi, nonostante sappia mostrare una notevole crudeltà. Detesta Boris per il suo carattere inflessibile. Gli piace l'uva americana.

##### Mosse
- Nou Ten Jigoku Keri: dopo una proiezione mentre l'avversario è a mezz'aria e a testa in giù gli si tira un calcio in testa dal basso
- Gamaku: tecnica di usare il corpo utilizzando movimenti esagerati invisibili all'avversario. Tramite l'uso dei Gamaku (muscoli obliqui) si può controllare separatamente l'equilibrio di parte superiore e inferiore del corpo, manipolando il proprio baricentro e dando un'illusione di movimento all'avversario, sorprendendolo
- Jineiken Nejiri Nukite: affondo con mano tesa portato con rotazione della mano. Una delle tecniche preferite del Jinetsukenjin
- Seidou Gouitsu: tecnica proibita inventata da Isshinsai Ogata che unisce il potere del ki Sei e di quello Dou, potenziando incredibilmente l'utilizzatore grazie all'energia Sei raccolta dall'esterno e l'energia Dou che esplode dall'interno, danneggiando tuttavia il corpo a un uso prolungato, portando anche alla morte. La tecnica va usata in stato di totale calma emotiva, altrimenti l'utilizzatore non si accorge di aver superato il limite, finendo per autodistruggersi. Durante l'uso l'utilizzatore sviluppa occhi simili al T'ai Chi T'u, con una sclera nera e la pupilla bianca e una sclera bianca e la pupilla nera.
- Kyuu Geki Issatsu: colpo che racchiude tutti gli insegnamenti di Un'Ombra nove Pugni. È una combo simile a quelle di Kenichi, include i colpi di Muay Thai, Karate, Arti Marziali Antiche, Sambo, Kalarippayattu, Lucha Libre, Silat, Kempo cinese, Jujitsu e Taisabaki Stile Fūrinji e Kuremisago combinabili. È potenziabile con la Seidou Gouitsu ed è la tecnica finale di Kanou.

#### Radin Tidat Jihan
- Prima apparizione: Battaglia 176
- Tipo di combattente: Sei
- Simbolo YOMI: Re
- Soprannome: Nagaraja
- Principio di combattimento: Satsujin Ken
- Maestro: Silcardo Jenazard
- Arti marziali: Pencak Silat

Jihan è l'allievo del Kenmashajin. È il primo figlio maschio del re del Tidat, un piccolo ma ricco regno in Indonesia e alla morte del padre è diventato lui stesso re. Ha una sorella minore, Radin Tidat Lona. Da bambino era sempre riverito e nessuno tuttavia gli era davvero amico, così maturò in lui la convinzione che un re fosse un individuo scelto dal destino, un dio al confronto delle persone normali. Quando Kanou Shou viene dal suo maestro per imparare il Pencak Silat, si scontra prima con lui. Avendolo battuto, Jenazard accetta di allenare Suparna.
Appare per la prima volta a una riunione con Suparna ma rivela il suo volto solo durante un allenamento di Boris, che lo mette in guardia da Kenichi e la sua strana luce negli occhi. In seguito salva Miu e Kenichi da una tempesta di neve in montagna, ma poi attacca il ragazzo deciso ad ucciderlo. Il suo fallimento non viene accettato da Jenazard, che provocando una valanga cerca di uccidere lui e Kenichi. Entrambi si salvano ma Jihan viene a lungo creduto morto. Salvatosi a malapena, si nasconde per non essere trovato dal suo maestro, vivendo a lungo come un mendicante e provando ogni esperienza di mancanza possibile. Un giorno stava sul marciapiede davanti a un ristorante e il proprietario gli offrì un piatto caldo per sfamarsi e, in seguito, anche un lavoro. Jihan impara in fretta e, spinto dalla profonda riconoscenza, si impegna a far progredire il ristorante, trasformandolo in una ricca catena con tre navi. Durante questo tempo cambia, diventando meno arrogante e più umile e aperto, soprattutto verso le persone comuni. Dopo che Miu viene rapita, Furinji Hayato lo rintraccia e, informatolo dei fatti e della situazione di caos politico del suo paese, lo porta in Tidat dove placa la guerra e ritorna sul trono. Seppellisce allora Jenazard in un posto privato, rendendogli estremo omaggio. Da allora diventa un re migliore e più saggio, lavorando per la prosperità del suo popolo. Alla fine della storia lo si vede tornare in Giappone con la sorella, infatuata stranamente di Akira Hongou, per andare a trovare Kenichi.
Jihan è uno dei migliori discepoli di Yomi, data la capacità del suo maestro e il suo talento naturale. La sua arte marziale, il Pencak Silat, è una delle più rinomate all'interno di Yami e lui stesso è molto rispettato sia da Boris che da Kanou Shou. Le sue Juls, le 18 tecniche speciali del Silat, sono di alto livello e tutte mirate all'eliminazione del nemico. Ha ottime capacità fisiche, riuscendo a combattere sovrastando Kenichi a piedi nudi nella neve e con abiti leggeri nella bufera. Riesce a correre i 100 m in 9 secondi. Nonostante all'inizio fosse arrogante, viziato e crudele, alla fine della storia cambia, nonostante abbia ancora un certo senso di superiorità e un ego notevole. È ritenuto una figura di riferimento dalla sua giovane ancella Sham e dalla sorella Lona. È molto amato in Tidat e nonostante la persona che era il suo maestro lo ammirava molto. Detesta l'inverno perché il suo paese, all'equatore, non ne soffre.

##### Mosse
- Sragan Harimau: salto in posizione accovacciata come una tigre sul nemico, che viene colpito anche da pugni e colpi di taglio
- Topan Kait: combo di calci e pugni compiuti a mezz'aria durante una giravolta
- Jatouhan Punchak Pohon: carica dalla cima di una superficie verticale, come un albero; può essere usata anche saltando
- Juls: 18 tecniche segrete del Silat che mirano a colpire i punti sensibili del corpo o gli organi vitali

#### Tirawit Kōkin
Tīrawitto Kōkin (ティーラワィット コーキン?)
- Prima apparizione: Battaglia 188
- Tipo di combattente: Sei
- Simbolo YOMI: Fiamma
- Soprannome: Narasiṃha/Re Dio Leone
- Principio di combattimento: Satsujin Ken
- Maestro: Agaard Jum Sai
- Arti marziali: Muay Thai e Muay Boran

Tirawit Koukin è un ragazzo tailandese allievo di Agaard Jum Sai.
Appare per la prima volta alle riunioni di Yomi, dove sconfigge a scacchi sia Kajima che Kushinada. Assieme a Boris, Polluce e Castore si trasferisce alla Koryou, la scuola di Kenichi, per meglio integrarsi, studiare il ragazzo e combatterlo a ogni occasione. Si fa subito notare per la sua particolare bellezza tipica dell'Asia meridionale e per la sua spiccata intelligenza, freddezza e bravura negli sport. Appena arrivato minaccia Kenichi, usando le sue capacità di calcolo per determinare il tempo sufficiente a massacrare l'intera scuola e mettere tensione al ragazzo; afferma di essere venuto a studiare e a diffondere il Satsujin Ken e lo avvisa poi che, nonostante abbia sconfitto Kanou Shou, contro di lui avrà bisogno di maggiore esperienza. Immediatamente si mette a capo del gruppo di Daimonji con la forza e insegna ai ragazzi le mosse di attacco del Muay Thai, senza tuttavia insegnargli mosse di difesa per mostrare a Kenichi quanto sia diventato letale. Poiché Daimonji non ha talento per il Muay Thai, lo usa come sacco di allenamento, pestandolo a sangue. Durante il festival sportivo, al contrario dei suoi compagni, partecipa solo al Kibasen, la gara di lotta a cavalluccio, per misurare le capacità di Kenichi. Im seguito tramite Daimonji lo attira in una palestra vuota e ko fa attaccare dai suoi tirapiedi, che Kenichi sconfigge senza problemi. Tuttavia il ragazzo rimane turbato dalla potenza distruttiva dei suoi pugni, secondo il piano di Tirawit, che ha gioco facile nello sfruttare i suoi punti deboli per fermargli il cuore. Nonostante non lo uccida, impianta nel suo cuore il terrore, che Kenichi rimuove con fatica grazie anche a Shigure. In seguito scompare per un po' e viene fermato da Kajima prima di riaffrontare Kenichi per ucciderlo.
In seguito rapisce Kugatachi Danki e Freyja su ordine di Agaard e alla base americana affronta Kenichi mentre il suo maestro affronta Apachai. Il combattimento è molto combattuto e il pareggio dei maestri infiamma gli allievi. Alla fine i due non si odiano più, ma Kenichi sconfigge Koukin. In seguito lui e il suo maestro vengono rispediti in Thailandia.
Successivamente si allena con gli altri allievi di Un'Ombra nove Pugni con gli allievi dell'Hachiou Danzai, seppure vi siano numerose tensioni tra i due gruppi.  Affronta i ragazzi dell'alleanza Shinpaku in contemporanea allo scontro tra i maestri del Katsujin-ken e del Satsujin-ken, senza tuttavia, assieme al Reparto Non Armato, prendere parte allo scontro finché Kushinada, stanca del disonorevole modo di combattere della divisione armata, passa dalla parte del Katsujin-ken e insieme sconfiggono gli Yomi armati. Nel mentre anche i loro maestri, su incitazione dei discepoli, si mobilitano, compresi Diego Carlo e Alexander Gaidar, evasi da Big Lock, per sconfiggere Kushinada, Kensei e l'Hachiou Danzai al fianco del Ryōzanpaku. Successivamente l'arrivo dei maestri oscuri Sougaku e Shin mette in difficoltà il gruppo, tuttavia giungono sul luogo anche Odino, Renka e i suoi compagni, grazie ai quali sconfiggono i nemici. Tanimoto in particolare supporta Berserker e Ryuto nell'abbattere Sougaku. Dopo di che ognuno va per la propria strada col proprio maestro.
Alla fine della storia torna in Thailandia ad allenarsi con Agaard.

#### Ethan Stanley
- Prima apparizione: Battaglia 176
- Tipo di combattente: Sei
- Simbolo YOMI: Vuoto
- Soprannome: Polluce
- Principio di combattimento: Satsujin Ken
- Maestro: Sehrul Rahman
- Arti marziali: Kalarippayattu

Ethan Stanley è l'allievo Yomi di Sehrul Rahman e fratello di Castore. Appare la prima volta al ring dei combattimenti clandestini, dove assiste la sorella Rachel e la ferma quando cerca di attaccare Kenichi, facendole capire che si tratta del discepolo del Ryōzanpaku. In seguito lo si rivede al D of D, dove assieme alla sorella sconfigge il team Nanken eliminando con un colpo Kin Dou Chou. In seguito dà forfait assieme alla sorella per ordine di Kanou Shou.
Assieme a Koukin, Castore e Boris si trasferisce a scuola da Kenichi, per meglio integrarsi, studiare il ragazzo e combatterlo a ogni occasione. Si fa subito notare per la sua particolare attrattività e il suo ostinato mutismo. Partecipa al festival sportivo e al campeggio estivo, dove aiuta Castore a sconfiggere la milizia di Boris. Dopo la sconfitta di sua sorella e del Waraukouken, svolge una serie lunghissima di missioni per mostrare la predisposizione del suo maestro nel formare allievi cosicché la ragazza venga affidata a Sehrul. Subito dopo viene incaricato di uccidere Kenichi, tuttavia viene sconfitto. In seguito all'affidamento di Castore, parte per l'India.
Successivamente si allena con gli altri allievi di Un'Ombra nove Pugni con gli allievi dell'Hachiou Danzai, seppure vi siano numerose tensioni tra i due gruppi.  Affronta i ragazzi dell'alleanza Shinpaku in contemporanea allo scontro tra i maestri del Katsujin-ken e del Satsujin-ken, senza tuttavia, assieme al Reparto Non Armato, prendere parte allo scontro finché Kushinada, stanca del disonorevole modo di combattere della divisione armata, passa dalla parte del Katsujin-ken e insieme sconfiggono gli Yomi armati. Nel mentre anche i loro maestri, su incitazione dei discepoli, si mobilitano, compresi Diego Carlo e Alexander Gaidar, evasi da Big Lock, per sconfiggere Kushinada, Kensei e l'Hachiou Danzai al fianco del Ryōzanpaku. Successivamente l'arrivo dei maestri oscuri Sougaku e Shin mette in difficoltà il gruppo, tuttavia giungono sul luogo anche Odino, Renka e i suoi compagni, grazie ai quali sconfiggono i nemici. Tanimoto in particolare supporta Berserker e Ryuto nell'abbattere Sougaku. Dopo di che ognuno va per la propria strada col proprio maestro.
Alla fine della storia torna in India ad allenarsi con Sehrul.

#### Rachel Stanley
- Prima apparizione: Battaglia 176
- Tipo di combattente: Dou
- Simbolo YOMI: Acciaio
- Soprannome: Castore
- Principio di combattimento: Satsujin Ken
- Maestro: Diego Carlo
- Arti marziali: Lucha Libre

Rachel Stanley è la sorella di Polluce e l'allieva di Diego Carlo.
Appare per la prima volta nell'arena dei combattimenti clandestini, accompagnata da Polluce, dove combatte contro diversi uomini nel ring a gabbia. Lì nota Kenichi e decide da subito di volerlo sconfiggere. Al D of D sconfigge Dou Koukyoku del team Nanken Hokutai mentre Polluce sconfigge Kin Dou Chou. In seguito si sarebbe dovuta scontrare con Kenichi ma Suparna la obbliga a dare forfait. La ragazza infuriata cerca di attaccarlo ma lo scontro viene interrotto dall'attacco a Despair Island.
In seguito assieme a Koukin, Polluce e Boris si trasferisce a scuola da Kenichi, per meglio integrarsi, studiare il ragazzo e combatterlo a ogni occasione. Si fa subito notare per la sua bravura sportiva e il desiderio di attenzione. Al festival sportivo e poi al campeggio fa di tutto per farsi notare e impedisce a Boris di uccidere i ragazzi. In seguito sfida Renka sulla nave del suo maestro, perdendo. In seguito all'arresto di Waraukouken, rimane senza maestro e viene messa sotto la protezione di Ichei e dopo il suo salvataggio grazie a Sakaki dal Kenmashajin di Sehrul. In seguito avvisa Kenichi del fatto che Tanimoto ha preso il posto di Enshin.
Dopo il rapimento di Miu aiuta Kenichi comunicando ai ragazzi di Shinpaku la posizione del Kenmashajin, saputa dal maestro di Polluce, in grande confidenza con l'uomo. Successivamente bazzica un po' l'alleanza Shinpaku su approvazione di Kenichi, ma viene chiamata da Yami a partecipare con Odino, Lugh, Berserker, Eremita e Kushinada all'incontro coi discepoli del Reparto Armato.
A seguito dell'attacco alla base di Yami che ospitava Kensei, Lugh, Odino, Berserker, Atlantae, Tanimoto, Rachel Stanley e Kushinada Chikage si riuniscono e su ordine di Ogata e Kushinada Mikumo attaccano i ragazzi dell'alleanza Shinpaku per renderli loro vittime sacrificali e prepararsi al Tramonto Eterno. Berserker sfida Kenichi, Odino Freyja, Kushinada Ukita assieme a Kisara e Shirahori, Eremita Sigfrido, Lugh Takeda, Rimi Miu e Castore Renka, mentre Thor rimane con le Valchirie e Nijima a causa di un infortunio alla spalla. La wrestler durante lo scontro fa di tutto per fare pagare alla ragazza la sua vecchia sconfitta, denudandola e umiliandola durante il combattimento, seppure tutt'altro che contenta che Ukita e Nijima le vedano nude. A metà scontro decide di usare le Los Turnos Sin Non Bure, i colpi segreti del Lucha Libre, con cui mette in difficoltà Renka. Tuttavia la ragazza riesce a resisterle e la sconfigge. Si accorgono in quel momento della presenza dei ragazzi di Shinpaku e Castore scappa disperata perché il pubblico ha visto quelle "orribili mosse".
Successivamente si allena con gli altri allievi di Un'Ombra nove Pugni con gli allievi dell'Hachiou Danzai, seppure vi siano numerose tensioni tra i due gruppi.  Affronta i ragazzi dell'alleanza Shinpaku in contemporanea allo scontro tra i maestri del Katsujin-ken e del Satsujin-ken, senza tuttavia, assieme al Reparto Non Armato, prendere parte allo scontro finché Kushinada, stanca del disonorevole modo di combattere della divisione armata, passa dalla parte del Katsujin-ken e insieme sconfiggono gli Yomi armati. Nel mentre anche i loro maestri, su incitazione dei discepoli, si mobilitano, compresi Diego Carlo e Alexander Gaidar, evasi da Big Lock, per sconfiggere Kushinada, Kensei e l'Hachiou Danzai al fianco del Ryōzanpaku. Successivamente l'arrivo dei maestri oscuri Sougaku e Shin mette in difficoltà il gruppo, tuttavia giungono sul luogo anche Odino, Renka e i suoi compagni, grazie ai quali sconfiggono i nemici. Tanimoto in particolare supporta Berserker e Ryuto nell'abbattere Sougaku. Dopo di che ognuno va per la propria strada col proprio maestro.
Successivamente torna col suo maestro e continua ad esibirsi.

#### Boris Ivanov
- Prima apparizione: Battaglia 175
- Tipo di combattente: Sei
- Simbolo YOMI: Ghiaccio
- Principio di combattimento: Satsujin Ken
- Maestro: Alexander Gaidar
- Arti marziali: Kombat Sambo

Boris è l'allievo di Alexander Gaidar di Un'Ombra nove Pugni.
Fa la sua prima apparizione a un colloquio con Kanou Shou, dopodiché inizia a prendere l'insegna di vari dojo senza fermarsi un attimo. Giunge al Ryōzanpaku, non riconoscendo l'insegna, dove combatte con Kenichi, ma lo scontro è interrotto da Suparna.
Assieme a Koukin, Polluce e Castore si trasferisce a scuola da Kenichi, per meglio integrarsi, studiare il ragazzo e combatterlo a ogni occasione. Si fa subito notare per il suo comportamento rigido e la sua educazione militare, che mette a disagio e in soggezione i compagni, pur avendo una sorta di influenza positiva su di loro insegnandogli la disciplina. Viene eletto rappresentante di classe e spesso segue il suo maestro nelle missioni senza saltare un solo giorno di scuola. Ha un breve scontro con Kenichi mentre Gaidar cerca di uccidere una senatrice combattendo contro Akisame, ma l'incontro viene interrotto e si sente sconfitto perché Kenichi ha rischiato la vita per salvare la donna, superandolo in lealtà.
Partecipa al festival sportivo con gli altri. In seguito al campeggio estivo secondo gli ordini del suo maestro attacca Kenichi mentre le sue truppe cercano di eliminare gli altri studenti e professori. Tuttavia lui perde e le sue truppe sono sconfitte. Assieme a Kenichi sconfigge Gengis dalla Lama Cremisi per proteggere la signorina Ono e inizia a cercare il suo maestro, che nel mentre è stato arrestato da Akisame. In seguito si trasferisce. Riappare davanti a Big Lock dove aspetta il suo maestro e gli porta un violino.
Successivamente si allena con gli altri allievi di Un'Ombra nove Pugni con gli allievi dell'Hachiou Danzai, seppure vi siano numerose tensioni tra i due gruppi.  Affronta i ragazzi dell'alleanza Shinpaku in contemporanea allo scontro tra i maestri del Katsujin-ken e del Satsujin-ken, senza tuttavia, assieme al Reparto Non Armato, prendere parte allo scontro finché Kushinada, stanca del disonorevole modo di combattere della divisione armata, passa dalla parte del Katsujin-ken e insieme sconfiggono gli Yomi armati. Nel mentre anche i loro maestri, su incitazione dei discepoli, si mobilitano, compresi Diego Carlo e Alexander Gaidar, evasi da Big Lock, per sconfiggere Kushinada, Kensei e l'Hachiou Danzai al fianco del Ryōzanpaku. Successivamente l'arrivo dei maestri oscuri Sougaku e Shin mette in difficoltà il gruppo, tuttavia giungono sul luogo anche Odino, Renka e i suoi compagni, grazie ai quali sconfiggono i nemici. Tanimoto in particolare supporta Berserker e Ryuto nell'abbattere Sougaku. Dopo di che ognuno va per la propria strada col proprio maestro.
Alla fine della storia riceve una medaglia dal governo russo per il suo contributo militare e le congratulazioni di Alexander, che continua ad allenarlo.

#### Ryūto Asamiya
- Prima apparizione: Battaglia 48
- Tipo di combattente: Sei
- Simbolo YOMI: Flusso
- Soprannome: Odino (nei Ragnarok)
- Principio di combattimento: Satsujin Ken
- Maestro: Isshinsai Ogata
- Arti marziali: Arti marziali antiche, pancrazio, Karate, Boxe

Asamiya Ryuto è un caro amico d'infanzia di Shirahama Kenichi. I due erano molto affezionati e Ryuto era un punto di riferimento per Kenichi. A sei anni, a una macchinetta, vinsero una spilla gatto e lui la fece mettere a Kenichi, che però la scambiò con la piccola Miu per la spilla Taijitu, ma poi videro la piccola sconfiggere con le arti marziali un bandito in un negozio di caramelle. In quel momento si promisero di diventare forti come la bambina. Tuttavia Ryuto fu affascinato dalle arti marziali e cercò di prendere la spilla a Kenichi, venendo battuto. Da allora cambiò e divenne amante dello scontro e seguace del Satsujin-ken. Iniziò a praticare Karate, boxe e pancrazio per diventare sempre più forte. Di ritorno da un torneo da cui fu squalificato vide Kensei uccidere due uomini e divenne il suo allievo principale. Fondò per lui Ragnarok, uno dei principali programmi di selezione del suo maestro.
Appare per la prima volta quando Kisara è ammessa a Ragnarok e poi quando Loki riceve l'incarico di disfarsi dell'alleanza Shinpaku. Dopo che questi fallisce l'incarico, lo rimprovera e per la prima volta riconosce il suo amico nel Kenichi che sta distruggendo Ragnarok. In seguito interrompe lo scontro Tra Loki e Kenichi e dice all'amico che presto onoreranno la loro promessa. In seguito si rincontra con Kenichi, si fa riconoscere, lo sfida e lo sconfigge, prendendogli la spilla T'ai Chi T'u. Decide allora di spazzare via Shinpaku e incarica Berserker e Freija di eliminare la banda di Kisara e ragazzi e comandanti di Shinpaku. In seguito con Loki circonda la base dell'alleanza Shinpaku ma quando questi tenta di deporlo Berserker lo sconfigge e lui riporta Ragnarok sotto controllo. Tuttavia mentre sta per uccidere Thor arriva Kenichi e lo sfida. Prima che Berserker parli troppo col ragazzo lo abbatte e poi sfida il giovane. Tuttavia lo scontro termina con la sua sconfitta e la sua paralisi a causa dell'uso improprio della Seidou Gouitsu. Durante la battaglia Kenichi riesce a riportare Ryuto indietro dalla sua folle ricerca di potere per la vittoria, complici i danni che il ragazzo si è autoinflitto. In fin di vita, viene portato via da Kensei che avverte Kenichi che Yami inizia a muoversi.
Riappare in sedia a rotelle su Despair Island, dove salva Kenichi da Seta e Hayami e poi ferma Miu, che cerca lo scontro con Kanou Shou. Lì nomina per la prima volta il Kuremisago Shuu (クロ ミサゴ Popolo dei Kuremisago, popolo del falco pescatore oscuro) a Miu. Una volta Kajima chiese a Ryuto di descrivergli in una parola Kenichi e questi rispose "un idiota ", provocando l'ilarità del capo di Yomi.
Riappare in seguito alle varie riunioni di Yomi e, dopo la sconfitta del Kenmashajin, incontra Kenichi all'acquario per parlare un po' con lui, ma l'incontro viene interrotto da Rimi e Miu che combattono. Successivamente partecipa con Castore, Lugh, Berserker, Eremita e Kushinada all'incontro coi discepoli del Reparto Armato. In seguito appare con Berserker e Lugh all'attacco del Ryōzanpaku alla base di Yami dove alloggia Ogata e resta in auto durante lo scontro del cieco con Shinpaku.
A seguito dell'attacco alla base di Yami che ospitava Kensei, Lugh, Odino, Berserker, Atlantae, Tanimoto, Rachel Stanley e Kushinada Chikage si riuniscono e su ordine di Ogata e Kushinada Mikumo attaccano i ragazzi dell'alleanza Shinpaku per renderli loro vittime sacrificali e prepararsi al Tramonto Eterno. Berserker sfida Kenichi, Odino Freyja, Kushinada Ukita assieme a Kisara e Shirahori, Eremita Sigfrido, Lugh Takeda, Rimi Miu e Castore Renka, mentre Thor rimane con le Valchirie e Nijima a causa di un infortunio alla spalla. Freyja, che per una volta ha lasciato a casa il bastone, viene facilmente imprigionata da Ryuto nella sua sedia a rotelle e i due parlano brevemente. Avendo però visto in pericolo Kisara e Ukita, Odino la libera e lascia che aiuti il ragazzo. In seguito assiste allo scontro tra Berserker e Kenichi e alla sconfitta di Atlantae e implora Ogata di impedirle di usare al limite la Seidou Gouitsu. Non riesce a salvarla e Rimi crolla tra le sue braccia, in fin di vita. Miu infuriata attacca Ogata, che la colpisce. Ciò provoca la collera di Kenichi e Ryuto, guarita la frattura del suo corso di ki e potendo di nuovo camminare aiuta l'amico utilizzando di nuovo la Seidou Gouitsu. I due quasi riescono a colpire una volta il membro di Un'Ombra nove Pugni, ma prima che Ryuto muoia per il troppo uso della Seidou Gouitsu Tanaka la sopprime. Dopo la morte di Tanaka cerca di salvare Rimi da una trave infuocata dovuta a un incendio, ma entrambi vengono salvati da Berserker. In seguito inizia una specie di relazione con Atlantae, che assiste durante la guarigione pur provando una certa vergogna per certi atteggiamenti della ragazza (tipo il vestirsi da infermiera prima di farsi visitare da Akisame per fargli piacere, cosa che Ryuto consiglia punibile con un pugno, o la volontà della ragazza di essere abbracciata stretta durante le passeggiate).
Riappare, accompagnato da Renka, Genson e Koan, alla battaglia finale tra Katsujin-ken e Satsujin-ken per aiutare i ragazzi dell'alleanza Shinpaku che sono nel mentre stati appoggiati dal Reparto Non Armato. Appena arrivato prende il comando del gruppo e tramite la sua guida strategica i ragazzi si riorganizzano e mentre gli Yomi armati sconfiggono gli allievi dell'Hachiou Danzai e Shinpaku con Renka e i suoi il maestro oscuro Shin, lui stesso assieme a Berserker e Tanimoto mette al tappeto il monaco guerriero Sougaku.
Alla fine della storia intreccia una relazione fissa con Atlantae e continua l'amicizia con Kenichi.
Ryuto Asamiya è un ragazzo alto e snello, con un fisico magro ma muscoloso. Nel manga ha i capelli neri, nell'anime viola, che successivamente diventano bianchi dopo il combattimento contro Kenichi. Ha gli occhi chiari ed è miope, perciò porta sempre occhiali dalle lenti sferiche e con la montatura sottile; dopo lo scontro con Kenichi gli restano gli occhi col colore della Seidou Gouitsu. Portava spesso un vestito elegante bianco, come un uomo d'affari, poi ha cambiato per passare a semplici felpa con cappuccio e pantaloni. A lungo è rimasto in sedia a rotelle ma poi è guarito. È un ragazzo abbastanza riservato, tuttavia non si fa remore a mostrare le proprie emozioni. È quasi sempre serio e solo in alcuni casi mostra segni di ironia e solo con Kenichi, con cui si diverte a scherzare e a intimidirlo, mentre con Atlantae mostra spesso segni di imbarazzo e impazienza dovuti al carattere esuberante e strambo della ragazza. Da giovane pensava alla vittoria come unica meta e allo sconfitto come carne da macello di cui non aver pietà. Il potere era la sua ossessione ed era arrogante e vanitoso. Successivamente al suo infortunio cambia e sviluppa una personalità più affabile e favorevole al Katsujin-ken, oltre a rivalutare l'amicizia con Kenichi e l'odio per Ogata. Verso la fine della storia inizia pure a provare affetto per Atlantae, quasi morta per colpa sua. È un ottimo stratega e un leader carismatico, al pari di Kanou Shou e Kajima Satomi. Utilizza scarsamente la forza fisica e più spesso la tecnica. Odino è un grande esperto di arti marziali le cui conoscenze spaziano dal Karate alla boxe. È un artista marziale Sei e la sua specialità è il Seikūken, di cui è uno dei migliori esperti, riuscendo a mantenerlo persino in movimento a massima velocità purché Seidou Gouitsu sia attiva. Possiede l'occhio interiore nonostante la giovane età, che utilizza quando si toglie gli occhiali; esso è l'abilità di osservare nel complesso il proprio avversario, prevederne i movimenti, cogliendone l'intera gamma di attacco e i cambiamenti di stabilità, cosa che Ryuto ottiene indebolendo la vista particolare. Questo oltre al suo pugno speciale 100% preciso, Gungnir, è il motivo per cui è chiamato Odino. Tuttavia per poterli utilizzare, in combinazione col Seikūken, necessita di vedere i movimenti dell'avversario e analizzarne il ritmo. Per questo Kenichi è riuscito a neutralizzare entrambi cambiando il ritmo dei suoi attacchi. Inoltre è un grande utilizzatore della Seidou Gouitsu, la tecnica priobita inventata da Ogata. Dopo essere stato per vario tempo sulla sedia a rotelle per colpa del suo uso improprio, Ryuto si è allenato per portare al massimo la tecnica, oltre il livello di Kanou Shou, riuscendo per un certo periodo di tempo, 30 secondi, a utilizzarla perfettamente. Ha un ottimo controllo del Ki e riesce a rimanere membro di Yomi sebbene disabile. Ama le caramelle.

##### Mosse
- Shintoukei: manata sullo sterno con movimento del polso
- Seikūken: campo d'aria sferico in cui un combattente Sei, calmando il suo spirito, può controllare completamente lo spazio da cui attaccare e difendere
- Occhio interiore: abilità di osservare nel complesso il proprio avversario, prevederne i movimenti, cogliendone l'intera gamma di attacco e i cambiamenti di stabilità.
- Gungnir: pugno speciale 100% preciso usato in combinazione con l'occhio interiore e il Seikūken, a condizione che l'utilizzatore conosca il ritmo dell'avversario e ne veda i movimenti
- Seidou Gouitsu: tecnica priobita inventata da Isshinsai Ogata che unisce il potere del ki Sei e di quello Dou, potenziando incredibilmente l'utilizzatore grazie all'energia Sei raccolta dall'esterno e l'energia Dou che esplode dall'interno, danneggiando tuttavia il corpo a un uso prolungato, portando anche alla morte. La tecnica va usata in stato di totale calma emotiva, altrimenti l'utilizzatore non si accorge di aver superato il limite, finendo per autodistruggersi. Durante l'uso l'utilizzatore sviluppa occhi simili al T'ai Chi T'u, con una sclera nera e la pupilla bianca e una sclera bianca e la pupilla nera.
- Seidou Inyou Taikyoku: colpo con le mani caricate del ki della Seidou Gouitsu. Mossa finale di Ryuto

#### Chikage Kushinada
- Prima apparizione: Battaglia 188
- Tipo di combattente: Sei
- Simbolo YOMI: Acqua
- Significato del nome: "Chi" (sangue) + "Kage" (ombra) = Ombra di sangue
- Principio di combattimento: Satsujin Ken
- Maestro: Kushinada Mikumo
- Arti marziali: Jujitsu

Chikage Kushinada è l'allieva di Mikumo. Ha 3-4 anni meno di Kenichi ma va lo stesso al liceo dato il suo alto livello di intelligenza e conoscenza. Appare per la prima volta alla riunione seguente alla morte di Kanou Shou e dopo la sconfitta di Boris si trasferisce a scuola. Immediatamente viene notata da Miu e Kenichi, la prima che rivede nella ragazzina lei da bambina per la furia nei suoi occhi e lui che cerca di farle conoscere un po' di calore umano comportandosi amichevolmente. Miu decide di tenere la bimba lontana da Kenichi per non farli affrontare, in quanto lei ragazza e piccola. La bambina non sopporta il ragazzo e Miu è preoccupata dall'interesse di Kenichi per lei, tuttavia pian piano Kushinada si apre e diventa più amichevole. Viene incaricata di uccidere Kenichi dopo il fallimento di Diego Carlo, ma non riesce a combatterlo perché depistata da Nijima e il compito passa a Polluce. Kushinada assiste allora all'incontro e alla sconfitta di Polluce.
Dopo il colpo di Stato di Yami assieme agli altri dell'alleanza Shinpaku salva il commissario Honmaku e si dirige da Ishida per la decodifica del disco. Affronta allora Rimi e i monaci guerrieri, subito dopo si scontra con Ishida, che viene sconfitto da Sakaki. Dopo il rapimento di Miu consola Kenichi dandogli dei cioccolatini. Successivamente bazzica un po' l'alleanza Shinpaku su approvazione di Kenichi ma viene chiamata a partecipare con Castore, Lugh, Berserker, Eremita e Odino all'incontro coi discepoli del Reparto Armato.
A seguito dell'attacco alla base di Yami che ospitava Kensei, Lugh, Odino, Berserker, Atlantae, Tanimoto, Rachel Stanley e Kushinada Chikage si riuniscono e su ordine di Ogata e Kushinada Mikumo attaccano i ragazzi dell'alleanza Shinpaku per renderli loro vittime sacrificali e prepararsi al Tramonto Eterno. Berserker sfida Kenichi, Odino Freyja, Kushinada Ukita assieme a Kisara e Shirahori, Eremita Sigfrido, Lugh Takeda, Rimi Miu e Castore Renka, mentre Thor rimane con le Valchirie e Nijima a causa di un infortunio alla spalla. La bambina mette subito fuori combattimento Shirahori e poi fa di tutto per uccidere gli altri due, non riuscendoci per l'affetto che prova per loro e per il sopravvento dei dubbi nel proprio cuore. Allora la sua maestra la stordisce e la porta via.
Successivamente si allena con gli altri allievi di Un'Ombra nove Pugni con gli allievi dell'Hachiou Danzai, seppure vi siano numerose tensioni tra i due gruppi.  Affronta i ragazzi dell'alleanza Shinpaku in contemporanea allo scontro tra i maestri del Katsujin-ken e del Satsujin-ken, senza tuttavia, assieme al Reparto Non Armato, prendere parte allo scontro finché non chiamata ad esso. Con poche mosse riesce a far ferire Thor, Takeda e Kisara, provocando l'ira di Ukita, tuttavia, stanca del disonorevole modo di combattere della divisione armata e ricordando le cose apprese da Kenichi, l'amicizia e l'amore, si rivolta contro Yami e la sua maestra a fianco degli altri membri di Yomi e di Un'Ombra nove Pugni. Successivamente l'arrivo dei maestri oscuri Sougaku e Shin mette in difficoltà il gruppo, tuttavia giungono sul luogo anche Odino, Renka e i suoi compagni, grazie ai quali sconfiggono i nemici. Tanimoto in particolare supporta Berserker e Ryuto nell'abbattere Sougaku. Dopo di che ognuno va per la propria strada col proprio maestro.
Alla fine della storia Kushinada raggiunge un equilibrio tra gli insegnamenti di Mikumo e ciò che ha appreso da Shinpaku e continua ad allenarsi.

#### Natsu Tanimoto
Hāmitto (ハーミット?) Seiyu: Ryo Horikawa
- Prima apparizione: Battaglia 48
- Tipo di combattente: Sei
- Simbolo YOMI: Luna
- Soprannome: Eremita
- Maestro: Ma Sougetsu
- Arti marziali: Hikaken, Bājíquán, Hakkyōken e Yin Kung-fu

Vedi Natsu Tanimoto dell'alleanza Shinpaku

### Membri minori

#### Chou Enshin
- Prima apparizione: Battaglia
- Tipo di combattente: Dou
- Simbolo YOMI: Luna
- Soprannome: Il Drago Puro
- Principio di combattimento: Satsujin Ken
- Maestro: Ro Jisei
- Arti marziali: Arti marziali cinesi

Chou Enshin è l'allievo di Ro Jisei. Durante la storia non appare mai direttamente ma lo si vede alle varie riunioni di Yomi e mentre conquista i dojo. È l'unico membro di Yomi mai scontratosi col Ryōzanpaku. Appare quando Sougetsu rivendica il proprio posto dentro Un'Ombra nove Pugni, quando sfida Tanimoto per il posto nell'élite di Yomi. Durante lo scontro si dimostra sempre superiore all'Eremita, tuttavia perde colpito da Kyousa, mossa finale di Tanimoto e lascia Yami. In seguito scompare col suo maestro.
Chou Enshin è un forte lottatore di tipo Dou. Conosce il Bajiquan e Piguaquan, oltre all'Hikaken. Si concentra sempre sull'attacco e non schiva le mosse avversarie, preferendo bloccarle. Combatte in modo violento e non si fa scrupoli a rischiare la morte per uccidere l'avversario e raggiungere il proprio obiettivo. Il suo Ki emerge e aumenta continuamente durante lo scontro, finché non perde o vince. Aspira solo al potere.

##### Mosse
- Uryuu Banda: colpo di frusta con la mano a lama dietro il collo eseguito dopo una giravolta verso il nemico per potenziare l'attacco con la forza centrifuga
- Ji Shen Kao: dopo essersi posto a fianco dell'avversario, con una presa a una mano al fianco opposto lo si stritola contro il proprio corpo
- Tenzankou: potente colpo di avambraccio in mezzo alle scapole dopo una giravolta dietro l'avversario

#### Kokorone Rimi
- Prima apparizione: Battaglia 410
- Tipo di combattente: Dou
- Soprannome: Atlantae
- Principio di combattimento: Satsujin Ken
- Maestro: Isshinsai Ogata
- Specialità: Velocità

Rimi è la leader della gang giovanile Titans, uno dei principali programmi di selezione di Kensei. Grazie all'allenamento specializzato sulla velocità di Ogata riuscì a sconfiggere Kronos, il precedente leader, ma prima che gli altri riuscissero ad abbatterla Ryuto riuscì a difenderla e Rimi se ne innamorò. Diventa una Yomi di Ogata, si allenò sempre per diventare una donna forte in grado di piacere a Odino.
Appare per la prima volta dopo la battaglia del Ryōzanpaku alla base americana, dove osserva lo scontro tra l'alleanza Shinpaku e i monaci guerrieri del Reparto Armato. In seguito li assale per cercare la copia del disco con le informazioni su Yami, sorprendendo persino Miu, che inizialmente fa fatica a reggerne la velocità. In seguito alla raccolta del disco viene sfidata da Miu perdendo e se ne va quando Thor rompe il disco. Dopo la morte del Kenmashajin ricorda una breve conversazione avuta con lui sulla frutta nella quale l'uomo le era sembrato magico ma al contempo spaventoso, con una sorta di quasi gentilezza.
Successivamente torna all'incontro tra Ryuto e Kenichi, dove si scontra con Miu. In seguito si fa allenare da Ogata in montagna per controllare il proprio Ki del Dou e migliorare in velocità. Al suo ritorno è in grado di controllare il proprio ki e è molto migliorata in rapidità, tanto da stupire persino Ryuto. A seguito dell'attacco alla base di Yami che ospitava Kensei, Lugh, Odino, Berserker, Atlantae, Tanimoto, Rachel Stanley e Kushinada Chikage si riuniscono e su ordine di Ogata e Kushinada Mikumo attaccano i ragazzi dell'alleanza Shinpaku per renderli loro vittime sacrificali e prepararsi al Tramonto Eterno. Berserker sfida Kenichi, Odino Freyja, Kushinada Ukita assieme a Kisara e Shirahori, Eremita Sigfrido, Lugh Takeda, Rimi Miu e Castore Renka, mentre Thor rimane con le Valchirie e Nijima a causa di un infortunio alla spalla. Rimi si batte con Miu, sovrastando per gran parte dello scontro, ma dopo che la ragazza, grazie a Kenichi, riesce a controllare il proprio ki del Dou, viene sconfitta miseramente davanti a Odino e Ogata. Implora allora Kensei di insegnarle sul momento la Seidou Gouitsu per continuare a combattere e uccidere la giovane Furinji e il maestro la accontenta. La ragazza, forte di nuova energia, attacca l'avversaria sovrastandola, senza ascoltare le urla di Odino che la implorano di fermarsi. Non riesce a uccidere l'avversaria e la tecnica ne distrugge il corpo, portandola quasi alla morte.
Successivamente viene curata da Akisame e inizia una relazione duratura con Ryuto, lasciando le arti marziali.

#### Lugh
- Prima apparizione: Battaglia 492
- Tipo di combattente: Sei
- Soprannome: Sottomissione
- Principio di combattimento: Satsujin Ken
- Maestro: Isshinsai Ogata
- Specialità: Prese e percezione del Ki

Lugh è uno dei discepoli Yomi di Ogata. Del suo passato non si sa nulla, solo che è il leader di Mabinogion, un altro programma di selezione di Kensei. Appare per la prima volta alle riunioni dei discepoli di Ogata, ma il suo volto viene rivelato all'attacco del Ryōzanpaku alla base di Kensei, dove incontra l'alleanza Shinpaku e affronta prima Ukita, poi Sigfrido, Thor e Takeda, sebbene l'incontro venga sospeso.
A seguito dell'attacco alla base di Yami che ospitava Kensei, Lugh, Odino, Berserker, Atlantae, Tanimoto, Rachel Stanley e Kushinada Chikage si riuniscono e su ordine di Ogata e Kushinada Mikumo attaccano i ragazzi dell'alleanza Shinpaku per renderli loro vittime sacrificali e prepararsi al Tramonto Eterno. Berserker sfida Kenichi, Odino Freyja, Kushinada Ukita assieme a Kisara e Shirahori, Eremita Sigfrido, Lugh Takeda, Rimi Miu e Castore Renka, mentre Thor rimane con le Valchirie e Nijima a causa di un infortunio alla spalla. Il cieco e il pugile hanno un duro scontro su cui sembra avere la meglio Lugh grazie alla preoccupazione dell'avversario per gli altri sia per la difficoltà per un pugile di sconfiggere un avversario specializzato in prese e lanci. Oltre a ciò la pressione psicologica, il ki intimidatorio e l'abilità di Lugh lo portano quasi alla vittoria ma alla fine, davanti agli occhi di Ogata, Takeda rilascia il proprio ki del Sei da solo e tramite il Warp Punch riesce a sconfiggere il ragazzo.
Successivamente si allena con gli altri allievi di Un'Ombra nove Pugni con gli allievi dell'Hachiou Danzai, seppure vi siano numerose tensioni tra i due gruppi.  Affronta i ragazzi dell'alleanza Shinpaku in contemporanea allo scontro tra i maestri del Katsujin-ken e del Satsujin-ken, senza tuttavia, assieme al Reparto Non Armato, prendere parte allo scontro finché Kushinada, stanca del disonorevole modo di combattere della divisione armata, passa dalla parte del Katsujin-ken e insieme sconfiggono gli Yomi armati. Nel mentre anche i loro maestri, su incitamento dei discepoli, si mobilitano, compresi Diego Carlo e Alexander Gaidar, evasi da Big Lock, per sconfiggere Kushinada, Kensei e l'Hachiou Danzai al fianco del Ryōzanpaku. Successivamente l'arrivo dei maestri oscuri Sougaku e Shin mette in difficoltà il gruppo, tuttavia giungono sul luogo anche Odino, Renka e i suoi compagni, grazie ai quali sconfiggono i nemici. Tanimoto in particolare supporta Berserker e Ryuto nell'abbattere Sougaku. Dopo di che ognuno va per la propria strada col proprio maestro.
Alla fine della storia torna assieme a Berserker ad allenarsi con Ogata.
Lugh è un ragazzo alto e magro, coi capelli rossi a caschetto. È molto pallido e si muove sempre con grazia. La sua peculiarità è la cecità. Indossa sempre abiti attillati neri di pelle coi bottoni rotondi. Tiene gli occhi socchiusi e si muove e parla in modo tale che sembra quasi normodotato (nella battaglia finale riesce a correggere Takeda sulla posizione dei loro maestri che combattevano a chilometri di distanza). È spietato, tuttavia molto educato e alquanto formale. È in ottimo rapporto con gli altri Yomi di Ogata e tra i nemici è molto interessato a Takeda. È molto calmo ma a detta dei suoi avversari un po' viscido e molto inquietante. Ammette lui stesso che uno dei suoi difetti è parlare troppo, ma è sempre molto riflessivo e come dice lui "vede le cose molto chiaramente"; infatti è molto intuitivo e decisamente intelligente. Grazie all'affinatezza raggiunta dai suoi sensi senza la vista e alle sue abilità di percezione del ki, in cui secondo Ogata come qualità, controllo e percezione è il più vicino Yomi al livello di maestro.  Sebbene non lo abbia ancora rilasciato è molto vicino a farlo e padroneggia perfettamente il Ki no Hatsudou. Riesce ugualmente ad avere moltissime informazioni sull'ambiente e l'avversario, apparendo quasi vedente e addirittura a scoprire le caratteristiche del corpo dell'avversario: infatti prima dello scontro di Takeda si rende conto del vecchio infortunio al suo braccio sinistro e della sua entità. Inoltre percependo il ki, l'aria sulla pelle, i rumori e gli impulsi elettrici che il cervello del nemico invia ai muscoli può percepire perfettamente le sue mosse. È specializzato sulle prese ed è particolarmente snodabile. Le sue prese alle giunture e alle ossa sono quasi tutte potenzialmente letali. È molto silenzioso, ma al contempo molto veloce. Ha grandissimi riflessi. Riesce a usare la pressione psicologica molto bene, mettendo ansia all'avversario per distrarlo e poterlo colpire a guardia abbassata. Ha dei momenti in cui trabocca di educazione fino a diventare quasi comico.

##### Mosse
- Stile Ogata Passo Felpato: particolare gioco di gambe con cui è possibile scivolare senza far rumore attorno all'avversario
- Kyokuten Udegarami Otoshi: dopo un salto di fianco con avvitamento si afferra la spalla dell'avversario per slogargliela o rompergliela
- Stile Ogata Lancio Fluido: usando il Passo Felpato, la forza centrifuga di una giravolta e una notevole abilità si può proiettare tre volte un avversario in modo quasi continuativo, come un lancio solo
- Ogata Dappa Kyokushi: rapidi colpi di dita alle articolazioni per slogarle
- Ogata Zajuuori: presa al ginocchio con le gambe per rompere il legamento crociato

#### Kitsukawa Shougo
Bāsākā (バーサーカー?) Seiyu: George Nakata
- Prima apparizione: Battaglia 48
- Tipo di combattente: Sei/Dou
- Soprannome: Berserker
- Principio di combattimento: Satsujin-ken
- Maestro: Isshinsai Ogata
- Arti marziali: Lotta di strada

Kitsukawa Shougo è il secondo dei Pugni di Ragnarok. Da giovane amava combattere ma quando Odino gli ordina di unirsi a Ragnarok, per la prima volta prova paura e gli obbedisce subito, diventandogli letalissimo.
Appare per la prima volta quando Loki gli suggerisce di spodestare Odino. In seguito attacca gli scagnozzi di Kisara e l'alleanza Shinpaku e sconfigge Takeda e Ukita, prima di attaccare Nijima che viene protetto da Sigfrido, ferito gravemente. Arrivato sul luogo dove Loki cerca di uccidere l'alleanza Shinpaku, viene incoronato dal quarto Pugno capo della nuova Ragnarok, tuttavia stende lui e i suoi nuovi Otto Pugni, riportando Odino al potere. Sfida allora l'Eremita, venendo per la prima volta in vita sua sconfitto dopo un duro scontro. Parla allora con Kenichi, che gli suggerisce di accettare la sconfitta prima di venire abbattuto da Odino.
In seguito diventa discepolo Yomi di Kensei e riappare con Odino, Eremita, Kushinada, Castore e Lugh al primo incontro coi discepoli del reparto armato, dove afferra e piega coi denti uno Shuriken. In seguito all'attacco all'alloggio di Ogata osserva con Odino lo scontro di Lugh con Thor e Takeda.
A seguito dell'attacco alla base di Yami che ospitava Kensei, Lugh, Odino, Berserker, Atlantae, Tanimoto, Rachel Stanley e Kushinada Chikage si riuniscono e su ordine di Ogata e Kushinada Mikumo attaccano i ragazzi dell'alleanza Shinpaku per renderli loro vittime sacrificali e prepararsi al Tramonto Eterno. Berserker sfida Kenichi, Odino Freyja, Kushinada Ukita assieme a Kisara e Shirahori, Eremita Sigfrido, Lugh Takeda, Rimi Miu e Castore Renka, mentre Thor rimane con le Valchirie e Nijima a causa di un infortunio alla spalla. Berserker e Kenichi combattono in modo equilibrato ma lo scontro viene interrotto da Rimi e Miu e il combattente resta ad osservare lo scontro tra Ryuto, Kenichi e Ogata e poi tra Ogata e Tsumotu. In seguito alla sconfitta di Tanaka salva la vita a Ryuto e Rimi da una trave infuocata e va via col suo maestro.
Successivamente si allena con gli altri allievi di Un'Ombra nove Pugni con gli allievi dell'Hachiou Danzai, seppure vi siano numerose tensioni tra i due gruppi.  Affronta i ragazzi dell'alleanza Shinpaku in contemporanea allo scontro tra i maestri del Katsujin-ken e del Satsujin-ken, senza tuttavia, assieme al Reparto Non Armato, prendere parte allo scontro finché Kushinada, stanca del disonorevole modo di combattere della divisione armata, passa dalla parte del Katsujin-ken e insieme sconfiggono gli Yomi armati. Nel mentre anche i loro maestri, su incitazione dei discepoli, si mobilitano, compresi Diego Carlo e Alexander Gaidar, evasi da Big Lock, per sconfiggere Kushinada, Kensei e l'Hachiou Danzai al fianco del Ryōzanpaku. Successivamente l'arrivo dei maestri oscuri Sougaku e Shin mette in difficoltà il gruppo, tuttavia giungono sul luogo anche Odino, Renka e i suoi compagni, grazie ai quali sconfiggono i nemici. Tanimoto in particolare supporta Berserker e Ryuto nell'abbattere Sougaku. Dopo di che ognuno va per la propria strada col proprio maestro.
Alla fine della storia assieme a Lugh torna da Ogata per farsi allenare.
Berserker è un giapponese coi capelli ritti in piedi tinti di biondo, dal fisico imponente e muscoloso. Tra gli allievi di Yomi è il secondo più possente di massa muscolare dopo Polluce, il quale arriva al livello dei maestri. Ha le sopracciglia a forma di fulmine e gli occhi scuri. Indossa sempre un giubbotto senza maniche con pantaloni scuri e una maglietta aderente. È sempre alla ricerca di sfide ed emozioni e ammette di aver paura solo dei giorni noiosi. Fa sempre di testa propria e i suoi comportamenti sono sempre imprevedibili. È fedele solo ad Odino, unico che non ha avuto il coraggio di sfidare di istinto, ma rispetta Kenichi e Tanimoto Natsu. Detesta Loki, che ha cercato di controllarlo per assumere il potere su Ragnarok. Segue solo coloro che rispetta o con cui è d'accordo. La sua espressione è quasi sempre impassibile, tranne durante uno scontro interessante dove si gode il combattimento. È stato sconfitto finora solo da Kenichi, in combattimento, mentre quando ha incontrato Ryuto gli si è arreso senza nemmeno combattere. È molto potente, in quanto Secondo Pugno di Ragnarok, di molto superiore a Freyja, tuttavia non al livello di Odino. La sua particolarità è l'assenza di forma: non ha mai praticato arti marziali né si è mai allenato, tuttavia il suo talento e il suo genio sono tali da renderlo appena inferiore a Ryuto e sicuramente superiore a molti altri combattimenti di Yomi come Scintilla. I suoi riflessi sono di molto superiori alla norma e ha un intuito miracoloso, che unito alle sue capacità fisiche lo rende un avversario temibile. È inoltre molto rapido e snodabile, oltre che forte. Riesce a piegare uno Shuriken coi denti e a cambiare a metà la direzione di una schivata. Ha un'ottima capacità di lettura dei movimenti avversari. Per mantenere la sua assenza di forma Ogata lo ha allenato col metodo autodidatta Garyuu, usato anche dall'Anziano Hayato Fūrinji per il Taisabaki. Oltre a ciò è l'unico artista marziale del manga che non si comprende se sia di tipo Dou o Sei, in quanto la sua Berserker Mode ricorda moltissimo le esplosioni di ki che contraddistinguono i combattenti Dou, ma è in grado di usare il Seikūken, particolarità dei guerrieri Sei. Sembra poter collegare un punto ai suoi colpi, infatti durante lo scontro con l'Eremita gli disegna un puntino in fronte, che definisce bersaglio e successivamente lo colpisce proprio lì. Mastica spessissimo una gomma rosa.

##### Mosse
- Seikūken: campo d'aria sferico in cui un combattente Sei, calmando il suo spirito, può controllare completamente lo spazio da cui attaccare e difendere
- Berserker Mode: esplosione di ki e combo di colpi

#### Li Raichi
- Prima apparizione: Battaglia 157
- Tipo di combattente: Dou
- Soprannome: Scintilla
- Principio di combattimento: Satsujin Ken
- Arti marziali: Chichouken, Ditangquan

È la figlia e allieva Yomi di Li Tenmon. Quando lei e suo padre arrivano in Giappone, dopo la distruzione di Ragnarok, viene incaricata da Yomi di distruggere diverse bande giovanili, tra cui Shinpaku. Durante un sopralluogo si incontra con Kenichi, non riconoscendo in lui l'allievo del Ryōzanpaku e stringono un inizio di amicizia. In seguono si rivedono a Chinatown, dove aspetta il suo padre maestro. In seguito attacca la palestra di Sumo di Thor e poi il covo di Shinpaku, dove cerca Kenichi per ucciderlo. Sconfigge in fretta Kisara e Sigfrido ma quando arriva Kenichi si fa riconoscere e lo sfida, perdendo. A questo punto arriva Tenmon che la colpisce e decide di rapire Kenichi per Kensei. Tuttavia prima che Ma lo uccida lo supplica di risparmiare il padre. Alla fine dello scontro va via con lui.
In seguito riappare sulla nave del Waraukouken, dove aiuta Miu e Kenichi a disinnescare la bomba che rischia di uccidere il suo cliente. In seguito non si sa se lasci Yomi, ma si unisce a Shinpaku come responsabile del mercato cinese.
Li Raichi è un'esperta di Ditangquan e conosce lo Zuiquan. Particolarmente potente è il suo Suiken. Indossa sempre protezioni per evitare di farsi male contro il terreno mentre esegue le sue tecniche dal basso, che spesso includono capriole. È abbastanza esperta nella guerra psicologica e nel combattimento in generale. Raichi vuole lavorare come assassina così da guadagnare i soldi per aiutare la propria famiglia in Cina, ma capisce di non riuscire a farlo per il suo amore verso la vita (che si esprime sui fiori, che le piacciono molto come a Kenichi); così decide di diventare una guardia del corpo. Il suo rapporto con il padre inizialmente è unilaterale, infatti lei gli vuole bene ma lui nemmeno un po' ne dimostra; in seguito alla loro sconfitta la cosa migliora un po' dato che il padre le permette di fare la guardia del corpo e di scegliersi i clienti. È molto legata a Kenichi e lo ringrazia per averle fatto cambiare idea sul diventare un'assassina. A Yomi il suo soprannome è Spark (Scintilla).

##### Mosse
- Suiken: tecnica dell'ubriaco, consiste nell'usare movimenti scoordinati e imprevedibili come un ubriaco. Deriva dallo Zuiquan
- Kakei: tecnica del Taichichuan per assorbire e reincanalare i colpi dell'avversario con movimenti a spirale di polsi, mani e braccia

## Alleanza Shinpaku
L'alleanza Shinpaku è una compagnia di ragazzi del liceo, inizialmente nata come gang giovanile, è diventata in seguito una sorta di primo triumvirato, un accordo privato tra i suoi membri. L'alleanza è stata fondata da Niijima, dopo che il potenziale di Kenichi si sviluppò e il ragazzo pensò di usarlo per raggiungere i propri scopi. Infatti Nijima sogna di raggiungere la vetta del potere economico, politico e sociale attraverso Shinpaku, facendola diventare inizialmente una compagnia di arti marziali, poi di commercio e alla fine di politica. Per perseguire questo obiettivo Niijima decise di sfruttare l'astro nascente di Kenichi, creando una gang giovanile a suo nome (infatti i kanji di Shinpaku possono anche essere letti come Niishira, i kanji iniziali di Niijima e Shirahama). I vari componenti dell'Alleanza inizialmente sono solo liceali con un basso livello di abilità combattive, tuttavia col proseguire della storia entrano nell'Alleanza sempre più giovani talenti. Ciò non toglie tuttavia che tra i membri vi sia una profonda amicizia, che spinge sempre nuova gente a unirsi al gruppo e fa restare quelli obbligati da Niijima (con la parziale eccezione di Tanimoto, perennemente in contrasto con Niijima e Kenichi). Infatti a differenza di organizzazioni più o meno importanti, come Ragnarok, Yomi e l'Ordine della Tigre Nera e del Drago Bianco i componenti non sono alleati, ma compagni e l'atmosfera di conseguenza cambia moltissimo. Proprio questo attrae molti combattenti da questi gruppi, quali Thor, Kushinada Chikage ed Eremita. Via via l'alleanza Shinpaku acquista sempre più potere effettivo, dovuto alle abilità dei propri membri e alla sapiente guida di Niijima, che con vari mezzi quali la vendita delle canzoni di Sigfrido acquisisce fondi che amministra in vari modi, per esempio per affittare un edificio intero come base operativa, comprare un intero set di computer, arredare una palestra o usare uno yacht. Alla fine della storia l'alleanza diventa a tutti gli effetti una società che amministra vari settori (come mercato discografico, moda, esportazioni, pubblicazioni ecc.) e si può addirittura quotare in borsa, senza tuttavia che l'amicizia tra i membri svanisca, anzi. La società è divisa in gradi gerarchici che alla fin fine sono per pura formalità: generali (Niijima e Kenichi), capitani (i combattenti più forti, soprattutto provenienti da Ragnarok), vice capitani (i membri di spicco ma con meno abilità combattiva), divisione informatica (i sottoposti addestrati da Niijima all'uso dei computer), Valchirie (il corpo armato femminile di Freyja, di particolare appoggio in battaglia) e sottoposti generali (tra cui spiccano soprattutto il portabandiera ufficiale Matsui e Mizunuma). La bandiera dell'alleanza è la testa di Niijima circondata da in cerchio con sotto i kanji "Shinpaku" in giallo su fondo oro.

### Comandanti

#### Haruo Niijima
Niijima Haruo (新島 春男?) Seiyu: Takumi Yamazaki
- Prima apparizione: Battaglia 1
- Arti marziali: Arte della fuga stile Niijima/Arti Demoniache Stile Niijima

#### Kenichi Shirahama
Vedi Kenichi Shirahama del dojo Ryōzanpaku

### Capitani

#### Natsu Tanimoto
Hāmitto (ハーミット?) Seiyu: Ryō Horikawa
- Prima apparizione: Battaglia 48
- Nome rivelato: Battaglia 49
- Tipo di combattente: Dou
- Soprannome: Eremita
- Arti marziali: Hikaken, Bājíquán, Hakkyōken e Yin Kung-fu

Tanimoto Natsu è il sesto Pugno di Ragnarok. Quando aveva 6 anni lui e la sua sorellina Kaede, molto malata, furono scelti in un orfanotrofio da un importante finanziere che, non avendo figli, addestrò Tanimoto a gestire nel futuro l'impero finanziario in cambio delle cure per la sorella, su premessa che se si fosse rivelato buono a nulla li avrebbe buttati in strada. Egli fece il possibile nonostante il suo padre adottivo fosse gelido con lui, finché questi non si innamorò di una dottoressa di Kaede e la sposò. Per tre anni Tanimoto conobbe il calore della famiglia, poi il padre adottivo morì per cause ignote e la moglie fu accusata di averlo ucciso e incarcerata. A questo punto Kaede morì, dopo aver fatto promettere a Tanimoto di non perdere mai. A questo punto il ragazzo tentò di controllare l'impero del padre, ma gli amministratori corrotti lo privarono di gran parte del patrimonio. Quando il suo avvocato tentò di ucciderlo, fu salvato da Isshinsai Ogata di Un'Ombra nove Pugni, che gli consigliò di apprendere le arti marziali. Tanimoto allora si rivolse a Ma Sougetsu, pagandolo con 36 casse di vino raro e due bottiglie extra che bevette tutto. Apprese da lui il Kenpō cinese, in particolare Hikaken e Hakkyōken per gli scontri a lunga distanza e Bajiquan per la corta distanza. Si unì poi a Ragnarok, che doveva servirgli per entrare nella mafia, come sesto Pugno. Spesso Kanou Shou gli si rivolgeva mentre era nell'associazione.
Appare per la prima volta al ritrovo dei Pugni per testare le abilità di Kisara quando lui, Loki e la Valchiria sconfiggono da soli 50 uomini. In seguito assiste allo scontro di Takeda, Ukita, Kenichi e Miu contro Kisara, Koga e la sua gang. Appare davanti all'alleanza Shinpaku dove cerca di estorcere a Nijima dove apprende Kenichi le arti marziali. Successivamente ferma Kisara dalla vendetta contro Shinpaku e stringe amicizia con Miu facendole fare Giulietta a uno spettacolo teatrale, con la conseguente reazione di Kenichi che lo trova mezzo rivale e mezzo amico, nonostante subito si accorga che in lui qualcosa non va. Chiede in seguito a Kenichi di proteggere il club di teatro dai delinquenti, per entrare in rapporto con lui, mantenere la facciata e osservare il suo stile di combattimento. Allo spettacolo tuttavia usa inconsciamente il passo delle 9 e tre quarti davanti a Ma Kensei, che riconosce subito le sue capacità. Subito dopo la rappresentazione affronta Kenichi con rabbia per la sua ostentata purezza accusandolo di recitare una parte come fa lui ogni giorno. Subito dopo attacca i due ragazzi e si scontra con Kenichi su un autobus in corsa, dove gli chiede se il suo maestro sia Ma Sougetsu e poi tenta di ucciderlo. Il duello finisce in parità e Sakaki e Ma soccorrono Kenichi mentre Tanimoto scompare per tornare dopo qualche tempo di allenamento e ottiene da Odino il permesso di combattere Kenichi. Tuttavia pochi giorni dopo incontra Honoka, senza saperne l'identità e la salva da dei delinquenti portandola poi a casa propria per fasciarle una ferita. Nonostante le continue indicazioni di sparire, la bambina rassetta casa all'Eremita, gli prepara il pranzo e gli fa il tè e questi inizia a ricordarsi della sorellina scomparsa. Honoka inizia a frequentare la casa di Tanimoto e questi inizia a provare un barlume di nascosto affetto per lei, in cui rivede sua sorella. A questo punto tuttavia arriva Loki e scoperto che Honoka è sorella di Kenichi la usa come ostaggio per attirare Kenichi a uno scontro con Tanimoto. Kenichi, infuriato, accorre e affronta com furia Tanimoto, ma questi, seppure non contento della piega degli eventi, lo mette in difficoltà per la chiarezza delle azioni di Kenichi, che non sa mentire nemmeno coi movimenti in un duello, diventando prevedibile. Tuttavia lo scontro è fermato da Loki, che tenendo in ostaggio Honoka attacca Kenichi. Tuttavia sentendo Honoka incoraggiare il fratello e vedendola leggermente ferita da n*20 si ricorda di sua sorella e della promessa fattale e libera Honoka, disertando Ragnarok. Loki viene sconfitto da Kenichi, ma appare ora Odino che umilia Loki e lo caccia ma non si fa riconoscere da Kenichi. Allora Eremita e Shirahama hanno un nuovo breve scontro, ma finisce in parità perché entrambi svengono per le ferite e vengono curati da Akisame, che stava osservando con Sakaki. A questo punto Eremita incontra Ma Kensei, che gli chiede se il fratello fosse stato un buon maestro. Tanimoto ricorda allora che Sougetsu, da ubriaco, esagerava di vantarsi di Ma. Parlando con Furinji Hayato il vecchio gli dice che alla fine del cammino dell'eremita c'è il nulla. Alla fine torna a scuola, dove finge continuamente di essere studente perfetto e spesso Kenichi viene a dargli fastidio confidandosi con lui, cosa che origina molte scene comiche. Nijima varie volte gli chiede di unirsi a Shinpaku, ma nonostante sia attratto dal calore umano non accetta finché Odino non tenta di ucciderli. A questo punto assieme a Thor affronta Ragnarok e sfida sconfiggendo Berserker.
In seguito continua a cercare Ma Sougetsu, facendosi notare da Renka a Chinatown. Dopo una sconfitta a Otello accompagna Honoka al giardino botanico e lì vede Kanou Shou e Kenichi e li ferma prima che combattano. Kenichi a un certo punto, terrorizzato dagli allenamenti, si rifugia a casa sua. In seguito soccorre il ragazzo che combatte contro Jihan assieme a Nijima e portano in salvo lui e Miu. Informato da Nijima del torneo D of D, parte con gli altri dell'alleanza Shinpaku per Despair Island sebbene il Ryōzanpaku tenti di impedirglielo ma, attaccati dai sistemi difensivi dell'isola, fa da diversivo per lo sbarco degli altri. La barca viene affondata ma lui si salva e sull'isola trova Ma Sougetsu, che torna ad allenarlo. In seguito all'attacco a Despair Island, Freyja, Takeda, Thor, Ukita, Kisara, Sigfrido e Nijima sono attaccati da Fortuna, che vuole sottometterli come il team Antico Pancration. Tuttavia, grazie all'arrivo di Tanimoto e alla guida di Nijima, con un abile gioco di squadra riescono a sconfiggere il maestro.
Al ritorno a scuola Takeda e Ukita vengono bocciati ma tutti gli altri passano l'anno e Freyja e Thor iniziano a lavorare in un dojo proprio. Tuttavia l'arrivo dei nuovi studenti Yomi scuote le acque. Al campeggio estivo protegge gli altri dalla milizia di Boris. Assiste allo sparring tra Kenichi e Takeda. In seguito continua ad essere allenato da Ma Sougetsu, il quale lo addestra facendolo combattere con gente sempre più forte perché presto possa prendere il posto che gli spetta a Yomi quando lui tornerà a Yami. Immediatamente dopo si scontra con Chou Enshin, discepolo di Ro Jisei, per il posto a Yomi, vincendo di poco. Successivamente partecipa alle riunioni di Shinpaku, volontariamente o meno, e con Castore, Lugh, Berserker, Odino e Kushinada all'incontro coi discepoli del Reparto Armato.
A seguito dell'attacco alla base di Yami che ospitava Kensei, Lugh, Odino, Berserker, Atlantae, Tanimoto, Rachel Stanley e Kushinada Chikage si riuniscono e su ordine di Ogata e Kushinada Mikumo attaccano i ragazzi dell'alleanza Shinpaku per renderli loro vittime sacrificali e prepararsi al Tramonto Eterno. Berserker sfida Kenichi, Odino Freyja, Kushinada Ukita assieme a Kisara e Shirahori, Eremita Sigfrido, Lugh Takeda, Rimi Miu e Castore Renka, mentre Thor rimane con le Valchirie e Nijima a causa di un infortunio alla spalla. I due si fronteggiano in un duro scontro e Tanimoto vince ma risparmia l'amico e se ne va.
Successivamente si allena con gli altri allievi di Un'Ombra nove Pugni con gli allievi dell'Hachiou Danzai, seppure vi siano numerose tensioni tra i due gruppi.  Affronta i ragazzi dell'alleanza Shinpaku in contemporanea allo scontro tra i maestri del Katsujin-ken e del Satsujin-ken, senza tuttavia, assieme al Reparto Non Armato, prendere parte allo scontro finché Kushinada, stanca del disonorevole modo di combattere della divisione armata, passa dalla parte del Katsujin-ken e insieme sconfiggono gli Yomi armati. Nel mentre anche i loro maestri, su incitazione dei discepoli, si mobilitano, compresi Diego Carlo e Alexander Gaidar, evasi da Big Lock, per sconfiggere Kushinada, Kensei e l'Hachiou Danzai al fianco del Ryōzanpaku. Successivamente l'arrivo dei maestri oscuri Sougaku e Shin mette in difficoltà il gruppo, tuttavia giungono sul luogo anche Odino, Renka e i suoi compagni, grazie ai quali sconfiggono i nemici. Tanimoto in particolare supporta Berserker e Ryuto nell'abbattere Sougaku. Dopo di che ognuno va per la propria strada col proprio maestro.
Alla fine della storia Tanimoto abbandona Yomi per Shinpaku e accoglie in casa Ma Sougetsu, che convive con lui e fa amicizia con Honoka, la quale continua a frequentare la casa dell'amico del fratello.
Tanimoto è un ragazzo giovane e biondo, molto bello. Indossa spesso vestiti normali come maglioni e jeans, ma quando combatte sempre gli indumenti che aveva a Ragnarok, il mantello, i guanti del Sesto Pugno e la tuta nera. Viene da una famiglia molto facoltosa e il padre adottivo gli ha lasciato in eredità una grande compagnia commerciale. È molto ricco e vive in una lussuosa villa, ma non sembra occuparsi della società del padre adottivo. La sua personalità è molto complessa. Appare molto aperto e socievole, ma in realtà è molto schivo e chiuso a causa del proprio passato. Voleva molto bene alla sorella biologica Kaede e quando lei morì lui rimase profondamente ferito. Ciò gli procurò una profonda ferita psicologica e un enorme carico di dolore e rabbia che sfogava nei combattimenti uccidendo gli avversari. Inoltre ha un carattere abbastanza irritabile, ma finge sempre davanti a coloro che non lo conoscono bene, soprattutto i suoi compagni di scuola o i professori. Vuole sempre apparire lo studente e il ragazzo perfetto e per questo si è pure iscritto a teatro per esercitarsi. Questa sua mania e il modo in cui si comporta abitualmente provoca un contrasto nettissimo che origina scene di grande comicità in cui il ragazzo passa da un estremo all'altro quando è o non è osservato, cosa su cui gioca spesso Kenichi. Di norma tuttavia quando si accorge che la persona che lo osserva è Nijima, Tanimoto si tranquillizza e lo pesta per bene lasciandolo a terra pieno di botte. L'unica persona che tollera è Honoka, verso cui prova un affetto sincero ma non riconosciuto. Infatti la bimba gli ricorda la sua sorellina e spesso e volentieri la troviamo a casa di Tanimoto che grazie a lei si è abituato a cucinare, fare il tè e occuparsi delle faccende di casa. Ogni tanto si lancia in dimostrazioni d'affetto con Honoka che tuttavia nega definendoli atti con secondi maligni fini se qualcuno glielo fa notare. Giocano spesso a Otello e ogni volta che uno dei due perde (quasi sempre Natsu), l'altro fa tutto ciò che gli viene detto per un giorno. Kenichi si ritiene il suo migliore amico, con grande dispetto del ragazzo, che tuttavia a poco a poco inizia a ricambiare l'amicizia, nonostante sempre si trovi irritato dal carattere aperto del giovane. Sembra molto affiatato con Sigfrido, che da sempre ha voluto sfidare, mentre detesta Nijima, che lo irrita. Non va particolarmente d'accordo con Takeda. È molto affezionato a Ma Sougetsu che vede come una specie di punto di riferimento e il maestro a sua volta gli vuole bene, infatti alla fine del manga i due vivono nella casa di Natsu, sempre in compagnia di Honoka. Col tempo inizia ad affezionarsi all'alleanza Shinpaku, tanto da tradire per i suoi amici Yomi. In combattimento utilizza solo il Kempo cinese imparato da Sougetsu, di cui è grande esperto, in particolare Hakkyōken e Hikaken, la cui particolarità è l'utilizzo delle braccia a mo' di frusta per portare il sangue alle estremità e renderle dure come la roccia. Utilizzando solo quest'arte marziale, Tanimoto è in grado di lanciare colpi letali a ogni movimento. Ha imparato inoltre il Bājíquán per il combattimento ravvicinato, in modo da essere un combattente completo e chiudere le lacune dovute all'uso dell'Hikaken per la lunga distanza e dell'Hakkyōken per quello a media distanza. È molto talentuoso, ma si allena anche duramente. La sua mossa finale, Kyousa, gli è stata insegnata da Sougetsu e lui è riuscito a evolverla in Gou Kyousa. Conosce molto bene il Kempo cinese e non si fa scrupoli a ferire gravemente il nemico se necessario. A furia di giocare a Otello con Honoka è diventato un maestro in questo sport, come ha fatto Apachai.

##### Mosse
- Posizione a mani appuntite: posa di guardia dell'Hakkejyou con le braccia completamente aperte e le mani a lama leggermente chiuse ai lati, permette passaggio da attacco a difesa simultaneo. Kamae di partenza dell'Eremita
- Attacco spaccategole: colpo dell'Hikaken che consiste nella rotazione delle braccia, culminante in un attacco verso il basso portato col palmo della mano che può spaccare il metallo.
- Frusta spaccacervella: colpo dell'Hikaken, attacco alla nuca con il fianco della mano dopo rapida rotazione del braccio, usato come una frusta.
- Chou Chuu: serie combinata di prese usate per incrementare la forza dei colpi con le mani appuntite e le braccia a frusta dell'Hikaken
- Senpuu Hirai Geki Kounou: rapido colpo al basso costato durante una veloce rotazione a fianco dell'avversario che culmina con un colpo di taglio alla nuca
- Geki Tou Chouchuu: gomitata al fianco usando le braccia a frusta dell'Hikaken
- Ji Shen Kao: dopo essersi posto a fianco dell'avversario, con una presa a una mano al fianco opposto lo si stritola contro il proprio corpo
- Tenzankou: potente colpo di avambraccio in mezzo alle scapole dopo una giravolta dietro l'avversario
- Konrai Ryuushou: colpi di palmo e affondo alla bocca dello stomaco
- Uryuu Banda: colpo di frusta con la mano a lama dietro il collo eseguito dopo una giravolta verso il nemico per potenziare l'attacco con la forza centrifuga. Molto usato da Tanimoto
- Kyousa: tecnica consistente in un triplo colpo con la più potente forza di penetrazione su un singolo punto del corpo, per cui ogni attacco, seppur debole da solo, moltiplica il danno arrecato secondo il principio del bisturi gamma. È l'Ougi di Ma Sougetsu
- Gou Kyousa: potenziamento di Kyousa, tecnica finale di Tanimoto

#### Ikki Takeda
Takeda Ikki (武田 一基?) Seiyu: Kazuki Yao
- Prima apparizione: Battaglia 14
- Tipo di combattente: Sei
- Soprannome: Takeda il pugile, sinistra illusione
- Arti marziali: Boxe

Takeda era un giovane astro nascente nella boxe dei pesi leggeri. La sua abilità gli meritò il soprannome "Sinistra Illusione" grazie soprattutto al suo pugno, invisibile anche alla slow motion. Aveva un grande amico, Akeshita, che si allenava con lui, ma questi venne assalito da dei banditi il giorno prima della finale di Takeda. Il ragazzo aiutò il suo amico, ma a causa di una ferita perse l'uso del braccio sinistro, la sua arma più forte e dovette rinunciare alla carriera. Al contrario Akeshita progredì rapidamente e si scordò di Takeda. Allora il ragazzo, ferito, entrò nel Ragnarok nel team Trio Technique con Ukita e Koga.
A seguito di un ordine di Kisara dopo la sconfitta di Koga aspettò a scuola Kenichi con Ukita, prendendo in ostaggio due bulli che umiliavano il ragazzo. Kenichi sconfisse rapidamente Ukita e poi Takeda, salvandogli la vita da una caduta dal tetto e portandolo da Akisame, che gli guarì il braccio sinistro. In seguito lo salva da Shinnosuke Tsuji e da altri malfattori. Tuttavia viene sorpreso da Kisara e i suoi in un'imboscata e con l'aiuto di Ukita riesce a sconfiggere gli scagnozzi prima che i due vengano stesi da Kisara. A questo punto arriva Kenichi, che impedisce a Koga di rompere il braccio a Ukita, Miu, che affronta Kisara e la novella alleanza Shinpaku che mette in fuga gli altri. In seguito protegge Nijima, che ha attirato a un bar lui, Kenichi e Ukita con una falsa lettera d'amore, da un'imboscata di Loki, salvo poi tentare di fargli tanto tanto male avendo scoperto l'inganno. Si rivede mentre affronta le ombre di Loki che cercano di impedirgli di raggiungere Kenichi e l'Eremita e sconfiggerle.
In seguito lo si vede combattere con altri sgherri di Ragnarok. In seguito viene attaccato da Berserker e sconfitto con Ukita. Torna sul campo per aiutare Eremita e Thor mentre Kenichi combatte Odino.
In seguito protegge Kenichi da Li Tenmon di Yami assieme ad Ukita. Avendo visto l'allenamento degli altri membri dell'alleanza Shinpaku, decide di cercare un maestro e dopo aver assistito alla sconfitta di alcuni mafiosi da parte di James Shiba, decide di farsi accettare da lui come allievo. Nonostante il rifiuto del pugile, resta davanti alla sua porta per tre giorni e si sottopone a prove assurde di resistenza e fortuna. Il pugile decide allora di allenarlo, saputo inoltre che combatte contro Yami, il cui leader gli ha rotto una gamba. Gli allenamenti di Shiba sono massacranti come quelli di Akisame con cui spesso è in competizione, se non di più, inoltre l'uomo fa combattere Takeda nell'arena dei combattimenti clandestini scommettendo sul risultato e guadagnando moltissimo. Dopo che Kenichi vince tutto all'arena, implora Miu di non farglielo più fare in quanto Shiba, contrariato, lo ha sottoposto a un allenamento assassino per non farlo superare dal ragazzo. Informato da Nijima del torneo D of D, parte con gli altri dell'alleanza Shinpaku con la barca di Tanimoto per Despair Island, sebbene il Ryōzanpaku tenti di impedirglielo e durante la cerimonia di apertura si iscrive con il consenso del Waraukouken (non senza la disapprovazione di Sakaki, il quale, arrabbiato per la loro incoscienza, dà un pugno a ciascuno. Takeda, schivato il primo, ne riceve uno molto più forte in risposta). Il primo scontro del torneo vede lui, Mizunuma e Freija combattere contro la squadra militare "Black Force". Mizunuma perde il primo incontro contro J, che subito dopo Takeda sconfigge e Freija affronta e sconfigge il capo della squadra, J Cavo Fiammeggiante, che usa il fil di ferro. Dopo la prima giornata Suparna cerca di portare con sé Miu, rapendola e tramortendola. Viene ostacolato da Kenichi, contro cui scatena Seta e Hayami, sue guardie del corpo Yomi e da Takeda, Thor e Freija, che sconfigge lui stesso. Rivela allora a Takeda che Ichei è Furinji Saiga. A causa delle ferite ricevute, i tre non possono più combattere e restano in infermeria. In seguito all'attacco a Despair Island, Freyja, Takeda, Thor, Ukita, Kisara, Sigfrido e Nijima sono attaccati da Fortuna, che vuole sottometterli come il team Antico Pancration. Tuttavia, grazie all'arrivo di Tanimoto e alla guida di Nijima, con un abile gioco di squadra riescono a sconfiggere il maestro.
Al ritorno a scuola Takeda e Ukita vengono bocciati ma tutti gli altri passano l'anno e Freyja e Thor iniziano a lavorare in un dojo proprio. Tuttavia l'arrivo dei nuovi studenti Yomi scuote le acque. In seguito Renka propone uno sparring tra lui e Kenichi e Takeda accetta (i due combattono per testare le proprie abilità e un incentivo alla cosa avviene dai maestri Akisame e Shiba, che scommettono sul risultato i propri baffi). Lo scontro si combatte a casa di Shiba e dopo un durissimo scontro Kenichi vince per un pelo. Lì il ragazzo comprende i sentimenti superiori all'amicizia che Takeda prova per Miu. Assieme a Shigure e agli altri dell'alleanza Shinpaku si dirige a salvare Freyja, combattendo brevemente contro il Reparto Armato mentre Kenichi salva Freyja e combatte con un maestro del reparto armato. In seguito raggiunge il Ryōzanpaku a Okinawa, rimanendo tuttavia in disparte.
Dopo il colpo di Stato di Yami assieme agli altri dell'alleanza Shinpaku salva il commissario Honmaku e si dirige da Ishida per la decodifica del disco. Affronta allora Rimi e i monaci guerrieri, subito dopo si scontra con Ishida, che viene sconfitto da Sakaki. Dopo il rapimento di Miu vorrebbe accompagnare Kenichi a cercarla, ma non può, perché altrimenti lui e Ukita avrebbero dovuto ripetere ancora l'anno e assieme ai ragazzi di Shinpaku augura buona fortuna all'amico per il ritrovamento della ragazza. In seguito partecipa a un appuntamento a quattro con Ukita, Kisara e Freyja dove si imbuca anche Shirahori e assiste allo scontro tra il Judoka e la guardia del corpo di Kisara. Scopre in seguito, con suo enorme shock, che Shirahori è una donna e cerca di renderne edotto Ukita, mentre sempre più stupefatto si rende conto che sebbene Ukita sia innamorato di Kisara è ambito anche da Shirahori e Freyja. In seguito partecipa con gli altri dell'alleanza all'assalto della base Yami dove dimora Ogata Isshinsai restando però in disparte e all'arrivo di Odino, Berserker e Lugh sostituisce Thor nel confronto col cieco, sebbene lo scontro venga interrotto.
Pochi giorni dopo l'alleanza Shinpaku decide di fare una gita a un parco acquatico: il giorno passa piacevole, ma appena cala il sole il parco si svuota e restano soli. A questo punto appaiono i membri di Yomi, che su ordine di Ogata e Kushinada attaccano i ragazzi per renderli loro vittime sacrificali e prepararsi al Tramonto Eterno. Berserker sfida Kenichi, Odino Freyja, Kushinada Ukita assieme a Kisara e Shirahori, Eremita Sigfrido, Lugh Takeda, Rimi Miu e Castore Renka, mentre Thor rimane con le Valchirie e Nijima a causa di un infortunio alla spalla. Takeda si trova molto in difficoltà, sia perché preoccupato per gli altri sia per la difficoltà per un pugile di sconfiggere un avversario specializzato in prese e lanci. Oltre a ciò la pressione psicologica, il ki intimidatorio e l'abilità di Lugh lo portano quasi alla morte ma alla fine, davanti agli occhi di Ogata, sconfigge il non vedente. Durante lo scontro il pugile riesce persino a rilasciare da solo il proprio ki, superando di gran lunga lo stadio di allievo. Stremato, crolla al suolo.
A seguito del rapimento di Shigure, i ragazzi di Shinpaku accompagnano Kenichi a combattere la battaglia finale e si allenano con Saiga Fūrinji in un sottomarino. Durante questo tempo migliorano molto e ognuno raggiunge la maturità necessaria a diventare un vero artista marziale. L'ultima notte tutti si confessano l'un l'altro: Takeda rivela che Saiga è Ichiei e confessa a Miu che non solo Kenichi e Kanou Shou rischierebbero la vita per lei, Ukita promette di proteggere Kisara a ogni costo e questa ricambia, Freyja giura a sua volta di proteggere Ukita e come portavoce di tutti ribadisce l'importanza della loro presenza nel conflitto per il loro orgoglio di artisti marziali, mentre Kenichi ringrazia Nijima e le arti marziali di avergli fatto incontrare tutti. Insieme gli amici, uniti più che mai, si dirigono a combattere la battaglia finale.
Dopo uno sbarco movimentato, i ragazzi si scontrano con i discepoli di Yami mentre Kenichi, Miu e Nijima raggiungono la base missilistica di Yami per evitare il lancio di un missile sul Giappone. Lo scontro tuttavia, pur non partecipando gli allievi di Un'Ombra nove Pugni, volge a sfavore dell'alleanza Shinpaku: Kisara per colpa di Kushinada viene trafitta da una Falce al ventre e nonostante sia protetta da una cotta di maglia sviene; Ukita, ferito e infuriato con Kushinada, protegge Kisara a terra facendole da scudo; Thor, azzoppato da un Kodachi e colpito da ogni parte, rischia di morire dissanguato; Sigfrido non riesce più a evitare o deviare i colpi e nel tentativo di aiutare gli altri viene ferito più volte; Takeda in particolare rischia spesso la morte a causa della sua arte marziale, svantaggiata contro i combattimenti a lungo raggio e a malapena si difende; Freyja stessa si protegge a malapena. Tuttavia Chikage, ricordando l'amicizia che lega l'alleanza e stufa dei metodi disonorevoli di uccidere del Reparto Armato, assieme agli altri Yomi li difende e iniziano a lottare assieme. Lo scontro torna in parità ma l'arrivo dei maestri oscuri Sougaku e Shin cambia le cose. A questo punto tuttavia giungono sull'isola Ryuto, Renka, Genson Ryu e Koan Shokatsu: con il loro aiuto e soprattutto la guida strategica di Odino lo scontro ricomincia. Ryuto, Berserker e Eremita riescono a sconfiggere Sougaku, Renka, Genson, Koan e l'alleanza Shinpaku mettono al tappeto Shin e Yomi sconfigge il Reparto Armato.
Successivamente continua ad allenarsi con Shiba e sembra aver ripreso con successo la carriera di pugile professionista, oltre a sviluppare particolare affetto per Freyja, tanto che il vecchio pugile la considera la ragazza del suodiscepolo.
Takeda è un ragazzo dal fisico snello ma muscoloso. Ha il viso allungato e i capelli bianchi. Indossa sempre una camicia con sotto dei limitatori e pantaloni di flanella. Ogni tanto mastica una spiga di grano. È sempre sorridente e ride e scherza spesso, tuttavia ogni tanto si altera pesantemente o ha reazioni esagerate. È molto espansivo e non nasconde mai i propri pensieri. Di rado si arrabbia, specialmente se tentano di colpire Miu, i suoi amici o il suo braccio sinistro, simbolo della sua crescita e del suo percorso. È molto affezionato a Miu, sua prima cotta, sebbene in seguito si avvicini a Freyja. È un grande amico di Ukita e successivamente di Kenichi. Alle volte si lancia in scene involontarie davvero comiche che tuttavia non capisce. È molto legato al suo maestro e ha sommo orgoglio della sua arte marziale. Chiacchiera molto con Sigfrido. Essendo un pugile utilizza pressoché solo i pugni in combattimento indipendentemente dell'avversario che affronta (solo contro Lugh ha usato la Clinch). Ha inventato una serie infinita di colpi e si allena sempre per potenziare i propri muscoli. La sua arma migliore è il sinistro, che per un po' di tempo gli è rimasto paralizzato a causa di una ferita ed è talmente veloce da essere invisibile. È lo stesso pugno del suo maestro, tuttavia Shiba è molto più veloce e infinitamente più forte di lui. Indossa sempre dei limitatori sotto la maglietta per controllare la propria forza e la toglie solo contro avversari difficili. Ha una grandissima conoscenza dei colpi del pugilato soprattutto quello clandestino. È molto talentuoso infatti in un momento di rabbia suprema è stato in grado di rilasciare da solo il proprio ki del Sei. È stato in grado di sviluppare l’Auto Rhythm osservando la Mubyoshi di Kenichi e il Warp Punch su intuizione e messa a frutto dei suoi allenamenti. È in grado di usare il primo livello della Ryusuui Seikūken potendo arrivare a una battaglia di scie. È molto veloce e con una grande resistenza, tuttavia il suo braccio sinistro è continuamente preso di mira dagli avversari. Spesso abbraccia Miu e Kenichi stringendo un po' troppo dalla parte di Kenichi.

##### Mosse
- Pivot Punch: pugno durante una rotazione
- Kidney Punch: pugno sferrato dietro la schiena per colpire gli organi interni e la spina dorsale
- Colpo basso: pugno all'inguine
- Clinch: unica presa del pugilato, consiste in un abbraccio stritolante al costato di fronte all'avversario
- Rabbit Punch: colpo al collo o alla base del cranio, nella boxe tradizionale è vietato perché può causare lesioni nervose o morte
- Giant Neko Megaeru Punch: doppio pugno che parte da posizione accovacciata, potenziato dalla spinta massima delle gambe e dalla rotazione dei polsi
- Meteor Straight: Rabbit Punch alla nuca dopo che il pugile è stato lanciato da dietro la schiena, oltre alla potenza muscolare è rafforzato dal lancio con la forza dell'avversario e dalla gravità che permette di sfruttare il proprio peso per accrescere ulteriormente la potenza
- Ultra Bolo Punch: pugno che parte da dietro la schiena mentre si esegue un giro completo
- Ryusuui Seikūken: forma completa del Seikūken, ha tre livelli: riducendo la tecnica a un sottile strato attorno al corpo e concentrandosi sulla respirazione del nemico, è possibile leggere il flusso dell'avversario analizzandone i movimenti e immedesimandosi in lui, schivando gli attacchi col minimo movimento e massimo guadagno di tempo (liv 1); fonderlo col proprio adattandosi ad esso (liv 2) e distruggerlo anticipandone le mosse (liv 3). Una delle 108 tecniche speciali di Furinji Hayato, è la tecnica finale del Sei. Takeda ne usa il primo livello, potendo accedere alla lettura delle scie
- Niren Sandan Blow: raffica di destri
- Dog Fight Blow: combo di pugni aerei verso il basso
- Colpo schiacciafegato: doppio pugno ai tessuti molli sotto il basso costato
- Hair Breath Cross Counter: pugno al viso come contrattacco a un affondo dell'avversario. Il suo successo si basa solo sulla superiore lunghezza del proprio arto rispetto all'avversario
- All Range Punch: combo di pugni rapidissimi girando intorno all'avversario. Il rapido gioco di gambe combinato con la velocità dei colpi simile al Sinistro Illusorio dà l'impressione che i colpi siano contemporanei e circondino l'avversario
- Sinistro illusorio: diretto sinistro tanto veloce da non essere visto nemmeno al rallentatore, è la sua mossa più caratteristica e anticamente la più forte. Grazie a questo pugno Takeda ha ricevuto il soprannome di Sinistra Illusione
- Auto Rhythm: colpo col braccio sinistro, secondo Shiba è un pugno alla massima potenza. È similissimo al Mubyoshi di Kenichi, sebbene di poco inferiore in potenza e superiore in velocità, secondo Akisame è potenzialmente migliorabile. La posizione di partenza è la stessa tuttavia il Mubyoshi è una combinazione dei fondamentali di Kempo cinese, Karate, Muay Thai e Jujitsu e utilizza movimenti di occhi, fianchi, gambe e ki, mentre l'Auto Rhythm la parte superiore del corpo e soprattutto i muscoli della schiena. Una delle mosse finali di Takeda.
- Warp Punch: pugno in cui si rilascia prima una quantità di ki per illudere la percezione dell'avversario riguardo al colpo, facendogli sbagliare il calcolo di distanza, velocità e direzione e facendo slittare il punto di impatto del pugno: è quasi impossibile da afferrare o schivare perché quasi impossibile avvertire il colpo reale, soprattutto se l'avversario ha una buona percezione del ki

#### Hibiki Kugenin
Kugen'in Hibiki (九弦院 響?) Jīkufurīto (ジークフリート?) Seiyu: Mitsuaki Madono
- Prima apparizione: Battaglia 48
- Tipo di combattente: Sei
- Soprannome: Sigfrido, il compositore immortale
- Arti marziali: Una sua versione del Go no Sen, probabilmente basato sul Wing Chun

Hibiki Kugenin è il quinto Pugno di Ragnarok. Non si conosce la sua famiglia, ma è molto ricco e studia al conservatorio. Appare per la prima volta alla riunione dei Pugni e in seguito quando attacca e rapisce Nijima portandolo a Loki. Affronta allora Kenichi, venendo battuto. In seguito parla a Thor della limpidezza del ragazzo e si unisce a Shinpaku, affascinato da Nijima. In seguito lo protegge da Berserker, rimanendo seriamente ferito con varie costole rotte. Successivamente chiama Thor perché aiuti Nijima e cerca di giungere sul luogo dello scontro, nonostante Akisame, infastidito dai suoi tentativi di andare, abbia la tentazione di strangolarlo. Alla fine Sakaki lo porta sul letto fino alla battaglia, dove dà una mano a Thor e Tanimoto, assieme a Takeda, Thor, Shiratori e gli altri.
Dopo la sconfitta di Odino si scontra con Li Raichi e poi Li Tenmon, venendo battuto da entrambi. Parte in seguito per allenarsi in Tibet, dai monaci, dove impara nuove mosse e potenzia le proprie abilità. Chiamato da Nijima al D of D, si dirige col suo jet sull'isola con un viaggio continuo di tre giorni, dove atterra buttandosi dall'aereo da 300 metri. Affronta e sconfigge subito dopo due del team dei Capoeira Fighter, grazie all'aiuto di Nijima che li attacca psicologicamente e Ukita che ne sconfigge uno. Rimasta solo una ragazza e il capo del gruppo, vittima di un colpo di sonno si addormenta, ma Kisara, con l'aiuto di Nijima e Ukita, riesce a sconfiggerli. In seguito all'attacco a Despair Island, Freyja, Takeda, Thor, Ukita, Kisara, Sigfrido e Nijima sono attaccati da Fortuna, che vuole sottometterli come il team Antico Pancration. Tuttavia, grazie all'arrivo di Tanimoto e alla guida di Nijima, con un abile gioco di squadra riescono a sconfiggere il maestro.
Al ritorno a scuola Takeda e Ukita vengono bocciati ma tutti gli altri passano l'anno e Freyja e Thor iniziano a lavorare in un dojo proprio. Sigfrido forma una band e esordisce come cantante dedicando i proventi all'alleanza Shinpaku. Tuttavia l'arrivo dei nuovi studenti Yomi scuote le acque. Al campeggio estivo Sigfrido segue Nijima e lo protegge dalla milizia di Boris. In seguito aiuta Nijima a depistare Kushinada perché non combatta con Kenichi. Assieme a Shigure e agli altri dell'alleanza Shinpaku si dirige a salvare Freyja, combattendo brevemente contro il Reparto Armato mentre Kenichi salva Freyja e combatte con un maestro. In seguito raggiunge il Ryōzanpaku a Okinawa, rimanendo tuttavia in disparte.
Dopo il colpo di Stato di Yami assieme a Thor e Freyja raggiunge i compagni dell'alleanza Shinpaku che combattono Rimi e i monaci guerrieri, subito dopo si scontra con Ishida, che viene sconfitto da Sakaki. Assieme ai ragazzi di Shinpaku augura buona fortuna a Kenichi per il ritrovamento di Miu. In seguito partecipa con gli altri dell'alleanza all'assalto della base Yami dove dimora Ogata Isshinsai restando però in disparte e all'arrivo di Odino, Berserker e Lugh e si scontra con questi dopo Ukita per saggiare le sue abilità. Salva la vita a Thor e rischia seriamente la propria ma è il primo che si accorge della cecità del ragazzo.
Pochi giorni dopo l'alleanza Shinpaku decide di fare una gita a un parco acquatico: il giorno passa piacevole, ma appena cala il sole il parco si svuota e restano soli. A questo punto appaiono i membri di Yomi, che su ordine di Ogata e Kushinada attaccano i ragazzi per renderli loro vittime sacrificali e prepararsi al Tramonto Eterno. Berserker sfida Kenichi, Odino Freyja, Kushinada Ukita assieme a Kisara e Shirahori, Eremita Sigfrido, Lugh Takeda, Rimi Miu e Castore Renka, mentre Thor rimane con le Valchirie e Nijima a causa di un infortunio alla spalla. Lo scontro con Tanimoto lo vede sconfitto, ma l'Eremita lo risparmia e insieme tornano poi a scuola.
A seguito del rapimento di Shigure, i ragazzi di Shinpaku accompagnano Kenichi a combattere la battaglia finale e si allenano con Saiga Fūrinji in un sottomarino. Durante questo tempo migliorano molto e ognuno raggiunge la maturità necessaria a diventare un vero artista marziale. L'ultima notte tutti si confessano l'un l'altro: Takeda rivela che Saiga è Ichiei e confessa a Miu che non solo Kenichi e Kanou Shou rischierebbero la vita per lei, Ukita promette di proteggere Kisara a ogni costo e questa ricambia, Freyja giura a sua volta di proteggere Ukita e come portavoce di tutti ribadisce l'importanza della loro presenza nel conflitto per il loro orgoglio di artisti marziali, mentre Kenichi ringrazia Nijima e le arti marziali di avergli fatto incontrare tutti. Insieme gli amici, uniti più che mai, si dirigono a combattere la battaglia finale.
Dopo uno sbarco movimentato, i ragazzi si scontrano con i discepoli di Yami mentre Kenichi, Miu e Nijima raggiungono la base missilistica di Yami per evitare il lancio di un missile sul Giappone. Lo scontro tuttavia, pur non partecipando gli allievi di Un'Ombra nove Pugni, volge a sfavore dell'alleanza Shinpaku: Kisara per colpa di Kushinada viene trafitta da una Falce al ventre e nonostante sia protetta da una cotta di maglia sviene; Ukita, ferito e infuriato con Kushinada, protegge Kisara a terra facendole da scudo; Thor, azzoppato da un Kodachi e colpito da ogni parte, rischia di morire dissanguato; Sigfrido non riesce più a evitare o deviare i colpi e nel tentativo di aiutare gli altri viene ferito più volte; Takeda in particolare rischia spesso la morte a causa della sua arte marziale, svantaggiata contro i combattimenti a lungo raggio e a malapena si difende; Freyja stessa si protegge a malapena. Tuttavia Chikage, ricordando l'amicizia che lega l'alleanza e stufa dei metodi disonorevoli di uccidere del Reparto Armato, assieme agli altri Yomi li difende e iniziano a lottare assieme. Lo scontro torna in parità ma l'arrivo dei maestri oscuri Sougaku e Shin cambia le cose. A questo punto tuttavia giungono sull'isola Ryuto, Renka, Genson Ryu e Koan Shokatsu: con il loro aiuto e soprattutto la guida strategica di Odino lo scontro ricomincia. Ryuto, Berserker e Eremita riescono a sconfiggere Sougaku, Renka, Genson, Koan e l'alleanza Shinpaku mettono al tappeto Shin e Yomi sconfigge il Reparto Armato.
Alla fine della storia fonda una band con Shinnosuke Tsuji e Thor e diventa un cantante di grande successo, nonostante rimanga sempre fedele all'alleanza Shinpaku e non manchi mai alle riunioni.
Sigfrido è un ragazzo alto e con le spalle larghe, muscoloso, con lunghi capelli biondi. Indossa sempre un cappello a tesa larga e vestiti eleganti viola. Ama la musica e spesso compone. Si infuria moltissimo se qualcuno lo interrompe durante l'ispirazione e spesso canta e parla cantando. L'abilità di Nijima con la cornamusa è stata infatti la prima causa che l'ha fatto interessare a Shinpaku, successivamente è stato conquistato dell'amicizia fra i membri. È sempre molto amichevole e farebbe di tutto per Nijima, da lui chiamato "bellissimo re demone". Cerca ogni volta di conquistare gente come Tanimoto e Kushinada alla causa di Shinpaku mostrandogli l'affetto che lega i membri. Secondo Nijima è sempre pronto a lottare per le proprie convinzioni. È molto legato a Thor e Tanimoto, che ha sempre voluto sfidare. Il suo stile di combattimento è principalmente basato sul contrattacco, di cui è indiscusso maestro e ispirato al Wing Chun cinese. Il Round Attack è il suo contrattacco base è proprio a causa del suo stile di lotta è chiamato "Il musicista immortale". Finora unico Saiga Fūrinji è riuscito ripetutamente a colpirlo. Solo successivamente inizia a comprendere tecniche d'attacco. La sua voce è potentissima, quanto quella del vecchio Hayato Fūrinji e i suoi muscoli del torace sono particolarmente sviluppati. Inoltre è molto flessibile e riesce a ruotare il collo di 180 gradi, cosa che rende difficile romperglielo. Suona ogni tipo di strumento ed è spericolato fino alla follia.

##### Mosse
- Contrattacco Grandioso: carica minacciosa per invogliare il nemico a colpire in modo da contrattaccare col Round Attack
- Duetto iperbolico: uno dei pochi attacchi del giovane. Consiste in un doppio colpo di taglio portato da interno a esterno
- Meikan no Waltz: ginocchiata alla schiena
- Assalto Goa Trance: carica a mani avanti
- Round Attack: mossa base dello stile di combattimento del quinto Pugno, simile al Wing Chun, con cui utilizzando una rotazione data dallo spostamento del baricentro si reindirizza la forza dell'avversario in un contrattacco a cui è aggiunta la propria.
- Nirvana no Kanon: potenziamento del Round Attack, girando come una trottola continuativamente si possono respingere gli attacchi con la forza centrifuga; può essere usato anche facendo la ruota o per un attacco autonomo
- Tenshi no Sasayaki: urlo potentissimo capace di distruggere i timpani usato dopo un profondissimo respiro col diaframma
- Ingaouhou no Multistrainn: potenziamento ultimo del Round Attack con cui è possibile slanciarsi a colpire il nemico

#### Yūma Chiaki
Chiaki Yūma (千秋 祐馬?) Tōru (トール?) Seiyu: Naomi Kusumi
- Prima apparizione: Battaglia 70
- Tipo di combattente: Dou
- Soprannome: Thor
- Arti marziali: Sumo

Yūma Chiaki è il settimo Pugno di Ragnarok, cui si è unito per diffondere il Sumo da combattimento, suo sport e dove è diventato grande amico di Sigfrido. Appare la prima volta alla riunione dei Pugni per il problema Yomi, venendo rimproverato da Freyja e Loki per la sua propensione alle risse. In seguito viene sfidato e battuto da Kenichi al Pit Fight Den, il suo club di lotta clandestina; in seguito alla sconfitta promette di non fare più risse e rimane affascinato dalla differenza tra Ragnarok e Shinpaku, una formata da sottoposti e l'altra da compagni. Viene per questo punito da Kisara, che lo massacra di calci. Torna per proteggere Nijima su richiesta di Sigfrido dopo che Loki cerca di annientare Shinpaku e si unisce all'alleanza. Tuttavia, colpito da Odino, rischia di essere ucciso ma viene salvato da Kenichi.
In seguito la sua palestra viene attaccata da Li Raichi mentre era assente. Informato da Nijima del torneo D of D, parte con gli altri dell'alleanza Shinpaku con la barca di Tanimoto per Despair Island, sebbene il Ryōzanpaku tenti di impedirglielo e durante la cerimonia di apertura si iscrive con il consenso del Waraukouken (non senza la disapprovazione di Sakaki, il quale, arrabbiato per la loro incoscienza, dà un pugno a ciascuno). Durante il primo giorno attacca J della Black Force, ritrovandosi quasi decapitato ma venendo salvato da Freija. Dopo la prima giornata Suparna cerca di portare con sé Miu, rapendola e tramortendola. Viene ostacolato da Kenichi, contro cui scatena Seta e Hayami, sue guardie del corpo Yomi e da Takeda, Thor e Freija, che sconfigge lui stesso. Rivela allora a Takeda che Ichei è Furinji Saiga. A causa delle ferite ricevute, i tre non possono più combattere e restano in infermeria. In seguito all'attacco a Despair Island, Freyja, Takeda, Thor, Ukita, Kisara, Sigfrido e Nijima sono attaccati da Fortuna, che vuole sottometterli come il team Antico Pancration. Tuttavia, grazie all'arrivo di Tanimoto e alla guida di Nijima, con un abile gioco di squadra riescono a sconfiggere il maestro.
Al ritorno a scuola Takeda e Ukita vengono bocciati ma tutti gli altri passano l'anno e Freyja e Thor iniziano a lavorare in un dojo proprio. Tuttavia l'arrivo dei nuovi studenti Yomi scuote le acque. In seguito si allena con Kugatachi Danki, Freyja e le Valchirie per migliorarsi, assumendo il comando del gruppo dopo il rapimento di Kaname e suo nonno. Assieme a Shigure e agli altri dell'alleanza Shinpaku si dirige a salvare Freyja, combattendo brevemente contro il Reparto Armato mentre Kenichi salva Freyja e combatte con un maestro. In seguito raggiunge il Ryōzanpaku a Okinawa, rimanendo tuttavia in disparte.
Dopo il colpo di Stato di Yami assieme a Sigfrido e Freyja raggiunge gli altri dell'alleanza Shinpaku, tuttavia giunge sul luogo dello scontro tra Miu e Rimi e distrugge accidentalmente il disco. Subito dopo si scontra con Ishida, che viene sconfitto da Sakaki. Assieme ai ragazzi di Shinpaku augura buona fortuna a Kenichi per il ritrovamento di Miu. In seguito partecipa con gli altri dell'alleanza all'assalto della base Yami dove dimora Ogata Isshinsai restando però in disparte e all'arrivo di Odino, Berserker e Lugh ha un breve scontro con Lugh, che rischia di essegli fatale.
Pochi giorni dopo l'alleanza Shinpaku decide di fare una gita a un parco acquatico: il giorno passa piacevole, ma appena cala il sole il parco si svuota e restano soli. A questo punto appaiono i membri di Yomi, che su ordine di Ogata e Kushinada attaccano i ragazzi per renderli loro vittime sacrificali e prepararsi al Tramonto Eterno. Berserker sfida Kenichi, Odino Freyja, Kushinada Ukita assieme a Kisara e Shirahori, Eremita Sigfrido, Lugh Takeda, Rimi Miu e Castore Renka, mentre Thor rimane con le Valchirie e Nijima a causa di un infortunio alla spalla. Resta allora a proteggere Nijima e gli altri e insieme tutti riescono a scappare.
A seguito del rapimento di Shigure, i ragazzi di Shinpaku accompagnano Kenichi a combattere la battaglia finale e si allenano con Saiga Fūrinji in un sottomarino. Durante questo tempo migliorano molto e ognuno raggiunge la maturità necessaria a diventare un vero artista marziale. L'ultima notte tutti si confessano l'un l'altro: Takeda rivela che Saiga è Ichiei e confessa a Miu che non solo Kenichi e Kanou Shou rischierebbero la vita per lei, Ukita promette di proteggere Kisara a ogni costo e questa ricambia, Freyja giura a sua volta di proteggere Ukita e come portavoce di tutti ribadisce l'importanza della loro presenza nel conflitto per il loro orgoglio di artisti marziali, mentre Kenichi ringrazia Nijima e le arti marziali di avergli fatto incontrare tutti. Insieme gli amici, uniti più che mai, si dirigono a combattere la battaglia finale.
Dopo uno sbarco movimentato, i ragazzi si scontrano con i discepoli di Yami mentre Kenichi, Miu e Nijima raggiungono la base missilistica di Yami per evitare il lancio di un missile sul Giappone. Lo scontro tuttavia, pur non partecipando gli allievi di Un'Ombra nove Pugni, volge a sfavore dell'alleanza Shinpaku: Kisara per colpa di Kushinada viene trafitta da una Falce al ventre e nonostante sia protetta da una cotta di maglia sviene; Ukita, ferito e infuriato con Kushinada, protegge Kisara a terra facendole da scudo; Thor, azzoppato da un Kodachi e colpito da ogni parte, rischia di morire dissanguato; Sigfrido non riesce più a evitare o deviare i colpi e nel tentativo di aiutare gli altri viene ferito più volte; Takeda in particolare rischia spesso la morte a causa della sua arte marziale, svantaggiata contro i combattimenti a lungo raggio e a malapena si difende; Freyja stessa si protegge a malapena. Tuttavia Chikage, ricordando l'amicizia che lega l'alleanza e stufa dei metodi disonorevoli di uccidere del Reparto Armato, assieme agli altri Yomi li difende e iniziano a lottare assieme. Lo scontro torna in parità ma l'arrivo dei maestri oscuri Sougaku e Shin cambia le cose. A questo punto tuttavia giungono sull'isola Ryuto, Renka, Genson Ryu e Koan Shokatsu: con il loro aiuto e soprattutto la guida strategica di Odino lo scontro ricomincia. Ryuto, Berserker e Eremita riescono a sconfiggere Sougaku, Renka, Genson, Koan e l'alleanza Shinpaku mettono al tappeto Shin e Yomi sconfigge il Reparto Armato.
Alla fine della storia forma una band con Sigfrido e Shinnosuke Tsuji.
Thor è un ragazzone robusto, in carne e muscoloso. Ha i capelli tagliati corti. Indossa quasi sempre dei pantaloni corti e una maglietta senza maniche di color marrone che sembrano fatti di sacco o canapa. È molto allegro e crede moltissimo nella sua arte marziale, il sumo, che ha adattato ai combattimenti. Il suo sogno è diffondere il sumo nel mondo e per questo si era unito a Ragnarok. Tiene sempre fede alla promesse, sebbene cerchi ogni tanto con scappatoie di evitarle quando è necessario. Ha un grande senso dell'onore e rispetta sempre il regolamento del sumo se combatte. È grande amico di Sigfrido e si fida molto di lui. Ha il comando delle Valchirie quando Freyja è assente e ha enorme stima di Kugatachi Danki. È molto tenace e non sopporta i soprusi o le ingiustizie e lotta sempre per le cose in cui crede. Una sua espressione ricorrente è "per tutti gli uomini ciccioni del mondo", che usa per darsi coraggio e dedicare le proprie azioni giuste a coloro che come lui possono praticare il sumo. Utilizza spesso la sua massa per caricare o colpire l'avversario con colpi percussivi e a impatto. Nei combattimenti fa affidamento soprattutto sulla sua forza fisica, la sua resistenza e la sua inerzia. Ha trasformato le mosse del sumo im tecniche efficaci anche nei combattimenti reali. La sua mole di grasso e muscoli gli conferiscono una resistenza fenomenale. La sua tecnica preferita è il "Thor Hummer". Tiene molto all'alleanza Shinpaku e ha grande stima di Kenichi.

##### Mosse
- Uwatenage: proiezione col perno del corpo che sfrutta la forza avversaria per lanciare o far cadere il nemico
- Shiko tornado: pestata sul nemico a gambe larghe portata con tutto il peso del corpo
- Shitatenage: sollevando un piede all'avversario lo si lancia via facendolo cadere
- Oniharite: manata sul volto
- Hyappou Sudeppou: combo di colpi di palmo avanzando con la spinta del corpo
- Thor Hummer: colpo di martello con le due mani unite che parte dall'alto. Tecnica finale di Thor

#### Kisara Nanjō
Nanjō Kisara (南條 キサラ?) Seiyu: Minami Takayama
- Prima apparizione: Battaglia 12
- Tipo di combattente: Dou
- Soprannome: Valchiria
- Arti marziali: Taekwondo

Nanjō Kisara è la figlia di un grande finanziere. Da bambina aveva un gatto, Noir, che la proteggeva sempre dai cani e le ha insegnato il coraggio. Diventata grande si iscrisse a un dojo di Taekwondo dove divenne nota per la sua abilità. Tuttavia, dopo che in uno scontro un ragazzo perse apposta con lei, maturò odio verso i ragazzi che la sottovalutavano e si unì a Ragnarok come sottoposta di Freyja, con cui strinse un ottimo rapporto. Un giorno venne catturata da una band rivale, ma quando il Terzo Pugno arriva a proteggerla lei, risvegliato il suo istinto animale, ha già sconfitto tutta la banda da sola. In seguito abbandonò il gruppo delle Valchirie per formare una banda propria.
Appare per la prima volta quando ordina a Tsukuba di testare le capacità di Kenichi e in seguito mentre dà ordini ai suoi scagnozzi e affronta gang rivali. In seguito si scontra con Takeda e Ukita dopo il loro tradimento ma perde contro Miu. Infuriata per il divieto dell'Eremita di attaccare Miu o l'alleanza Shinpaku, si dirige a rovinare lo spettacolo di Miu e Tanimoto, venendo fermata da Kenichi. In seguito punisce Thor per la diserzione e viene beccata da Kenichi e Miu mentre dà latte a un gattino, trovando un punto in comune con Miu nel proteggerlo da un motociclista disattento (lo manda all'ospedale). Tuttavia ciò è ritenuto tradimento dalle Valchirie e Freija, che attaccano lei e Miu. Le due si scontrano con Freyja, battendola, e questa si complimenta con Kisara per la sua crescita mentre Shigure batte le Valchirie. Allora Kisara lascia Ragnarok e si unisce coi suoi all'alleanza Shinpaku. Dopo che Berserker abbatte i suoi, si presenta al campo di battaglia ad aiutare.
In seguito rifornisce di attrezzi ginnici l'alleanza Shinpaku e si scontra con Li Raichi, perdendo. Si allena da allora con Freyja e le Valchirie per migliorarsi. Informata da Nijima del torneo D of D, parte con gli altri dell'alleanza Shinpaku con la barca di Tanimoto per Despair Island, sebbene il Ryōzanpaku tenti di impedirglielo e durante la cerimonia di apertura si iscrive con il consenso del Waraukouken (non senza la disapprovazione di Sakaki, il quale, arrabbiato per la loro incoscienza, dà un pugno a ciascuno). Durante il torneo comprende e accetta i sentimenti di Ukita verso di lei, pur non ricambiandoli. Dopo la sconfitta di Takeda, Freyja e Thor affronta e sconfigge il team Capoeira, grazie all'aiuto di Nijima che li attacca psicologicamente e Ukita che ne sconfigge uno. Rimasta solo una ragazza e il capo del gruppo, Kisara, con l'aiuto di Nijima e Ukita, riesce a sconfiggerli e a perfezionare il suo stile di Taekwondo. In seguito all'attacco a Despair Island, Freyja, Takeda, Thor, Ukita, Kisara, Sigfrido e Nijima sono attaccati da Fortuna, che vuole sottometterli come il team Antico Pancration. Tuttavia, grazie all'arrivo di Tanimoto e alla guida di Nijima, con un abile gioco di squadra riescono a sconfiggere il maestro.
Al ritorno a scuola Takeda e Ukita vengono bocciati ma tutti gli altri passano l'anno e Freyja e Thor iniziano a lavorare in un dojo proprio. Tuttavia l'arrivo dei nuovi studenti Yomi scuote le acque. Assieme a Shigure e agli altri dell'alleanza Shinpaku si dirige a salvare Freyja, combattendo brevemente contro il Reparto Armato mentre Kenichi salva Freyja e combatte con un maestro. In seguito raggiunge il Ryōzanpaku a Okinawa, rimanendo tuttavia in disparte.
Dopo il colpo di Stato di Yami assieme agli altri dell'alleanza Shinpaku salva il commissario Honmaku e si dirige da Ishida per la decodifica del disco. Affronta allora Rimi e i monaci guerrieri, subito dopo si scontra con Ishida, che viene sconfitto da Sakaki. Assieme ai ragazzi di Shinpaku augura buona fortuna a Kenichi per il ritrovamento di Miu. Successivamente partecipa a un appuntamento a quattro con Ukita, Takeda e Freyja, dove Miu la convince a vestirsi elegante per Ukita e si imbuca anche Shirahori. In seguito Ukita sfida Shirahori per il compito di proteggere Kisara, con grande disagio della ragazza. Lo scontro finisce a sfavore del Judoka, che tuttavia la protegge quasi morendo da un killer. In seguito partecipa con gli altri dell'alleanza all'assalto della base Yami dove dimora Ogata Isshinsai restando però in disparte e all'arrivo di Odino, Berserker e Lugh assiste allo scontro di questi con Takeda e Thor.
Pochi giorni dopo l'alleanza Shinpaku decide di fare una gita a un parco acquatico: il giorno passa piacevole, ma appena cala il sole il parco si svuota e restano soli. A questo punto appaiono i membri di Yomi, che su ordine di Ogata e Kushinada attaccano i ragazzi per renderli loro vittime sacrificali e prepararsi al Tramonto Eterno. Berserker sfida Kenichi, Odino Freyja, Kushinada Ukita assieme a Kisara e Shirahori, Eremita Sigfrido, Lugh Takeda, Rimi Miu e Castore Renka, mentre Thor rimane con le Valchirie e Nijima a causa di un infortunio alla spalla. Shirahori viene sconfitta subito, mentre Kisara e Ukita riescono a resistere alla bambina quanto basta perché soccomba ai sentimenti di amicizia radicati nel suo cuore e venga portata via dalla sua maestra.
A seguito del rapimento di Shigure, i ragazzi di Shinpaku accompagnano Kenichi a combattere la battaglia finale e si allenano con Saiga Fūrinji in un sottomarino. Durante questo tempo migliorano molto e ognuno raggiunge la maturità necessaria a diventare un vero artista marziale. L'ultima notte tutti si confessano l'un l'altro: Takeda rivela che Saiga è Ichiei e confessa a Miu che non solo Kenichi e Kanou Shou rischierebbero la vita per lei, Ukita promette di proteggere Kisara a ogni costo e questa ricambia, Freyja giura a sua volta di proteggere Ukita e come portavoce di tutti ribadisce l'importanza della loro presenza nel conflitto per il loro orgoglio di artisti marziali, mentre Kenichi ringrazia Nijima e le arti marziali di avergli fatto incontrare tutti. Insieme gli amici, uniti più che mai, si dirigono a combattere la battaglia finale.
Dopo uno sbarco movimentato, i ragazzi si scontrano con i discepoli di Yami mentre Kenichi, Miu e Nijima raggiungono la base missilistica di Yami per evitare il lancio di un missile sul Giappone. Lo scontro tuttavia, pur non partecipando gli allievi di Un'Ombra nove Pugni, volge a sfavore dell'alleanza Shinpaku: Kisara per colpa di Kushinada viene trafitta da una Falce al ventre e nonostante sia protetta da una cotta di maglia sviene; Ukita, ferito e infuriato con Kushinada, protegge Kisara a terra facendole da scudo; Thor, azzoppato da un Kodachi e colpito da ogni parte, rischia di morire dissanguato; Sigfrido non riesce più a evitare o deviare i colpi e nel tentativo di aiutare gli altri viene ferito più volte; Takeda in particolare rischia spesso la morte a causa della sua arte marziale, svantaggiata contro i combattimenti a lungo raggio e a malapena si difende; Freyja stessa si protegge a malapena. Tuttavia Chikage, ricordando l'amicizia che lega l'alleanza e stufa dei metodi disonorevoli di uccidere del Reparto Armato, assieme agli altri Yomi li difende e iniziano a lottare assieme. Lo scontro torna in parità ma l'arrivo dei maestri oscuri Sougaku e Shin cambia le cose. A questo punto tuttavia giungono sull'isola Ryuto, Renka, Genson Ryu e Koan Shokatsu: con il loro aiuto e soprattutto la guida strategica di Odino lo scontro ricomincia. Ryuto, Berserker e Eremita riescono a sconfiggere Sougaku, Renka, Genson, Koan e l'alleanza Shinpaku mettono al tappeto Shin e Yomi sconfigge il Reparto Armato.
Alla fine della storia si fidanza con Ukita e insieme si iscrivono all'Università senza tuttavia abbandonare Shinpaku.
Kisara è una ragazza di media altezza, senza molte forme, con capelli e occhi castani. Indossa sempre gli stessi jeans con una gamba tagliata sotto il gluteo, la stessa t-shirt larga con sotto un reggiseno sportivo bianco e un cappello con visiera. È sempre in compagnia di Shirahori, la sua guardia del corpo. È la figlia di un ricco imprenditore ma è entrata nel mondo della delinquenza per trovare la propria strada. È molto vivace ed espressiva. È molto spavalda verso gli avversari, soprattutto se uomini, perché vuole dimostrare la propria superiorità su di loro. Ha un ottimo rapporto con Freyja, che vede come una sorella maggiore e grande amica. Soffre molto la scarsa femminilità del suo corpo, cosa che è spesso usata dai suoi avversari per farle perdere lucidità e la porta a invidiare moltissimo Miu, con cui tuttavia sviluppa un ottimo rapporto. Spesso insulta e picchia Nijima e Ukita quando la fanno innervosire sebbene spesso il primo le sfugga tramite i suoi tipici movimenti inquietanti. Ama moltissimo i gatti e passa le ore a guardarli e a prendersene cura, cosa in comune con Miu e che le provoca verso Renka sentimenti di gelosia per il suo fisico ma di simpatia assoluta per la sua rassomiglianza a un gatto. È molto maliziosa e si diverte a stuzzicare Miu. Sebbene spesso Ukita la faccia innervosire alla fine ne comprende, accetta e ricambia i suoi sentimenti e si mettono assieme. Cerca sempre di essere coraggiosa come il suo gatto Noir, per lei grande esempio. La sua arte marziale è il Taekwondo e nel suo stile di lotta usa solo i calci. Ha sviluppato un suo personale stile, il Nyakwondo, le cui movenze sono ispirate ai movimenti dei gatti. È molto abile e sveglia ed ha un ottimo equilibrio, forza e agilità. Riesce a percepire il Seikūken altrui. Tuttavia ha le gambe non lunghe e ciò, oltre a farla innervosire, la mette in svantaggio contro altri Kicker in attacchi frontali. È capace di copiare i movimenti altrui, in una certa misura. Odia le gonne.

##### Mosse
- Bandal Chagi: calcio volante alla nuca
- Mike Yopu Chagi: calcio volante al mento dal basso verso l'alto
- Timiyo Kijitora Yopuchachirugi: calcio in spaccata da posizione accovacciata al viso
- Twim Yeo Pandatol Ryochagi: calcio alto in avvitamento
- Doppio calcio martello: doppia tallonata dopo salto dall'alto
- Nyakwondo: personale stile di Taekwondo della Valchiria i cui movimenti si rifanno a quelli dei gatti
- Double Tornado Check: combo di calci di tacco

#### Kaname Kugatachi
Fureia (フレイア?) Seiyu: Atsuko Tanaka
- Prima apparizione: Battaglia 48
- Tipo di combattente: Sei
- Soprannome: Freyja
- Arti marziali: Bōjutsu/Jojutsu

Kugatachi Kaname è la nipote di Kugatachi Danki, anziano maestro di Jojutsu e figlia dell'unico erede della Kugatachi Jojutsu Ryu (stile di bastone Kugatachi). Si allena spesso con suo nonno, che le ha insegnato molte tecniche. Da giovane entra in Ragnarok come terzo Pugno per allenarsi con Kensei senza tuttavia mai incontrarlo, a capo del gruppo armato Valchirie. Accetta nel suo gruppo Kisara, con cui sviluppa un profondo rapporto. È la prima che si accorge dell'istinto animale di Kisara.
Appare per la prima volta quando Loki annuncia il problema Yomi e minaccia Thor. Scoperto che Kisara è entrata in contatto con Miu, la attacca con le Valchirie, ma le ragazze riescono a sconfiggerle. Quando Kisara abbandona Ragnarok attacca lei e Miu, ma perde e si complimenta con Kisara per la sua crescita. Dopo la sconfitta della giovane da parte di Li Raichi decide di allenarla e unirsi a Shinpaku.
Informata da Nijima del torneo D of D, parte con gli altri dell'alleanza Shinpaku con la barca di Tanimoto per Despair Island, sebbene il Ryōzanpaku tenti di impedirglielo e durante la cerimonia di apertura si iscrive con il consenso del Waraukouken (non senza la disapprovazione di Sakaki, il quale, arrabbiato per la loro incoscienza, dà un pugno a ciascuno). Durante il torneo dice a Kisara che Ukita non le dispiace, provocando lo sgomento della ragazza. Il primo scontro del torneo vede lei, Mizunuma e Takeda combattere contro la squadra militare "Black Force". Mizunuma perde il primo incontro contro J, che subito dopo Takeda sconfigge e Freija affronta e sconfigge il capo della squadra, J Cavo Fiammeggiante, che usa il fil di ferro. Salva inoltre la vita a Thor, che stava per essere ucciso da J. Dopo la prima giornata Suparna cerca di portare con sé Miu, rapendola e tramortendola. Viene ostacolato da Kenichi, contro cui scatena Seta e Hayami, sue guardie del corpo Yomi e da Takeda, Thor e Freija, che sconfigge lui stesso. Rivela allora a Takeda che Ichei è Furinji Saiga. A causa delle ferite ricevute, i tre non possono più combattere e restano in infermeria. Riappare sulle tribune per dare consigli a Kisara. In seguito all'attacco a Despair Island, Freyja, Takeda, Thor, Ukita, Kisara, Sigfrido e Nijima sono attaccati da Fortuna, che vuole sottometterli come il team Antico Pancration. Tuttavia, grazie all'arrivo di Tanimoto e alla guida di Nijima, con un abile gioco di squadra riescono a sconfiggere il maestro.
Al ritorno a scuola Takeda e Ukita vengono bocciati ma tutti gli altri passano l'anno e Freyja e Thor iniziano a lavorare in un dojo proprio. Tuttavia l'arrivo dei nuovi studenti Yomi scuote le acque. In seguito si allena con Thor e le Valchirie da suo nonno per migliorare, ma viene rapita assieme a lui da Koukin su ordine di Agaard Jum Sai perché è l'unico ostaggio che farebbe ragionare il vecchio. Viene salvata da Kenichi e pochi giorni dopo torna ad allenarsi col nonno. In seguito raggiunge il Ryōzanpaku a Okinawa, rimanendo tuttavia in disparte.
Dopo il colpo di Stato di Yami assieme a Sigfrido e Thor raggiunge gli altri dell'alleanza Shinpaku che combattono Rimi e i monaci guerrieri, subito dopo si scontra con Ishida, che viene sconfitto da Sakaki. Assieme ai ragazzi di Shinpaku augura buona fortuna a Kenichi per il ritrovamento di Miu. In seguito partecipa a un appuntamento a quattro con Ukita, Takeda e Kisara, dove si imbuca anche Shirahori e lei canta al karaoke, sorprendendo tutti per la voce sottile ma intonata. Successivamente assiste allo scontro tra la guardia di Kisara e Ukita e mostra segni di gelosia per il ragazzo sotto lo sguardo allibito di Takeda. In seguito partecipa con gli altri dell'alleanza all'assalto della base Yami dove dimora Ogata Isshinsai restando però in disparte e all'arrivo di Odino, Berserker e Lugh assiste allo scontro di questi con Takeda e Thor.
Pochi giorni dopo l'alleanza Shinpaku decide di fare una gita a un parco acquatico: il giorno passa piacevole, ma appena cala il sole il parco si svuota e restano soli. A questo punto appaiono i membri di Yomi, che su ordine di Ogata e Kushinada attaccano i ragazzi per renderli loro vittime sacrificali e prepararsi al Tramonto Eterno. Berserker sfida Kenichi, Odino Freyja, Kushinada Ukita assieme a Kisara e Shirahori, Eremita Sigfrido, Lugh Takeda, Rimi Miu e Castore Renka, mentre Thor rimane con le Valchirie e Nijima a causa di un infortunio alla spalla. Freyja, che per una volta ha lasciato a casa il bastone, viene facilmente imprigionata da Ryuto nella sua sedia a rotelle e i due parlano brevemente. Avendo però visto in pericolo Kisara e Ukita, Odino la libera e lascia che aiuti il ragazzo. Mentre Kushinada è assalita dai dubbi Freyja aiuta Ukita e rimprovera Mikumo che sopprime prontamente i sentimenti della sua allieva.
A seguito del rapimento di Shigure, i ragazzi di Shinpaku accompagnano Kenichi a combattere la battaglia finale e si allenano con Saiga Fūrinji in un sottomarino. Durante questo tempo migliorano molto e ognuno raggiunge la maturità necessaria a diventare un vero artista marziale. L'ultima notte tutti si confessano l'un l'altro: Takeda rivela che Saiga è Ichiei e confessa a Miu che non solo Kenichi e Kanou Shou rischierebbero la vita per lei, Ukita promette di proteggere Kisara a ogni costo e questa ricambia, Freyja giura a sua volta di proteggere Ukita e come portavoce di tutti ribadisce l'importanza della loro presenza nel conflitto per il loro orgoglio di artisti marziali, mentre Kenichi ringrazia Nijima e le arti marziali di avergli fatto incontrare tutti. Insieme gli amici, uniti più che mai, si dirigono a combattere la battaglia finale.
Dopo uno sbarco movimentato, i ragazzi si scontrano con i discepoli di Yami mentre Kenichi, Miu e Nijima raggiungono la base missilistica di Yami per evitare il lancio di un missile sul Giappone. Lo scontro tuttavia, pur non partecipando gli allievi di Un'Ombra nove Pugni, volge a sfavore dell'alleanza Shinpaku: Kisara per colpa di Kushinada viene trafitta da una Falce al ventre e nonostante sia protetta da una cotta di maglia sviene; Ukita, ferito e infuriato con Kushinada, protegge Kisara a terra facendole da scudo; Thor, azzoppato da un Kodachi e colpito da ogni parte, rischia di morire dissanguato; Sigfrido non riesce più a evitare o deviare i colpi e nel tentativo di aiutare gli altri viene ferito più volte; Takeda in particolare rischia spesso la morte a causa della sua arte marziale, svantaggiata contro i combattimenti a lungo raggio e a malapena si difende; Freyja stessa si protegge a malapena. Tuttavia Chikage, ricordando l'amicizia che lega l'alleanza e stufa dei metodi disonorevoli di uccidere del Reparto Armato, assieme agli altri Yomi li difende e iniziano a lottare assieme. Lo scontro torna in parità ma l'arrivo dei maestri oscuri Sougaku e Shin cambia le cose. A questo punto tuttavia giungono sull'isola Ryuto, Renka, Genson Ryu e Koan Shokatsu: con il loro aiuto e soprattutto la guida strategica di Odino lo scontro ricomincia. Ryuto, Berserker e Eremita riescono a sconfiggere Sougaku, Renka, Genson, Koan e l'alleanza Shinpaku mettono al tappeto Shin e Yomi sconfigge il Reparto Armato.
Alla fine della storia si iscrive alla facoltà di medicina dello sport, continua a lavorare al dojo e si allena con Takeda, facendo pensare secondo Shiba che tra i due ci sia qualcosa.
Freyja è una ragazza alta e formosa, dalla pelle scura, cosa che fa pensare che da parte di madre abbia origini non giapponesi. Ha i capelli neri e gli occhi castani. Indossa sempre vestiti sportivi e leggeri e poca biancheria intima. Ha una vocina sottile quando canta. È sempre calma e pacata e con un espressioni non particolarmente esagerati. Solo una volta la si vede imbarazzata perché Miu ha scoperto il suo interesse per Ukita, mentre la nudità non le dà affatto fastidio. È molto protettiva verso le Valchirie, il suo gruppo di ragazze armate, di cui è mentore e punto di riferimento. Ha un bel rapporto con Kisara, che la vede come sorella maggiore e Freyja come pupilla. Inizialmente sviluppa interesse per Ukita e poi gelosia vedendolo ambito anche da Shirahori e interessato a Kisara, successivamente si lega molto a Takeda. Sembra avere un certo rapporto con Odino e gli parla infatti abbastanza confidenzialmente. Non ama uccidere e si è unita a Ragnarok solo per diventare più forte sotto gli insegnamenti di Ogata Isshinsai. Successivamente sviluppa un'ottima amicizia per i ragazzi di Shinpaku. Ha molto affetto per il nonno paterno, Kugatachi Danki, che è anche suo maestro. È sempre molto educata e gentile e solo rare volte si infiamma. È la principale combattente con armi di livello allievo del manga e di Shinpaku; utilizza il bastone, inizialmente lungo, da lei accorciato per essere più maneggevole ed essere portato in giro più facilmente. È l'erede della Kugatachi Ryuu, antica scuola di Jōjutsu legata strettamente al Katsujin-ken e a detta sua già i suoi antenati combattevano con esperti spadaccini vincendo senza mai uccidere il loro avversario. La sua scuola ha 5 tecniche finali, le Kugatachi Ryuu Gokui Gaitsu, di cui tuttavia fa raramente uso. È in grado di difendersi anche a mani nude e possiede un principio di Seikūken. Segue il principio dello Shinbu Fusatsu (secondo il quale non bisogna uccidere, distruggere se non necessario e più che sconfiggere salvare vite). Ha paura dei topi.

##### Mosse
- Seikūken: campo d'aria sferico in cui un combattente Sei, calmando il suo spirito, può controllare completamente lo spazio da cui attaccare e difendere. Freyja non lo padrona completamente, ma è in grado di esercitare con facilità il proprio controllo sullo spazio attorno a sé
- Kugatachi Ryuu Setsuna: colpo roteato al volto con la punta del bastone
- Kugatachi Ryuu Gokui Gaitsu: le 5 tecniche definitive dello stile Kugatachi, comprendono Rai Mei, Muken, Yamizuki, Toufu e Senun
- Rai Mei: usando il bastone come un'asta si salta per dare un calcio di tacco da sopra dell'avversario
- Muken: rotazione del bastone continua per colpire l'avversario
- Yamizuki: affondo con la punta del bastone nello stomaco del nemico
- Toufu: usando il bastone come asta si salta e si atterra sul nemico sferrandogli un colpo diretto col fondo del bastone
- Senun: dopo un alto salto il bastone, usato come una frusta, viene abbattuto sul viso del nemico. Tecnica finale della Kugatachi Ryuu e Ougi di Freyja

#### Miu Fūrinji
Fūrinji Miu (風林寺 美羽?) Seiyu: Tomoko Kawakami
- Prima apparizione: Battaglia 1
- Tipo di combattente: Dou

Vedi Miu Fūrinji del dojo Ryōzanpaku

#### Renka Ma
Ba/Ma Renka (馬 連華?) Seiyu: Mika Kanai
- Prima apparizione: Battaglia 66
- Tipo di combattente: Dou
- Arti marziali: Kempo cinese

##### Mosse
- Pa Bo: passi del Baguazhang usati per colpire al collo e al ventre con le mani dopo aver superato la guardia avversaria
- Kakei: tecnica del Taichichuan per assorbire e reincanalare i colpi dell'avversario con movimenti a spirale di polsi, mani e braccia
- Ma Family Senkyuu: calcio volante avvitato
- Yousou Ha: carica rapida per sferrare colpi di taglio
- Qinna: insieme di tecniche del Kempo cinese per prese e controllo di giunture, articolazioni e lussazioni, quali leve articolari, prese alla gola, ai muscoli e ai tendini e pressione dei punti vitali. Molto usate nel Baguazhang
- Choukei: tramite vibrazione trasmessa dalla pelle si possono prevedere i movimenti avversari
- Noma Chinsou: pugno e ginocchiata
- Hakke Shitou Kuushou: colpi di taglio durante una giravolta su una gamba.
- Ma Ke Renkangeki Suichin: combo di pugni tutto attorno al nemico
- Kohaku Reppa: spinta di palmi

### Vice capitani

#### Kōzō Ukita
Ukita Kōzō (宇喜田 孝造?) Seiyu: Tōru Ōkawa
- Prima apparizione: Battaglia 14
- Tipo di combattente: Dou
- Soprannome: Ukita il lanciatore
- Arti marziali: Judo

##### Mosse
- Kataguruma: lancia l'avversario usando il corpo enorme. Tecnica più usata di Ukita
- Ebi Saoi Nage: lancio che parte dalla schiena e finisce ai piedi col nemico a testa in giù
- Ukemi: caduta nel Judo in cui si ammortizza l'impatto con la rotazione del corpo e con un colpo del braccio sul terreno
- Arashi Guruma: doppia presa con una mano alla spalla e un'in mezzo alle gambe per lanciare l'avversario da dietro la schiena sul petto e poi schiantarvisi sopra assecondando il movimento del lancio per incrementare il danno. Ougi di Ukita, inventata da Kushinada Chikage

### Altri

#### Shiratori Hakucho
Shiratori (白鳥?)
- Prima apparizione: Battaglia 12
- Tipo di combattente: Dou
- Arti marziali: Taekwondo

##### Mosse
- Twim Yeo Pandatol Ryochagi: calcio alto in avvitamento
- Bandal Chagi: calcio volante alla nuca
- Mike Yopu Chagi: calcio volante al mento dal basso verso l'alto
- Timiyo Kijitora Yopuchachirugi: calcio in spaccata da posizione accovacciata al viso

#### Matsui
- Prima apparizione: Battaglia
- Tipo di combattente: Sei
- Armi: Bandiera di Shinpaku

##### Mosse
- Lama Shinpaku: fendente orizzontale con la bandiera dell'alleanza Shinpaku

#### Kamioka
- Prima apparizione: Battaglia
- Abilità: Hacker

#### Mizunuma
- Prima apparizione: Battaglia
- Tipo di combattente: Sei
- Arti marziali: Karate

##### Mosse
- Retroattacco mitragliatrice: serie di gomitate da dietro in volto

#### Le Valchirie
- Prima apparizione: Battaglia
- Armi: tutte

## Partecipanti al Torneo D of D

### Tsutomu Tanaka
- Prima apparizione: Battaglia
- Tipo di combattente: Sei
- Principio di combattimento: Katsujin Ken
- Arti marziali: Tenchi Mushin-Ryuu

Vedi Tsutomu Tanaka del Katsujin-ken

### Drago a tre teste
- Prima apparizione: Battaglia 201

Vedi Drago a Tre Teste dell'Ordine della Tigre Nera e del Drago Bianco

#### Kaku Shin Ten
- Prima apparizione: Battaglia 201
- Arti marziali: Tai chi chuan

#### Chou Yin Lin
- Prima apparizione: Battaglia 201
- Arti marziali: Baguazhang

#### Yo Tekai
- Prima apparizione: Battaglia 201
- Arti marziali: Shin Yiken

### Gemini team
Guarda Castore(Rachel Stanley) e Polluce (Ethan Stanley) di Yomi.

## Famiglia Shirahama

### Kenichi Shirahama
Vedi Kenichi Shirahama del Ryōzanpaku

### Honoka Shirahama
Shirahama Honoka (白浜 ほのか?) Seiyu: Tomoe Sakuragawa
- Prima apparizione: Battaglia 2

### Mototsugu Shirahama
Shirahama Mototsugu (白浜 元次?) Seiyu: Daisuke Gōri
- Prima apparizione: Battaglia 9

### Saori Shirahama
Shirahama Saori (白浜 さおり?) Seiyu: Ai Orikasa
- Prima apparizione: Battaglia 2

Dou

## Seguaci del Katsujin-ken

### James Shiba
- Prima apparizione: Battaglia 173
- Tipo di combattente: Dou
- Principio di combattimento: Katsujin Ken
- Arti marziali: Boxe

### Kugatachi Danki
- Prima apparizione: Battaglia
- Tipo di combattente: Sei
- Principio di combattimento: Katsujin Ken
- Arti marziali: Bōjutsu

#### Mosse
- Kugatachi Ryuu Setsuna: colpo roteato al volto con la punta del bastone
- Kugatachi Ryuu Gokui Gaitsu: le 5 tecniche definitive dello stile Kugatachi, comprendono Rai Mei, Muken, Yamizuki, Toufu e Senun
- Rai Mei: usando il bastone come un'asta si salta per dare un calcio di tacco da sopra dell'avversario
- Muken: rotazione del bastone continua per colpire l'avversario
- Yamizuki: affondo con la punta del bastone nello stomaco del nemico
- Toufu: usando il bastone come asta si salta e si atterra sul nemico sferrandogli un colpo diretto col fondo del bastone
- Senun: dopo un alto salto il bastone, usato come una frusta, viene abbattuto sul viso del nemico. Tecnica finale della Kugatachi Ryuu.
- Jigoku Makura: quintuplo colpo di bastone al torace avversario. Ougi di Danki

### Yamamoto Taiki
- Prima apparizione: Battaglia
- Tipo di combattente: Sei
- Principio di combattimento: Katsujin Ken
- Arti marziali: Jujitsu

### Yamamoto Naoki
- Prima apparizione: Battaglia
- Tipo di combattente: Sei
- Principio di combattimento: Katsujin Ken
- Arti marziali: Jujitsu

### Midou Kai
- Prima apparizione: Battaglia
- Tipo di combattente: Sei
- Principio di combattimento: Katsujin Ken
- Stato attuale: deceduto
- Arti marziali: Tenchi Mushin-Ryuu

Midou Kai era un maestro di Tenchi Mushin-Ryuu, allievo di Hayato Fūrinji. A lui il saggio ha insegnato il Kazoe Nukite, assieme con Isshinsai Ogata. Midou Kai voleva portare alle vette il Mushin-Ryuu, seppure i suoi metodi di allenamento facessero scappare tutti gli allievi tranne il giovane Tanaka e fosse gravemente malato. Aveva una figlia, che ricambiata si innamorò di Tsumotu e lo sposò, seppure con una certa riluttanza di Kai, che doveva essere bloccato da Hayato Fūrinji in persona quando vedeva il discepolo con la figlia per evitare di squartare il giovane. Nonostante questo la giovane era incinta e Midou Kai era pieno di gioia per il futuro da nonno e per la nascita dell'erede del Tenchi Mushin-Ryuu. Tuttavia poco tempo dopo fu sfidato da Ogata che lo uccise per impadronirsi delle sue tecniche e provare alcune di quelle sviluppate da lui stesso. Con lui uccise anche la figlia incinta, provocando la morte del bambino. Da allora Tanaka lo cerca con l'intento di ucciderlo.

### Tsumotu Tanaka
- Prima apparizione: Battaglia
- Tipo di combattente: Sei
- Principio di combattimento: Katsujin Ken
- Arti marziali: Tenchi Mushin-Ryuu

Tsumotu Tanaka è l'allievo e genero di Midou Kai ed è l'erede del Tenchi Mushin-Ryuu. Era un giovane allievo, l'unico che resistesse ai durissimi allenamenti di Kai, spronato dalla figlia di questi, Mayu, giovane maestra. I due col tempo divennero intimi, seppure con una certa riluttanza di Kai, che doveva essere bloccato da Hayato Fūrinji in persona quando vedeva il discepolo con la figlia per evitare di squartare il giovane. I due iniziarono una relazione e a 18 anni Tanaka sposò l'amata Mayu (sebbene fosse un matrimonio riparatore). I due erano a qualche mese di gravidanza, quando Midou Kai, malato di cuore, fu sfidato e ucciso da Isshinsai Ogata, che voleva così apprenderne le tecniche e provarne di proprie. Mayu, disperata, attaccò l'uomo che la uccise e con lei morì anche il bambino. Da allora Tanaka, distrutto dal dolore, ha cercato Kensei per vendicarsi di lui, o semplicemente farsi da lui uccidere per riunirsi alle persone amate e Ogata si è rinchiuso per la maggior parte del tempo nella Valle Nera, in eremitaggio, a scolpire all'infinito statue di Buddha come penitenza per avere ucciso il bambino.
Appare la prima volta al D of D, dove sconfigge i Builder Five rapidamente. Si ritira in seguito alla scoperta dell'assenza di Ogata ma chiede a Castore e Polluce di avvisare il maestro della sua prossima vendetta. In seguito riappare durante una rapina in banca, dove aiuta Miu e Kenichi a sgominare i rapinatori prima di sparire. Si dirige in seguito al Ryōzanpaku dove parla con Hayato, pregandolo di riferirgli i movimenti di Isshinsai Ogata, ottenendo un rifiuto e avvisa il Ryōzanpaku dell'unione tra Reparto Armato e Non Armato. Tuttavia su proposta dell'Anziano sfida i maestri, a condizione che sconfigga prima Kenichi. Lo sparring si svolge con la vittoria del giovane Shirahama. In seguito i due stringono una sorta di amicizia e Kenichi inizia ad ammirare il giovane prima che questi torni a cercare Ogata.
Successivamente all'attacco alla base di Kensei avvisa il Ryōzanpaku che non gli permetterà di rinchiudere Ogata a Big Lock prima di sfidarlo. Riappare al parco divertimenti dove sopprime la Seidou Gouitsu di Ryuto prima che lo uccida. In seguito attacca Kensei e durante lo scontro eccelle il livello di esperto diventando un maestro. Riesce durante lo scontro a mettere persino in difficoltà lo Yami, ma nel confronto tra le loro Kazoe Nukite viene sconfitto e, fallita ogni tecnica, dice a Kenichi di non diventare come lui prima di essere ucciso dopo un ultimo disperato tentativo di uccidere il suo nemico con un morso alla gola davanti al giovane allievo del Ryōzanpaku. Viene in quel momento visto da Nijima allontanarsi tra le fiamme assieme a una donna e a un bambino.
Tanaka è un ventenne alto e robusto, sempre in giacca e cravatta come se andasse in ufficio e con occhiali (è miope e astigmatico). Parla spesso a un telefonino dove finge di parlare o con il capo o con la moglie per nascondere la propria ferita psicologica. È tuttavia molto forte, per la sua giovane età e arriva prima di morire al livello di maestro. È l'erede del Tenchi Mushin-Ryuu, un particolare stile di arte marziale e l'unica altra persona oltre a Ogata Isshinsai a conoscere la Kazoe Nukite, insegnatagli dal suo maestro e a questi da Hayato Fūrinji. Amava molto il suo maestro e ancora di più sua moglie. La loro perdita più quella del figlio gli causa una ferita psicologica enorme, che gli provoca un desiderio di venire ucciso dal loro assassino nascosto dal desiderio di vendetta. È molto ammirato da Kenichi, che lo vede morire, per il quale era un esempio sia per il suo modo di essere artista marziale sia perché sposò della figlia del proprio maestro. È molto in confidenza con Hayato Fūrinji. Gli piace il The.

#### Mosse
- Eisatsu Shoudouzan: colpo di palmo dall'alto al basso
- Tenchi Mushin-Ryuu Jyuuji Kubiki: doppio colpo di taglio incrociato al viso dopo un salto
- Kazoe Nukite: attacco consistente in una combo di quattro affondi con mano allungata in cui a ogni colpo si riduce il numero di dita tese da quattro a una. Ogni colpo ha una qualità precisa (il primo colpo, le quattro dita, ha l'effetto di una lama affilata che con la sua potenza di penetrazione e velocità può tagliare la carne e il primo dito ha un effetto penetrativo) e può sfondare ogni difesa. Il colpo è usato da Hayato, che l'ha inventato, Midou Kai, Isshinsai Ogata e Tsumotu Tanaka.
- Juujo Kubiki: doppio colpo a X dall'alto in basso con le mani ad artiglio. È talmente veloce da lasciare una scia. Tecnica finale di Tanaka

### Sai Kagerou
- Prima apparizione: Battaglia 286
- Tipo di combattente: Sei
- Principio di combattimento: Katsujin Ken (solo dopo il ritiro e i furti delle Akabanetou)
- Soprannome: Otokoeiaigiri
- Reparto: Armato
- Arti marziali: Esperto di spada, specialmente nell'Iaidō
- Arma: Katana

Vedi Sai Kagerou di Yami

### Kousaka Hachirobe
- Prima apparizione: Battaglia
- Tipo di combattente: Sei
- Principio di combattimento: Katsujin Ken
- Arti marziali: Esperto d'armi

### Batouan
- Prima apparizione: Battaglia
- Tipo di combattente: Sei
- Principio di combattimento: Katsujin Ken
- Arti marziali: Esperto d'armi

## Ordine della Tigre Nera e del Drago Bianco

### Drago a tre teste

#### Kaku Shin Ten
- Prima apparizione: Battaglia 201
- Arti marziali: Taijiquan

##### Mosse
- Santouryuu Roku Gou Jin: formazione della squadra delle tre arti marziali cinesi, tripla carica che unisce i movimenti a spirale di Taichichuan, i movimenti curvi del Baguazhang e la carica a linea retta dello Xingyiquan. È difficile da schivare e impossibile da bloccare, poiché una contromossa per un colpo è inutile per il successivo e l'intervallo di tempo è troppo ridotto per mutare la difesa ogni volta
- Teki Tai Saisui: calcio basso ruotando la gamba
- Juuji Shu: colpo perforante al viso da sotto il mento, può strappare naso e occhi
- Kon Gou Toutai: colpo caricato col braccio piegato e il gomito dietro la testa, portato col dorso del pugno sbattuto contro il ginocchio col femore parallelo al terreno. Può frantumare un cranio
- Sou Fuu Kan Ji: doppio colpo portato contemporaneamente alle orecchie col dorso dei pugni dopo un movimento circolare delle braccia. Distrugge i timpani con la pressione dell'aria e può causare una commozione cerebrale letale
- Han Ran: dopo aver afferrato la testa del nemico sopra e sotto si compie una giravolta a lato e al contempo si fa compiere un giro alle braccia in modo da strappare il cranio o almeno rompere il collo
- Kisei: con un movimento a spirale delle braccia si portano rapidamente in alto le braccia al nemico, lasciandolo sguarnito sul petto
- Raisei: tecnica di respirazione che produce vibrazioni e permette di usare un attacco affilato come un proiettile. Tecnica finale di Kaku
- Taiho Shouha: portando una gamba indietro tesa che fa da blocco e il braccio opposto teso in avanti con la mano aperta si può bloccare la carica del nemico come se si fosse lanciato su una trave

#### Chou Yin Lin
- Prima apparizione: Battaglia 201
- Arti marziali: Baguazhang

##### Mosse
- Pa Bo: passi del Baguazhang usati per colpire al collo e al ventre con le mani dopo aver superato la guardia avversaria
- Baguazhang Tashin Kaei: dopo una giravolta su se stessi simile al dietrofront si colpisce l'avversario con un colpo di taglio
- Santouryuu Roku Gou Jin: formazione della squadra delle tre arti marziali cinesi, tripla carica che unisce i movimenti a spirale di Taichichuan, i movimenti curvi del Baguazhang e la carica a linea retta dello Xingyiquan. È difficile da schivare e impossibile da bloccare, poiché una contromossa per un colpo è inutile per il successivo e l'intervallo di tempo è troppo ridotto per mutare la difesa ogni volta

#### Yo Tekai
- Prima apparizione: Battaglia 201
- Arti marziali: Xingyiquan

##### Mosse
- Santouryuu Roku Gou Jin: formazione della squadra delle tre arti marziali cinesi, tripla carica che unisce i movimenti a spirale di Taichichuan, i movimenti curvi del Baguazhang e la carica a linea retta dello Xingyiquan. È difficile da schivare e impossibile da bloccare, poiché una contromossa per un colpo è inutile per il successivo e l'intervallo di tempo è troppo ridotto per mutare la difesa ogni volta

## Clan Furinji

### Hayato Fūrinji
Hayato Fūrinji (風林寺 隼人?) Seiyu: Hiroshi Arikawa
- Prima apparizione: Battaglia 6
- Tipo di combattente: Sei
- Principio di combattimento: Katsujin Ken
- Arti marziali: Tutte, è in grado inoltre di copiare qualunque stile utilizzi il proprio avversario
- Soprannome: Invincibile Super Uomo

Vedi Hayato Fūrinji del Ryōzanpaku

### Shizuko Furinji
- Tipo di combattente: Sconosciuto
- Principio di combattimento: Katsujin Ken
- Arti marziali: Sconosciute
- Stato attuale: deceduta

Shizuko era la moglie di Hayato. Di lei si conosce solo il nome e il fatto che riposa nella tomba che condivide con la nuora Shizuha. Hayato la amava molto e presumibilmente doveva avere caratteristiche fisiche, caratteriali e abilità di alto livello per aver fatto innamorare il capoclan dei Furinji.

### Saiga Furinji
Fūrinji Saiga (風林寺 砕牙?)
- Prima apparizione: Battaglia 192
- Tipo di combattente: ?
- Simbolo Yami: Ombra
- Soprannome: Ichiei / L'Ombra
- Principio di combattimento: Satsujin Ken
- Arti marziali: Stile Furinji

Vedi Saiga Fūrinji di Un'Ombra nove Pugni

### Shizuha Fūrinji
Fūrinji Shizuha (風林寺 静羽?)
- Prima apparizione: Battaglia 192
- Tipo di combattente: Dou
- Stato attuale: deceduta
- Arti marziali: Stile Kuremisago

Vedi Shizuha Furinji del Kuremisago-Shuu

### Miu Furinji
Miu Fūrinji (風林寺 美羽?) Seiyu: Tomoko Kawakami
- Prima apparizione: Battaglia 1
- Tipo di combattente: Dou
- Principio di combattimento: Katsujin Ken
- Arti marziali: Stile Furinji con tracce di Kuremisago, predilige l'uso di calci e di prese al corpo

Vedi Miu Furinji del Ryōzanpaku

## Kuremisago-Shuu

### Shizuha Fūrinji
Fūrinji Shizuha (風林寺 静羽?)
- Prima apparizione: Battaglia 192
- Tipo di combattente: Dou
- Stato attuale: deceduta
- Arti marziali: Stile Kuremisago

### Senzui Kuremisago
- Prima apparizione: Battaglia 547
- Tipo di combattente: Dou
- Principio di combattimento: Satsujin Ken
- Soprannome: Ichiei
- Arti marziali: Taisabaki Stile Kuremisago

Senzui era un giovane primogenito di una nobile famiglia del clan dei Kuremisago. Era il futuro capo dei Kuremisago e promesso sposo di Kuremisago Shizuha, di cui era grande amico. La ragazza usava colpirlo con violenza ogni volta che si arrabbiava con lui ed egli per gentilezza non si scansava. Durante una passeggiata la ragazza incontrò Saiga Fūrinji, di cui si innamorò. Senzui giunse sul luogo e iniziò un breve combattimento per uccidere l'uomo, responsabile di essere giunto fino al villaggio, interrotto da entrambi per salvare Shizuha da una roccia. Ella li ringraziò entrambi, nonostante non fosse in pericolo, come dimostrò spaccando la roccia con un calcio. Accortasi di averlo fatto con addosso una gonna, arrossì e i due ragazzi, guardatisi, risero assieme. Iniziarono a diventare amici e spesso Saiga ammoniva Senzui a pensare di più con la propria testa. Tuttavia l'amore di Saiga e Shizuha fu ostacolato. Infatti i Kuremisago erano un antico clan ninja e portavano avanti un'accurata selezione genetica, incrociando tramite matrimonio gli individui più forti per generare prole superiore e Shizuha era una discendente del ramo principale del clan, molto dotata nel combattimento oltre che bella, il fiore proibito; per questo motivo lasciar avvicinare a tal punto al cuore del gruppo uno straniero risultava inaccettabile a molti Kuremisago. A Shizuha fu proibito di rivedere dunque Saiga, ma poiché continuava a farlo, i Kuremisago si spaccarono in due: una fazione, stanca del pesante retaggio, sosteneva Saiga, tra cui Senzui, l'altra, tra cui i padri di Shizuha e Senzui, lo ostacolavano. Nacque così una guerra interna che mieté molte vittime. A un certo punto Saiga e Senzui entrarono a far parte di Un'Ombra nove Pugni, con l'appellativo di Ichei, Ombra. Senzui, dopo aver ucciso suo padre, capendo che la guerra senza sacrificio non si sarebbe fermata, decise di uccidere Shizuha avvicinandola in una montagna innevata sotto sembianze di Saiga, in modo da riportare la pace nei Kuremisago. Tuttavia non poté uccidere la figlia di questa, la neonata Miu, per l'affetto che portava a sua madre. A questo punto Hayato, raggiunto da un messaggio di Shizuha, si precipitò da lei, ma la trovò morta da poco e sotto il suo cadavere trovò la nipotina Miu. Senzui, riportata la pace nel clan di cui divenne il capo, concepì allora il piano del Tramonto Eterno, su esortazione di Kushinada che gli fece capire come il destino dei guerrieri potesse compiersi solo nella guerra. Successivamente incontrò un giovane ragazzo cagionevole, Kajima Satomi e assieme a Saiga lo allenò come Yomi, facendogli superare l'infermità. Tuttavia dopo che Saiga scoprì i suoi piani e la sua colpa nell'omicidio di Shizuha iniziò a lavorare contro di lui, mentre lui assunse l'aspetto di Saiga per controllare come lui faceva Yami.
Non si sa bene quando sia apparso la prima volta perché travestito da Saiga, ma presumibilmente dopo l'annuncio del Tramonto Eterno di fronte al governo giapponese, mentre l'Hachiou Danzai ruba dei cargo carichi d'oro. Successivamente monitora i movimenti delle forze di Yami e cerca di impedire a Nijima di bloccare il lancio del missile nucleare che avrebbe dovuto colpire il Giappone, mentre Kajima, secondo i suoi ordini, cerca di uccidere Kenichi e Miu. Fallisce grazie a Shiba, che riduce in fin di vita e Shigure, che salva il ragazzo. Subito dopo incontra Miu, che lo attacca. In risposta cerca di ucciderla, ma l'arrivo di Saiga, travestito da finto ufficiale governativo, lo impedisce. I due colgono l'occasione di regolare i conti e iniziano un combattimento durissimo sotto gli occhi di Kajima, che continua a combattere con Kenichi. Lo scontro è in equilibrio finché Saiga riesce a prendere a Senzui il telecomando del missile. Il Tramonto Eterno sembra fallito tuttavia Michael Schtilvay, in fin di vita, si intromette e Senzui riesce a riprendere il dispositivo, attivando in missile, distrutto poi da Hayato Fūrinji, pur essendoci lui sotto e morendo così incenerito.
Senzui è un uomo alto e forte, con capelli e occhi scuri e la fronte alta. Assomiglia abbastanza a Saiga per corporatura. Indossa spesso maschere per celarsi dietro identità fittizie. Come molti del suo clan si rappresenta come un volatile e le sue movenze naturali ricordano proprio questi animali. Secondo lui i Kuremisago "sono uccelli che possono prendere il volo solo tra le fiamme della guerra" e proprio per questo suo radicato istinto di combattente decide di attuare il Tramonto Eterno e liberare gli artisti marziali dalla prigionia che gli impone la pace. Da Kuremisago seguiva ciecamente le direttive del clan, finché Saiga non gli insegnò a pensare con la propria testa. Tuttavia lo scontro intestino nel suo clan lo convinse della necessità di un sacrificio per un bene superiore e per questo tradì Saiga e uccise Shizuha e alcuni rivoluzionari. Tuttavia non poté uccidere Miu perché sul suo volto vedeva i tratti delle due persone che amava, i suoi migliori amici. Usa solo il Taisabaki Stile Kuremisago e non si fa scrupoli a sacrificare il suo stesso discepolo alle arti marziali. È molto educato infatti quando Shizuha si arrabbiava con lui era solita colpirlo e lui per gentilezza non schivava mai.

#### Mosse
- Hyoui Kazarikibane: calcio in spaccata all'indietro
- Misagootoshi: presa al corpo in volo dopo la quale si schianta il nemico cadendo avvitati
- Kyouhyou Kazakiri Nohane: calcio in spaccata
- Kyojitsu Soutou no Yamikarashi: rapidi movimenti e emissioni di ki tali da far apparire diversi cloni di sé stesso in modo simile alla Shinchinengenryuu Chouryoukankuu di Akira Hongou
- Sigillo (Insou): tecniche dei Kuremisago, in origine clan ninja, collegate a religione e cultura, che tramite particolari posizioni di mani e piedi e reazioni corporee possono risvegliare le potenzialità latenti del corpo umano, come potenziare temporaneamente le capacità fisiche o modificare la fisiologia di ossa e muscoli per conferire particolari caratteristiche. Sono molto utili per modificare le proprie capacità a seconda della situazione
- Rentangai: Sigillo che incrementa la resistenza ai colpi
- Sigillo Sokuinsoukoshu: tramite un Sigillo applicato dai piedi si potenziano i muscoli della parte superiore e incrementano la potenza e la pesantezza dei pugni
- Sigillo doppio calcio: tramite un doppio Sigillo applicato da ogni mano si può potenziare incredibilmente la potenza dei muscoli delle gambe
- Mudra: Sigillo singolo che potenzia la forza delle gambe, potenziabile col Ki del Dou
- Ninjutsu-Rengoku Suzaku Dance: possente emissione di Ki che prende la forma di una Fenice e potenzia gli attacchi al punto da permettere di combattere volando tramite gli spostamenti d'aria mossi dai colpi. La più potente tecnica Ninja di Senzui
- Houou Shinmetsugeri: calcio pieno di Ki di colore scuro, tecnica finale di Senzui

### Kanou Shou
- Prima apparizione: Battaglia 167
- Tipo di combattente: Dou
- Simbolo YOMI: Cielo
- Soprannome: Suparna
- Principio di combattimento: Satsujin Ken
- Maestro: Akira Hongou
- Arti marziali: Principalmente Karate ma essendo stato allenato da molti maestri anche Sambo, Muay Thai, Muay Boran, Lucha Libre, Jujutsu, Pencak Silat, Kalarippayattu, Arti marziali cinesi, Arti marziali antiche e altre
- Stato attuale: deceduto

Vedi Kanou Shou di Yomi

## Clan Ma

### Ma Sougetsu
Ba/Ma Sōgetsu (馬 槍月?)
- Prima apparizione: Battaglia 68
- Tipo di combattente: Dou
- Simbolo Yami: Luna
- Soprannome: Kengou Kishin/Pugno feroce del Dio Demone
- Principio di combattimento: Satsujin Ken
- Arti marziali: Kempo cinese

Vedi Ma Sougetsu di Un'Ombra nove Pugni

### Ma Ryou
Ba/Ma Ryō (馬 良?)
- Prima apparizione: Battaglia 68
- Tipo combattente: Dou
- Arti marziali: Kempo cinese

### Ma Kensei
Ba/Ma Kensei (馬 剣星?) Seiyu: Issei Futamata
- Prima apparizione: Battaglia 7
- Tipo di combattente: Sei
- Principio di combattimento: Katsujin Ken
- Arti marziali: Arti marziali cinesi stile armonioso

Vedi Ma Kensei del Ryōzanpaku

### Ma Renka
Ba/Ma Renka (馬 連華?) Seiyu: Mika Kanai
- Prima apparizione: Battaglia 66
- Tipo di combattente: Dou
- Arti marziali: Kempo cinese

Vedi Ma Renka dell'alleanza Shinpaku

## Altri personaggi

### Yūka Izumi
Izumi Yūka (泉 優香?)

### Daimonji
Daimonji (大門寺?)
- Prima apparizione: Battaglia 2

### Naoki Yamamoto
- Prima apparizione: Battaglia 63

### Ryou/"Hakubi" Ma
Ba/Ma Ryō (馬 良?)
- Prima apparizione: Battaglia 68
- Tipo combattente: Dou
- Arti marziali: Kempo cinese

Vedi Ma Ryou del Clan Ma

### Ma Sougetsu
Ba/Ma Sōgetsu (馬 槍月?)
- Prima apparizione: Battaglia 68
- Tipo di combattente: Dou
- Soprannome: Divinità del Pugno feroce
- Arti marziali: Kempo cinese ma anche Hikaken e Baguazhang

Vedi Ma Sougetsu di Un'Ombra nove Pugni

### Genson Ryū & Kōan Shokatsu
Ryū Genson (劉 玄孫?) Shokatsu Kōan (諸葛 孔暗?)

### Fukujirō Yasunaga
Yasunaga Fukujirō (安永 福次郎?)
- Prima apparizione: Battaglia 1
- Nome rivelato: Battaglia 77

### Kyōko Ono
Ono Kyōko (小野 杏子?)
- Prima apparizione: Battaglia 26
- Nome rivelato: Battaglia 77

### Chihiro Takashima
Takashima Chihiro (鷹島 千尋?)
- Prima apparizione: Battaglia 3